# ゲート 自衛隊 彼の地にて、斯く戦えり
『ゲート 自衛隊 彼の地にて、斯く戦えり』（ゲート じえいたい かのちにて かくたたかえり）は、柳内たくみによる日本のライトノベルおよびそれを原作とするメディアミックス作品。

## 概要
2006年4月から2009年6月にかけて、柳内が「とどく=たくさん」名義で小説投稿サイト「Arcadia」に掲載していたWeb小説『自衛隊 彼の地にて、斯く戦えり』が元になっている。2010年にアルファポリスから単行本として書籍化刊行された後、2013年にアルファライト文庫（アルファポリス）から文庫として刊行された。単行本第1巻・第2巻は、「Arcadia」掲載のWeb小説版（以下、Web版）から作中の一部表現を修正したものとなっている。また、第3巻以降も大幅に改訂されており、単行本とWeb版で結末が異なる登場人物もいる。本記事では特に記述がない限り、単行本及び文庫版の内容に基づいた記述とする。
本編は当初の予定では第3巻で完結の予定だったが第4巻まで延長され、さらに内容が東日本大震災を連想させることを配慮して第5巻まで延長された。本編完結後も、後日談や本編の挿話、前日談などが収録された外伝が刊行されている。
この他に、Web版には『湯煙温泉編』『商売繁盛編』という番外編があり、「Arcadia」においてサイト管理者の了解を得た上で掲載されている（『商売繁盛編』は未完）。他にも『混家冬の陣編』が同所で掲載されていたが、これは削除されている。
2017年夏に続編となる海上自衛隊を主役とした『ゲートSeason2 自衛隊 彼の海にて、斯く戦えり』の刊行が始まった。
2024年6月時点で電子版を含めたシリーズ累計部数は710万部を突破している。
2015年から2016年にはテレビアニメのSEASON1が放送されたほか、SEASON2の制作が決定している。

## あらすじ

### 本伝（1 - 5巻+特地迷宮攻略編）
突如銀座に「門」（ゲート）が開き、 モンスターを引き連れた軍勢が現れた。彼らは民間人を無差別に殺害し屍の山を築くが、自衛隊や警察の応戦により敵軍勢は壊滅、兵の1割を捕虜とすることで事態は収束を迎えた（銀座事件）。
特地（特別地域）と名付けられた門の向こうに膨大な資源が存在する可能性を知った日本国政府は、自衛隊を特地に派遣。特地派遣部隊は門を確保し、そこに大規模な陣を築きあげた。特地の軍勢は門（聖地アルヌス）奪回のため進軍してくるが、一方的な殺戮に近い状態で軍勢は撃退される。
軍勢を撃退した自衛隊は、特地調査のため1部隊12名から成る偵察隊6個、深部偵察部隊を臨時に創設する。主人公の伊丹耀司率いる第三偵察隊(3Rec)は、植生や動物・地質等よりも人々との交流に重点を置くことで、自衛隊にとくに警戒心や敵意を抱いていない現地の住人と良好な関係を築いていく。
ある日、門近辺の人間族の村、コダ村の紹介で訪れようとしたエルフ族の集落が、火を吐く巨大な龍、炎龍によって襲われているのを発見する。集落の唯一の生き残りテュカ・ルナ・マルソーを救助した第三偵察隊は、炎龍が出現したと知るや否や家財をまとめて避難しようとするコダ村の住人に協力を申し出る。コダ村の住人である魔道士レレイ・ラ・レレーナ、亜神のロゥリィ・マーキュリーも加わり、伊丹ら第三偵察隊とコダ村の住人は行くあてのない逃避行を続けるが、不運にも炎龍が伊丹たちの目の前に舞い降り、両者は戦闘状態に突入する。
死闘の末、左腕を撃ち落としてなんとか炎龍を撃退することに成功した伊丹たちだが、避難民の4分の1を失う。やがて生き延びたコダ村の住人たちと無事に別れた伊丹は、炎龍によって家族をなくした子供たちや行くあてのない老人たちに向かって、自分たちを信用するように言う。
最初の帝国皇族との接触はピニャ・コ・ラーダ第三皇女で、麾下の騎士団と離れていたおり、イタリカ防衛のため、伊丹らと共闘しなければならなかったが、第四戦闘団（空中機動=ヘリコプター部隊）の威力を目の当たりにし、ピニャは講和できなければ帝国が滅ぶと考え、講和派として最も積極的に動くことになる。
ほとんど誰からも馬鹿だと思われているゾルザル・エル・カエサル第一皇子は、自分では馬鹿を演じていると思い、他人の意思に操られている自覚はない。日本人拉致被害者を奴隷にしていたこと、レレイ（炎龍退治者中唯一の帝国民のヒト種、ただし本人に帝国民としての自覚はない）に対し嫉妬し、暗殺者を向けるなど、日本にとって講和の最大の障害となる。
伊丹と3人娘＋1（ダークエルフ、ヤオ・ハー・デュッシ）は、炎龍退治、迷宮での探索、魔法都市ロンデルでの刺客撃退とレレイの導師号合格を経て、ハーディの神殿に至る。そこでハーディより、地震と更なる多大なる被害が門を開け続けている所為だと教えられ、門の開閉の技を与えられる。
このことにより、伊丹と3人娘ら（日本国政府も同意見）は門をいったん閉じた後に開閉をしようとするが、アルヌス生活協同組合（の一般の者）は閉じたままになることを懼れ閉門反対に、帝国首脳部は自衛隊の戦力を恐れて閉門したままにしようと考える。さらに自国に門を開けたい中国などが絡み、互いの勢力が相手の邪魔をするなか、ゾルザルが皇帝不予に際しクーデターを起こして帝国の実権を握り、元老院主戦派とともに恐怖政治を断行する。
自衛隊によりゾルザルの手から救出された皇帝モルトは、ともに救出されたピニャを皇太女（ゾルザルの皇太子位は剥奪）とし、イタリカで帝国正統政府を宣言する。この宣言には亜人厚遇も示され、イタリカには亜人、講和派貴族と返還捕虜第二陣、諸王国と軍が集まってくる。
自衛隊と講和派貴族、諸王国軍は帝都奪還を目指し圧倒的快進撃をするが、ゾルザルは正統政府の根拠地であるイタリカを攻め、時の内閣総理大臣森田の弱腰（特に対中国）で特地撤退が間近に迫る。ピニャはゾルザルを逃がさぬように、不利を承知で麾下の薔薇騎士団と亜人の混成軍で野戦に挑むが、ゾルザル配下のボウロは皇帝暗殺の刺客を大量に放ち、皇帝死守を命じられたシャンディーやスィッセスら薔薇騎士団幹部が倒されていく。
それでも、政府は森田を内閣総理大臣の座から追い落とすことで特地撤退を回避し、自衛隊幹部の決断などに助けられピニャは何とかイタリカを守りきり、自衛隊は中国の妨害により残留予定者以外も残留した状態ながら門を閉じることに成功し、大団円を迎える。

### 外伝 南海漂流編
皇太女ピニャは、敵対勢力もいなくなり帝国を纏めることを考え、自分の配偶者も新貴族たる亜人受けが良い者をと、他人事のように考えていた。自分の幸福はせめて趣味の芸術に浸りたいと考えていたが、日本との連絡つまり新たな芸術の供給も絶たれ、自ら筆を執るがその画力の無さに絶望していた。
帝国の権威を貶めようとしたズフムートの神官の暗躍で、シーミストの領主たちは、国境を越えてエルベ藩王国を荒し、戦争直前となっていた。それを止めるため外交官菅原らは日本と帝国の外交使節をシーミストに送る手筈となる。
ピニャの秘書官ハミルトンは、亜人受け、趣味に理解、権威はあるが権力に興味はないというピニャの望む皇配としての条件にあてはまるのは、伊丹しかいないことを理解する。そこで伊丹とピニャを二人きりの状態で媚薬を飲まし、既成事実をつくるという為に、シーミストに赴く使節に二人を入れ、ピニャにも自覚を促す。
船の座礁で、伊丹とピニャはハミルトンが用意していた媚薬入りのウイスキー（10リットル樽）と共に漂流するが、アクアス族の人魚ケミィに助けられる。お礼にウイスキーを渡すが、飲まなかった伊丹と彼に守られたピニャ以外は乱交となり、アクアス族の女7人男5人の多夫多妻の結婚となる。
国としては重要な、シーミストとの外交（シーミスト側としてはピニャを人質にしたかったが）は、シーミストが挫けてあっさり終了。伊丹とピニャの仲も少しは親密になった程度で、大して進展はなかった。
アルヌスでは外伝2以降で（それなりに）重要となるサブキャラが登場する。ロゥリィ関係ではエムロイの神官（司祭、助祭、見習い）でいろいろあるがいずれもロゥリィに対して実直である。レレイ関係ではレレイに学ぶために組合に就職した魔導師。こちらはそれぞれ名誉欲・金銭欲・レレイへの独占欲が強く、レレイにとっては望ましくない人物たち。

### 外伝弐 黒神の大祭典編
元黄薔薇隊隊長ボーゼスは富田との子供・舞を出産するが、父パレスティー侯爵は、元敵国のしかも下士官ごときとの結婚など認められない。業を煮やしたボーゼスは皇太女ピニャよりアルヌス駐在武官の職を得て、アルヌスの街の近くに小さな家（居室10室）を建て、母娘二人（執事、メイドは複数、子守専用メイド付）で住むことにする。
伊丹は江田島の勧めで新たな娯楽を模索しつつボーゼスの不安を解消する為、ナッシダ（誕生披露宴）と結婚式と祭典を企画する。ロゥリィのおかげで、歴代皇帝でさえ成し遂げられない、亜神勢揃い（ワレハルン、モーター、グランハム、ジゼル）というナッシダ開催と、ディアボの思惑により娯楽を大々的に行う自衛隊祭「大祭典」となる。規模の拡大により実行委員長は伊丹二尉から江田島二佐に変更。
ランドール公爵の娘レディは、自分に従う者は取り巻きとして優遇するが、逆らう者は迫害している。レディはピニャ自体も気に入らないが、皇太女に対し皇姪である自分が嫌がらせもできず、ピニャの寵臣の一人であるボーゼスに嫌がらせが向かい、「敵に身を任せた女」との噂を流し、ナッシダの出席者の妨害なども合法的な範囲で行う。
そしてその裏には、ズフムート神の使徒・亜神メイベル・フォーンがおり、その理由はズフムート教の神官が代々伝えてきた間違った偏見と誤解による。偏見とは時の王が一族の娘を犠牲にしてしばらくの間得られる血剣ディーヴァを使用しない様にとズフムート教を禁教にしたことを、エムロイの陰謀扱いとしたこと。誤解とは、ベルティ以降一族が誰もまともな結婚が出来なかった事を結婚を邪魔したロゥリィの呪いであるとし、ベルティがカストーリとの玉の輿婚を望んでいたとしたこと。結婚相手にディーヴァのことが知られたら、本人はともかくその一族に剣と命を狙われるから逃げろと伝わっているから結婚できないのである事を理論的に説明しても納得しない状態である。
祭り自体は大成功で、結婚式に異議を唱える者を訊いたロゥリィに、メイベルが立ち上がり、眷属を入れた2対2の対決(代理で、炎龍を倒した男と戦いたいグランハムの眷属ユエルに根回し済み)を要求。伊丹の力とは個人の武勇ではなく、人徳・指揮を含めた力であり、江田島の提案で150対150の棒倒し勝負となる。ロゥリィの黒軍には自衛官、薔薇騎士団、アルヌス協同組合が参加、メイベルの蒼軍には、レディ関連の者やゴロツキたちと勝ったら娘を連れて帰れるという事でパレスティー侯爵も加わる。
棒倒しは引き分けで、結局亜神同士の一騎討ちとなる。ベルティと瓜二つの顔でやりにくい為 拮抗しているが、グランハムの示唆でジゼルが（ズフムートへの嫌がらせになると）ハーディに依頼し、ベルティの魂を呼び出し、真実をメイベルに告げる。そこで呆然となっているメイベルを、ロゥリィは吹っ飛ばして血剣ディーヴァを残し退場させる。

#### 回想（948年前）
ロゥリィがエムロイ教団フェブロン神殿の見習い神官で、亜神になったことを自覚した頃、歳の近い4人の親友（ベルティ、ビムリコ、ホロン、メグルいずれも見習い神官）とズフムート信者との活劇話。
ベルティはズフムートの祝福（という名の呪い）により、心臓に血剣ディーヴァを宿し、それを摂政メタノール・ズフ・カストーリに名目上の結婚の後奪われ(殺され)ようとしていた。昔からベルティを守ってきたビムリコと摂政家と同格な将軍家のホロンは先に捕まり行方不明。メグルが桃色浪漫物語の際に、下級生達が聞いた声を頼りに捜したところ、ロゥリィはベルティを見つけ事情を知る。だが家の格が違い過ぎ、確たる証拠が無いと結婚阻止は出来ないと、証拠集めをするが捗らない。
結局、ロゥリィは亜神であることを公にした力技と、ロゥリィの父から情報を得た宰相メイダル家の権威でメタノールを成敗し、ベルティ、ビムリコは神殿を離れて生きる事となった。

### 外伝参 黄昏の竜騎士伝説編
父ホドリューが生きているという話をグランハムから聞いたテュカは、ジゼルから借りた飛龍（翼竜より大型）に乗り、感情抑制の精霊魔法で（高所恐怖症の）恐怖を感じなくなった伊丹と共に遊牧民パルミアのルルドを訪ねて北の地へ向かう。
その途中で助けたヤルン・ヴィエットの姫シルヴィアを城へ送り届ける。ヤルン・ヴィエットという国は、ソノートの族長がコノート族、フロート族の族長と次々に結婚したことにより、ソノートの族長ザンシアが3つの部族の長の権限を持つことで女王となり、それにより作られた国であった。女王ザンシアは3族均衡を図ろうとしているが、ソノート族の民の多くは征服側のソノートが他の部族と税等で同じ扱いなのに不満で、他の2部族は共同君主による合併なのだから対等なはずなのにまるで征服者のように振る舞うソノート族の態度に不満で分裂の目はあった。
まだ刈り入れの済んでいないコノートの土地を、遊牧民のパルミア族は通ろうとしており、これを阻止するためにザンシアはアカバ・ケンタウロスと軍事同盟を結ぶ約束をする。その代償として娘シルヴィアをアカバの族長スマグラーの愛妾として与える。それは自分の跡継ぎにフロート族の血も引いている息子にする為、邪魔なシルヴィアを国から放逐する事を意味した。
伊丹たちはシルヴィアを単なる使者としてアカバ族へ送り届けたが、スマグラーの「所有者のいない物や女」は、強い奴、つまり自分の物という思考で、テュカまで自分のものにしようとする。3人はアカバ族の村から脱出して、当初の目的地、遊牧民パルミア・ルルドの停泊地につき、そこには話の通りホドリューがいた。パルミアの女首長ゼノヴィアから「昔はパルミアとコノートは仲が良く、今回の様にパルミア族の通過時に刈り入れが済んでいない時など、パルミアが手伝っていた」と聞く。
まだヤルン・ヴィエット国が成立前に、ソノート族長であったザンシアとフロート族の族長ウーゾの妻メイヴが、どちらが高価な物を持っているか張り合い、帝国の総督を判定者として財産の半分を賭けた。総督としては引き分けを願って判定していたが、最後の雄牛勝負ではっきりザンシアの勝ちとなり、メイヴは見栄と財産の半分を失った。だが、その雄牛にはゼノヴィアの烙印があり、勝負は無効と訴えて裁判でゼノヴィアが証言することになった。裁判前にザンシアとメイヴは自分に有利な証言をするよう贈り物つまり賄賂をゼノヴィアに送り、ゼノヴィアは二人の贈り物を受け取り（特にメイヴの黒い毛皮が気に入った）本当のことを言うと宣言した。実際雄牛はザンシアに譲った物であったが、裁判で証言する本当の事とはザンシアとメイヴにとって「言った事が真実となる。」と思えるなか、原告メイヴが行方不明で出廷せず、裁判は訴訟取消しで終了となった。その後、ザンシアとウーゾは再婚し、ザンシアを恐れたゼノヴィアはヤルン・ヴィエット通過を避けていたが、今回その道が早い冬で通れなくなり今に至った。
ホドリューは、「女性を口説くために嘘をついたとしても最後まで欺き信じさせることが男の誠意」という、ある意味柔らかいスマグラーのような男で、パルミアの中に自称妻は5人、自称恋人は10人（ゼノヴィアもどちらか）、愛人・行きずりの関係なら無数とパルミアの男たちには恨まれ、罵られていた。テュカは父親がそういう男であることを知っていたが、やはりそうであったと溜め息ものであった。
そのあと、副首長ピムスたちによってアカバに売られたシルヴィアとテュカだったが、脱出の際に置いてきたシルヴィア付きのメイドのココモを愛妾第一位に据えるほどスマグラーが気に入り、二人は自由にされアカバ族とヤルン・ヴィエットとの同盟成立を宣言した。
テュカは、ホドリューに勝ち目のないパルミアを離れてほしいと思っていたが、離れられない理由も分かるし、それに伊丹を突き合わせる気もなかった。しかし異母妹セランがいることで、伊丹はテュカと共にパルミアを守ることにして、まずはアカバの強襲を防いだ。
一方ホドリューとシルヴィアは、メイヴ殺害犯（ザンシアとゼノヴィアはお互いが犯人だと思っている）を探して、実はウーゾが監禁していたことを突き止める。メイヴを解放し、ザンシアがソノート純血の自分をアカバに売った事と結婚が無効でザンシアにフロートの族長権限が無い事を公開して、ザンシアからソノートの族長権限を奪い、フロート、コノートは再分裂し、戦争の主体となるヤルン・ヴィエットが消えたことで、戦争も終結した。
伊丹は精神抑制の魔法終了後の後遺症に魔薬が加えられ（ゼノヴィアの策謀）、英雄症候群となり、アカバ撃退時にスマグラーと一騎討ちを約束するなど普段の伊丹からはあり得ない行為をしたが、それから覚めると竜槍を「約束の証」として遺し、さっさとアルヌスに帰って行った。
それから数年後…。パルミアの幼いハーフエルフの女の子に「黄昏の龍騎士伝説」という物語が語られていた…。

### 外伝四 白銀の晶姫編
特地と日本との門が破壊により閉鎖され1年以上経つ。ガソリン・ジェット燃料等の燃料を得る分溜の原理的な実験は成功しているが、量産の為の工業的原油分溜プラントは何度目かの実験失敗で黒煙を上げ破壊された。実験の指揮をする江田島は、失敗の原因は管の強度不足によると考え鋳造技術の一部公開を考えるが、管の外側から鋭利な傷も入れられていたことで妨害工作も認識し、帝国主導の可能性を含め、対策も必要と考えていた。
前巻で伊丹が北の地の紛争で一方に加担したことは、通常許されることではなく諭旨免職（辞職勧告）に当たると判断されそうであった。そこで江田島は紛争地域に開門の為に必要なガラスの製法があり、それを得るためには紛争から逃げるより、自主的に解決に手を貸した行為が「門を開ける為に最善を尽くせ」という訓令の実行であるという理論であり、その傍証としてフロート族長シルヴィアの感状を見せた。狭間陸将は詭弁と知りつつもそれを認め、処分は日本と連絡が取れた後とした。
これを江田島は「伊丹の罪は、日本との門を繋げる為に役立った功績で相殺される。」という考えをレレイに仄めかすことで、開門を促進する。
「門」には今までの門より巨大な真白な柱とアーチ構造の梁が必要でこれを「高貴の白」と呼ばれる大理石で作る。その表面には回路のような働きとなる紋様を施し、それにダイオードやトランジスタのような意味を成す宝石と、ディスプレイとなるような無色透明な板としてガラスをはめ込む。そして繋ぐ世界を特定する為に、伊丹がダークエルフからもらい2つに割った巨大金剛石の片割れ（もう一つは日本にある）を取り付ける事で完成する。それを目指して、レレイは自分と組合の全精力を傾けて邁進する。
一方、レディは大祭典の棒倒しの負け（それ自体は引き分け）以来、落ち込んでいた。少なくともピニャ皇太女とその側近及びアルヌス関係者は勝ち組であり、自分はその逆と思った。追い打ちをかけるように、父の病死、邸への襲撃と焼失、さらに片恋相手の戦死と起こり、髪は白く変わった。
だが、自分がカティ皇太子の遺児で、皇位継承順位はピニャ以上である事を自覚すると行動に出た。元老院の根回しはヴェスパー男爵にまかせて、ピニャの力は自衛隊つまり日本の力による事が大きく、自衛隊の力を削ぐため門の開通阻止を始めた。
イタリカ支配と経済路の破壊による大理石価格高騰、宮石工（メソン）・石工の家族拉致による脅迫で工事中断、賠償金（自衛隊の唯一の収入）の支払い停止。それらを伊丹やレレイが奇策で乗り越えると、レディは宮石工頭ドムによる門の構造物自体の破壊を指示し成功させる。
レレイたちに大きな怪我こそなかったが、大理石は割れて新たな大理石を購入する費用も時間もなく、万事休すの中雪が降り積もる。門の構造物は真白ならば大理石でなくて良い、ガラスは無色透明なら氷で代用できるとわかり、情報を秘匿した自衛隊による突貫工事（雪まつりの雪像を作る要領）で門は完成した。
最後の妨害として亜神メイベルを使って（大祭典の時とメイベルとの立場が逆）接続媒体となる金剛石を砕き、日本のある世界との接続を阻止するが、紋様を記憶していたほどの伊丹の記憶力を用いて、レレイは伊丹と記憶・意識を共有することで、「門」はめい☆コンのあるコミック即売会会場へと繋がる。
レディにとっては元老院の根回しができれば、二の次と思っていた開門妨害であったが、肝心の根回しをするはずのヴェスパーは皇帝の意思で動いており、元老院からは帝国の安定には「門」は必要、自衛隊を怒らせる行為をしたと非難され、遠国の島国の王への降嫁が決められた。

### 外伝+ 特地迷宮攻略編

#### 特地迷宮攻略編
時間的には3巻冒頭直後の話で、ヤオが伊丹にチョットは理解してもらえた話。
ロンデルへ向かう途中の伊丹と3人娘＋1は、西の砂漠から吹く強風（シロッコ）の吹き荒れる町に立ち寄る。そこは女性、特に若い女性が多く罹る致死率の高い流行り病が蔓延し、多くの女性は町から出ていた。早く町から出ろと奨められるが、時遅くレレイが発症し高熱で倒れる。
町唯一の医者は正式に医学を学んでいない為、薬の知識も乏しく、他の街の医者とのコネが無く薬入手方法も持っていない。日本の薬で一時的に熱が下がったレレイが、薬としてロクデ梨が有効と診断し、テュカを看病に残し、古の薬草園（かつて帝国に侵略された王国の物だが、放置されている）に取りに行く。
この薬草園は盗難防止の迷路に囲まれており、しかもこの病で死んだ者は生ける屍となって生者を襲うため、町の近くに葬う事が出来ず迷宮に放置されていた。伊丹は迷宮の最短路つまり壁をぶち破って進み、女性（生きているように上気している）やコカトリスのゾンビを倒し、焼いて進んだ。
迷路を過ぎると、感圧解放型（一度圧力が掛かり圧力が無くなると作動）の罠にヤオが掛かる。金貨の入った袋を重しにして罠の発動を抑えるが、ヤオはその袋に紐を結んで引っ張り罠を発動させる。ヤオを救う反動で、ロゥリィはただでは済まない高さをミノタウロスのいる地下に落ちて行く。
伊丹達二人は地下に降りてロクデ梨を見つけ、次にロゥリィの救出に向かおうとするが、レレイの為にヤオだけでも帰そうとする。しかし、ヤオは奴隷という関係を持つことで伊丹と繋がっていたいという心情を伊丹に伝える。
さらにロゥリィの服を見つけ、ロゥリィがゾンビ女性と同様に服を剥かれ食われた事を確信する。ヤオにそれでも亜神は死なないかも知れないと励まされ、ミノタウロスを高木から転落死させ、腹を裂くと無事なロゥリィが裸で出てきた。食われてすぐに再生されたが、ハルバードもなしで圧迫された胃の中では、助けを待つか自然に出るのを待つしか出来ず、後者では精神的に死にかねないところだったと、感謝は一入だった。

#### 栗林志乃 彼の地にて、斯く戦えり
特地第3偵察隊に配属の決まった女性自衛官、栗林と黒川はまだ見ぬ「二重橋の英雄」という二つ名を持つ偵察隊隊長に畏敬の念を抱いていた。それまでに見た伊丹をその人物とは思わず軽蔑の眼差しを送っていた二人が隊長としての伊丹に会うまでのショートストーリー。

#### 帝国の薔薇騎士団 グレイ・コ・アルド編
皇女ピニャは騎士団を開き、筆頭百人隊長（下士官最上位）であったグレイは、半ば強制的に指導官として騎士団に迎えられた。座学、演習をこなす中、第一隊隊長ボーゼスはピニャの指示に従わずに髙い評価を得、ボーゼスの行動を正しく掣肘出来ないピニャとピニャに評価されないボーゼスはギクシャクしていた。
騎士団への評価は、軍隊ごっこ→軍隊風な教育の場→（士官学校の）幼年学校と徐々に上がっていたがピニャは満足せず、保護者のいない場での本格的露営演習を実施する。小雨の中グレイに従わない隊は着替えを濡らしたり、味痢飯という極不味い軍隊食を食べたりと失敗しながらも、なんとか過ごしていた。
1000匹程のゴブリン集団の先遣隊（50匹程度）から三日間村を村を守るという演習も終わろうと言う時、堤防の決壊しそうなところを見つけピニャの采配が功を奏し、騎士団・村人総出で決壊は阻止できそうになるが、グレイが川に流される。
幸い生きて川から上がったグレイであったが、村の奴隷であり逃げた2体のゴブリンは、村にいるゴブリンの檻を抉じ開け、大群で襲ってきた。グレイを追ってきたピニャ、ボーゼス、助教のワルドと合流したが、ゴブリンをこのまま決壊阻止作業をしている村人の所へ行かせるわけにはいかないと演習の想定のような事態となる。
グレイとワルドが互いに信頼して橋の上のホラティウスのようであったことに、ピニャとボーゼスは二人に男の友愛を感じて、互いの蟠りを解く。

### ゲートSeason2 自衛隊 彼の海にて、斯く戦えり
ゲートの再開通から数年が経過。空間の歪みを抑えるため、特地側からゲートを定期的に開閉する形で日本と特地との交流が続く中、海上自衛隊は活動圏を確保するべく潜水艦やミサイル艇を特地に持ち込んでの海洋調査や海賊対策を進めていた。
だが、民間人に紛れて特地に入り込んだ諸外国の工作員によって地球の兵器に関する知識が流入、海賊や軍隊は魔法を応用した大砲を使うようになっていた。そのような情勢の中、調査を進める江田島一等海佐と部下である徳島甫二等海曹はファルマート大陸東側に広がる海・碧海にて任務に就いていた。

## 登場人物
一部の人物はweb版から姓名を変更された。（）内に表記。

### 主要人物
伊丹 耀司（いたみ ようじ）
声 - 諏訪部順一
本作の主人公。33歳→34歳。
陸上自衛隊二等陸尉。第3偵察隊隊長 → 特地資源状況調査担当。特務部隊訓練経験者、通称「レンジャー」資格保有者（後述）。
モットーは「喰う寝る遊ぶ、その合間にほんのちょっと人生」。中学校以来の年季の入ったオタクで、漫画やweb小説を読むことに情熱を注ぐ。過去に梨紗と結婚していたが、銀座事件後に離婚している。
銀座事件での功績で二等陸尉に昇進、特地では第3偵察隊の隊長に任ぜられ、探索の課程でテュカ・レレイ・ロゥリィと出会う。その後、誰も成し遂げられなかった炎龍討伐という凄まじい武勲を挙げるが、その際本来の任務を放棄したため、第3偵察隊隊長の任を解かれる。減俸1ヶ月と停職2週間の懲罰を受けて職務復帰した後は、新設された共同資源探索班の班長に着任している。
炎龍討伐の際にロゥリィと眷属の契約を交わしたことで、ある程度の負傷はロゥリィに肩代わりしてもらえるようになる。この能力を応用し、自分の体に文字状の傷を刻むことで、どんなに離れた場所でもロゥリィと意思の疎通を図ることもできる。
勤務態度は誠実とは言い難く、常に危険を避け、何となく任務を果たしてお茶を濁している。評価は「不可にならない程度に可」で、本人も「趣味と仕事、どちらかを取れと言われれば迷わず趣味を取る」とうそぶいている。しかし実際は直感的な状況観察能力と咄嗟の状況判断力に優れ、危機察知能力と危機回避能力、逃走能力が非常に高い。自衛隊という枠に収まらない柔軟な思考の持ち主で、仲間のためにルールを破ることを厭わない義侠心を持つ一方、理想と現実をすり合わせてシビアな判断を下すこともできる。
銀座事件において多数の一般人を救った功績により「二重橋の英雄」と称えられたことを皮切りに、特地でドラゴンを退治して特地の住民を救う、特地に拉致されていた日本人を救出する、特地の避難民を自活させ、かつ企業経営まで発展させるプログラムを発案した人物とされ、日本人の中で特地における最重要人物となっていく。
蟲獣の世界に繋がってしまった「門」を破壊するために特地に残留。「門」再開通後、特地での内戦で片方の勢力に加担したことに対する処分として統合幕僚長から直々に一等陸尉への昇進を通達された。伊丹自身は辞表を提出したが、伊丹自身が特地と日本を繋ぐ最重要人物であることから却下され、江田島からの進言もあって「責任ある立場につけて仕事を大量に押し付けられる」という結果となった。現地の同僚や幹部の間での評価は高く、公にはできないような難儀な相談はとりあえず伊丹に持ちかけたらどうだという風潮が特地住民・自衛隊双方にある。
web版では工作員とディアボの起こした爆発事故に巻き込まれ、体内に喰い込んだ破片等を摘出する処置を行うため日本へ帰還。帰還後は「門」再開通予定地の銀座駐屯地に勤務している。
Season2
前作ラストにて日本に帰還し、一等陸尉に昇進。中隊長として訓練任務に就いていたが、江田島からの指名で再び特地入りする。
物語開始以前
少年期に父のドメスティックバイオレンスに悩まされる家庭で育ち、これが原因で母が父を刺殺した結果、パーソナリティ障害に罹患。さらに伊丹の不用意な発言で病状が悪化して焼身自殺を図り、精神病院に入院。このため、母と疎遠になる。
新設の三流大学を卒業後、一般幹部候補生として入隊。訓練成績は最下位だったが、上位者が負傷したため繰り上げ合格で任官。素行を矯正させるべく上官の命で幹部レンジャーに放り込まれ、レンジャー徽章をぎりぎりで取得。その後習志野駐屯地に配属となり、「不真面目さが逆に役に立つ」として特殊作戦群に送り込まれ、空挺徽章やその他の徽章も取得している。ただし極度の高所恐怖症で、空挺降下は超が付くほど苦手。特戦群でも怠け癖は変わらず、趣味のサブカルチャーを群内で布教し、上官から睨まれている。

テュカ・ルナ・マルソー
声 - 金元寿子
精霊種エルフ（ハイエルフ）の娘。見た目は10代だが、年齢は165歳→166歳。金髪碧眼を持つ、顔立ちとスタイルが非常に整った美人。弓と月琴が得意。
コダ村にほど近い「コアンの森」の中のエルフの村で父親のホドリューと暮らしていたが、村は炎龍に滅ぼされ、父によって井戸に放り込まれた彼女だけが生き残り、伊丹たちに助けられる。救助された際に自衛隊から着替えとしてTシャツとジーンズを提供され、これが以後の標準の服装となる。父の影響で希少種の精霊種エルフでありながらヒト種に対しても驕るところは全くなく、食事や風呂を共にするなど良好な人間関係を築いている。
炎龍によって父を殺されたショックでパーソナリティ障害に罹り、その場にいない父がいるように振る舞うようになる。さらにヤオに真相を知らされて症状が悪化、精神の均衡を保つために雰囲気が似ている伊丹を父と呼ぶようになる。
その後も村全滅の光景のフラッシュバックなどに悩まされるも、自ら止めを刺して炎龍を倒した事によりパーソナリティ障害は克服するが、伊丹に対する思慕を隠すために正気に戻っても伊丹を父と呼び続け、自分の気持ちに歯止めを掛けていた。しかし伊丹がとある理由で自衛隊中央病院に隔離され、そこから脱走する際に警備の目を欺くための「演技」をきっかけに伊丹に対する気持ちの箍が外れ、その言動も積極的になっていく。
バイセクシュアルを公言しているが男性に関しては伊丹一筋で、彼以外の男性には全く興味を示さない。さらに伊丹のことになると人が変わってしまう。女性は黒川や栗林が好みで、黒川を見て頬を染めたり、栗林を抱き枕にしたりする描写がある。
戦闘時は催眠や守護といった精霊魔法を使用する他、来日時に日本で購入したコンパウンドボウを愛用。細腕ながら、男性でも引くことがままならない弦を軽々と引き、放つ矢には風の精霊魔法を上乗せして威力を増している。
Season2
前作ラストより、日本で生活していたが、伊丹の特地入りに際して同行する。生活していたマンションでは奥様方相手に特地産のハーブなどの説明をして仲良くしていた。

レレイ・ラ・レレーナ
声 - 東山奈央
コダ村に住むカトー老師のもとで魔法を学ぶ15歳の少女（3巻以降は16歳）。アニメ版でのナレーションを担当する。髪は銀髪のショートカット。ヒト種の中でも定住地を持たずに大陸を流れ歩く部族「ルルド」出身。特地では15歳が成人基準なので、大人の女性ということになる。無表情だが、未知の物に対する好奇心が旺盛で、日本語を短期間で習得し、銃器の原理を独力で理解するなど頭脳明晰。
伊丹が特地での婚姻と同義の儀式行為を偶然してしまったために「伊丹の配偶者」を自称している。ロゥリィたちからはスルーされているが、自分の家で伊丹に手作り料理を振舞ったり、伊丹の食事の嗜好を研究する観察日誌をつけたり、一人で寝るには大きいベッドが家にさりげなくあったりと、不器用ながらも彼女なりに色々と努力している。
戦闘時は、地球側の科学を応用した画期的な「爆轟」と評される攻撃魔法（後述）を使用。炎龍戦では剣の柄の部分にセットしたまま別の魔法で飛翔させて超速で剣を遠隔射出するカタパルトとして使用し、ゾルザル軍との戦闘では家庭用真鍮製漏斗を魔法で飛翔させて敵に近接させた上で、メタルジェットを発生させる成形炸薬弾のような形で「爆轟」を使用する。
基本的に無表情で冷静だが、伊丹に近寄る女性に嫉妬したり、対炎龍戦では饒舌になり、普段では決して口にしないような言葉を吐くなど全くの無感情というわけではない。特に、炎龍戦では同郷のコダ村の仲間に危害を加えられてるために感情が爆発し、魔力のほとんどを攻撃に使いきって昏倒するほどであった。
カトーによれば幼少時から病弱な母親の世話をするために働いており、母と再婚した義父から、母が死んだ後に「結婚は大損だった」と言われた事から身内であっても「ギブ＆テイク」の関係が必要と考えており、自分から他人に甘えたり他人を甘やかしたりという行動がとれない。しかし伊丹と漫画版にて三日間一緒に寝泊まりした際は、三日間とも甘えるような素振りを見せている。
もともと通訳・魔導士として、さまざまな形で自衛隊側・特地側双方で一目置かれる存在だったが、炎龍討伐メンバー唯一の「帝国臣民のヒト種」と扱われることで帝国内で英雄に祭り上げられ、嫉妬したゾルザルに多くの刺客を放たれる。
また、ベルナーゴ神殿に行った際にハーディに憑依されたことでハーディの力の一端を分け与えられ、同時に門を繋ぎ続ける悪影響を知らされたことから、門を自由に作る技を必然的に選択。それにより反日的な帝国主権者（主にゾルザル）からは命を狙われ、特地の利権を狙う中国からは拉致洗脳の対象となる。この空間を繋げる技は、敵対者の頭部後方に繋げ杖を入れて殴る、気に入らない発言をした者の下に空間を開け落とす等、閉門後には結構安易に使っている。
「親しき仲にもギブ＆テイク」という考えから、閉門騒動後の「門」再開通のための作業では「目的を完遂しなければ」と無理のし通しだった。
Season2
前作ラストより、日本で生活していたが、伊丹の特地入りに際して同行する。東大の養命教授と共に魔法の実証実験研究室に参加している。

ロゥリィ・マーキュリー
声 - 種田梨沙 / 川澄綾子（パチスロ GATE）
死と断罪の神・エムロイに仕える亜神で、人の肉体を持ったまま神としての力を得た存在。エムロイの使徒とも呼ばれる。
敬称は「聖下」（せいか）。大陸にて信仰ならびに名を知る者にとっては、畏怖と畏敬をもって崇められる。見た目は12-13歳だが、実年齢は961歳→962歳。切り揃えた腰丈の漆黒の長髪に赤い瞳を持ち、戦いに臨む際は唇の色がピンクから暗い深紅に変化する。不老不死でゴスロリに似た黒い神官服を身にまとう。人外の身軽さとスピード、そしてパワーを併せ持ち、大人が数人で抱えるようなハルバートを振り回して戦う。伊丹に興味と好意を併せ持っており、彼を誘惑したりする。酒も嗜むがそう強くはない。同性愛者の正神ハーディから求愛されており、あまりのしつこさに当人は嫌悪しているが、それ故にハーディの領域である地下が苦手で、似たような性格の梨紗に対しても当初は酷く怯えていた。また、ゴキブリ型の蟲獣に怯えて栗林と抱き合って叫ぶなど、女性らしい部分もある。
自分の仕事や信条には非情なまでに忠実で、価値観は人間と大きく異なる。戦闘能力は作中の登場人物中トップクラスであり、ジゼル曰く「自分では良くて五分、自分と新生龍2匹が束になってやっと勝ち目がでる」。甘ったるい口調でしゃべるため、その容姿と相まって日本国内では色々と誤解を受けるが、国会参考人質疑での言動や戦闘時の言動など、齢を経た亜神らしい重みのある言葉を投げかける。一方で、エムロイが求める魂を捧げるために盗賊の殺戮を行う。そのため、断罪や狂気を司るエムロイの目に留まりそうなものにとっては恐怖の対象である。
亜神故に人間とは違った価値観を持つが、非常に仲間思いでもあり、テュカがパーソナリティ障害を悪化させた時は心配したり、炎龍戦に赴く伊丹と無理やり眷属の契約を交わしたり、ダーの襲撃で窮地に陥った第3偵察隊を救援するために駆けつけたりと周囲との人間関係は極めて良好である。
かつて亜神となり神殿のNo.1になった直後、腐敗していた当時のフェブロン神殿の上位神官たちに五体をバラバラにされ、力を振るえなくされる。親友の神官メグルに体を取り戻してもらい、上位神官たちを断罪したことと、信仰する神としての性質から「死神」や「闘神」という物騒な字を付けられた。その後は、腐敗していない一般の神官たちの多くからも、いつ断罪されるかと恐れられるのがいたたまれず、神殿を出て彷徨している。フェブロン神殿の神官の多くは今もロゥリィを懼れているが、神官長になったメグルの薫陶を得て、それを受け継いできた者たち（ロゥ・シタン）からは恐怖ではなく畏敬・敬愛されている。
あと40年ほどで陞神するが、何の神になりたいかという仲間の質問に照れながら「愛の神」と答え、伊丹、テュカ、レレイ、ヤオの4人をしばらくの間石化させた。この事は、4人の間の暗黙の了解で本人がきちんと公言するまで「聞かなかったこと」になっており、この「聞かなかったこと」が外伝でちょっとした騒動になってしまう。
眷属となった伊丹が死んだ場合、魂が自らの下に必ず来ることから、伊丹に対する気持ちも他の女性陣に比べて余裕がある。とはいえ、伊丹に対して隙を見ては肉体関係を持とうと幾度となく試みるが、後述の呪いなどや外野の妨害によって失敗に終わっている。
伊丹やその周囲の日本人から神道式の柏手を打って祈られるのを好意的に思っており、アルヌスに神殿を建てた際も自分にはこれで十分と言って祠のような小さな神殿を建てている。
過去の因縁で、光神ズフムートから「婚姻に関する行事ができない呪い」をかけられてしまっており、この事がもとで外伝で一騒動巻き起こる。
Season2
今作では亜神として使命で、特地に早すぎる技術を持ち込んだ工作員を狩っている。
ロゥリィ・エム・マーキュリー
亜神になる以前から亜神に成り立ての見習い神官であった頃（13歳）のロゥリィ。今は亡きエデンという王国の下級貴族の娘で12人兄弟姉妹の5番目で三女。優しい両親に育てられ、健やかに育った。当時より現在のような語尾に抑揚のある言葉遣いの癖がある。兄弟姉妹の中でも好奇心が旺盛な少女であった。
後に当時の子沢山貴族では慣例であった口減らしと淑女修行のためにエムロイ教団へ入信。見習い神官として修行の日々を送るが、いつの間にか亜神となっていた。エムロイからの神託は、おぼろげに聞いた「お前に決めた」の一言のみ。その時に多分亜神になったのだろうとロゥリィは語っている。
その後当時のエデンで禁教となっていたズフムート教徒の起こした反乱事件とフォーン家の宿命、血剣ディーヴァの因縁に関わり、亜神ロゥリィ・マーキュリーとして存在を明らかにする。

ヤオ・ハー・デュッシ → ヤオ・ロゥ・デュッシ
声 - 日笠陽子
シュワルツの森に住む、外見年齢20代後半前後の肉感的な美人ダークエルフ。315歳→316歳。
伊丹たちが手負いにした火龍に居住地を襲われ、集落の代表として緑の人（自衛隊）に炎龍退治を依頼しに来た。武人的な性格の持ち主で、自分のことを「此の身」、他者に対しての敬称として「御身」と表現する独特の口調で話す。貞操観念は薄く、ちゃんと手順を踏めば行きずりの人間と肌を重ねるのも厭わない。また、狭間に炎龍退治を断られると伊丹とテュカに目を付け、テュカに父親の真実を告げて精神的に追い詰めて伊丹を動かそうとするなど、必死になると目的のために手段を選ばなくなる。
親友に婚約者を寝取られ、次の婚約者とは結婚式直前に死別。その葬式で言い寄られた男も事故死、それなのに自分が取り仕切った友人の結婚式の余興のくじで1等を引くなど、とんでもなく薄幸。最初の婚約者はヤオが帰還した時点では生存していたが、親友は殺されていた。アルヌスにやって来た当初、なにも知らずにロゥリィを「ガキ」と呼んで本人の怒りを買い、周囲の顔色を失わせた他、ロゥリィの演技に騙されて探していた「緑の人」本人である伊丹に剣を向けて逃げられる。さらに自衛隊への仲介を行うと称する男たちに言い寄られ、彼らを撃退したことで警務官から事情聴取を受けたりと、初対面の人間にすら同情されるほどの不運ぶりを発揮する。加えてやる気が空回るタイプであることが祟って、結果的に自分の不幸を周囲に伝播させてしまう。
テュカに対する行為もあって、炎龍討伐前までは伊丹たちから邪険に扱われていたが、炎龍討伐と特地迷宮攻略編で伊丹とともにミノタウロスと闘った際、伊丹の奴隷であることが自分の望みであることを理解。これをきっかけに他の人物たちとの関係も改善している。
炎龍討伐後、休眠期の炎龍を起こしたのがハーディの使徒のジゼルと知り、信仰する神をロゥリィに改宗し、ヤオ・ロゥ・デュッシと改名した。この結果、ロゥリィを敬愛するロゥ・シタンのメンバーは誰も直信徒第一号になれずに終わり、ヤオは彼らに恨まれる、という不幸も発生している。
ロゥリィからもらった5円玉をお守りとして大事にしており、後に伊丹に貰った50円玉・500円玉を用いたお守りも自作している。
炎龍討伐後、伊丹への感謝と敬愛の意味で自ら伊丹の奴隷になる事を志願、特地での書類上では伊丹の所有物になっている。そのことが他の女性陣に対して地位的余裕と思い込んでおり、伊丹に対してのみ自分の貞操に対してまったく躊躇がない。女性としての外見上の年齢も一番年上で伊丹と同年代であることから、他の女性陣と比してかなり大人の接近を幾度となく行うも、伊丹の嗜好ではないことをレレイに指摘され愕然としてしまう。その後は、気配りのできる女として点数を着実に稼ぐ路線に変更している。閉門騒動では、身動きの取れない自衛隊の状況をアルヌスの皆に説明して傭兵隊を指揮して怪異討伐に当たった。
戦闘時には特地で一般的な弓や剣を使うが、炎龍討伐以降は110mm個人携帯対戦車弾を好んで使用する。
Season2
今作では亜神として活動するロウリィの第一信徒として補佐に就いている。

ピニャ・コ・ラーダ
声 - 戸松遥
「帝国」の第三皇女。19歳→20歳。赤い髪を持つ美女。モルトの5番目の子供（姉二人は帝国の外の王国に嫁いでいる）で、第10位の皇位継承権を持つ。
モルトに命じられたアルヌスへの偵察途上で出会ったデュランから自衛隊に関する情報を聞き出そうとするが、デュランからは「帝国」への恨み言をもって応じられる。イタリカ防衛戦で自衛隊の実力をいち早く認識させられ、和平交渉の仲介役を引き受ける。
趣味で同世代の貴族の子女を集め、自前の騎士団である「薔薇騎士団」を結成している。部下に過酷な命令を出すこともあるが、皇族としての義務感が強く慕われている。伊丹の軍人としての能力を信頼しており、また梨紗とのパイプとしても利用している。
性格は気位が高く帝国貴族以外を見下しがちだったが、自衛隊の戦力を見たことで帝国至上だった思想に亀裂が入り、以降は幾分柔軟になった。しかし、日本人奴隷の件が発覚した際に懇意にしていた菅原が凄まじい怒気で問い詰めてきたときは怒りの理由が理解できず困惑している。父親からは薔薇騎士団も含めて軽視されがちだったが、地震発生に際して戻ったときは「見違えた」と見直された。また、見違えたという意味で発した父の「一皮むけた」という言葉をかさぶたができるような傷を負ったと解釈するなど、発想はまだ固いところがある。また、炎龍討伐事件以前に他の貴族たちは10レン（1レンは約1.6m）以内に入ることはなかったそうだが、講和が順調で心の余裕が出てきたのに加えて気位の高さが和らいだためか、周囲からの印象は好意的になった。
来日時に梨紗の部屋で目撃した「特殊な芸術の薄い本」に傾倒して腐女子として目覚め、趣味で創作するまでになる（曰く「絶たれたら精神的破滅」）。ただし腕が悲劇的に追いついていないレベル。彼女自身は日本語を読めないため、ボーゼスら語学研修生に翻訳して送ってもらっている。
モルトが倒れ、ゾルザルがクーデターを起こした際に主戦派から吊るし上げを食ったことで政治に関わることを忌避するようになり、伊丹たちに救出され帝都を脱出した後、日本の梨紗の部屋に逃亡して引き籠っていた時期があったが、シェリーの説得で皇太女即位を承諾して復帰、イタリカに帝国正統政府を開府する。
正統政府軍本隊と自衛隊が帝都に向かう中、イタリカを攻めるゾルザル軍を釘付けにして本隊が戻ってくる時間を稼ぐため、篭城ではなく野戦を選択。数で劣る状況ながらも最後まで粘り続けて勝利する。
外伝における婿取り騒動では、政治的にも性格的にもピニャの想定や妄想的にも、最も皇配にふさわしい相手が伊丹であることがわかり、伊丹に急接近することになる。その際、伊丹に対してピニャの想いは決定的になるが呼び捨てとキスどまりで、後日ボーゼス、ヴィフィータ、ハミルトンからは手を付けさせて、所有権を主張しろと言われる。
web版では主戦派による拉致から救出されていない。そのため自分の困難の原因はすべて門にあるとし、「芸術の伝道者」である梨沙を特地に呼び寄せて拉致した上で門を閉じ、二度と開かないようレレイを害そうと企てる。
Season2
皇帝の座に就き数年。先帝たるモルトの紐付きながら、帝国内部の調整に奔走しつつ日本との交渉も進めている。

#### SEASON2
徳島 甫（とくしま はじめ）
海上自衛隊二等海曹。三ツ星レストランオーナーの息子で料理が得意。現在は江田島統括官付きとして特地の調査に当たっている。特地では料理人として潜入し各地の情報を収集している。
前作から江田島の部下として特地に派遣されていたが、閉門騒動以降は幹部でもないため、かなり暇していた。大祭典でロウリィに吹っ飛ばされたメイヴェルの愚痴を聞き、最終的に血剣ディーヴァをロウリィに奪われ、主神から見捨てられた（と思い込んでいる）メイヴェルが共に行動している。
プリメーラ・ルナ・アヴィオン
碧海の美しき宝珠のティナエの統領の娘で亡国アヴィオン王家の血を引く。極度の人見知りで酒を飲むと気丈となるため、『酔姫』の異名が知られている。軍事力が劣るティナエはプリメーラをシーラーフ侯国に輿入れをすることで、シーラーフ海軍の協力を得ようと考える。
シュラ・ノ・アーチ
正義の海賊アーチ一族の血を引く。帆艇アーチ号の船長。プリメーラの親友である。
オデット・ゼ・ネヴュラ
翼皇種の少女。戦艦オデット号の船守りを務める。プリメーラの親友である。作中の戦いで両足を失うが、日本で最新式の義肢を得る。この義足にはマイクロジェットエンジンが内蔵されており、燃料積載量の制約から時間が限定されるも同族を上回る飛行速度を発揮する。

### 日本国

#### 自衛隊関係者

##### 第3偵察隊
栗林、桑原、黒川の人物像は、作者が自衛隊に勤務していた頃の知人をモデルにしている。
栗林 志乃（くりばやし しの）
声 - 内田真礼
第3偵察隊所属。自衛隊体育学校から召集された。24歳→25歳。女性自衛官。二等陸曹。漫画版では伊丹や第三偵察隊のメンバーから「クリ」「クリボー」（アニメ版ではちゃん付け）などと呼ばれる。
女性ながら近接格闘が得意で、格闘徽章を持つ。その格闘戦能力は極めて高く、イタリカ防衛戦で超人的な戦闘能力を持つロゥリィと即興でコンビネーションを合わせる、伊丹の命令で大男であるゾルザルを皇帝や大勢の護衛の前で半殺しの目に合わせる、特地の怪異生物とナイフ一本で互角に渡り合うなど、作中でも武勇伝を積み重ねている。身長が自衛隊合格基準の150cm未満だが、色々誤魔化して入隊した。同じ第三偵察隊の女性自衛官であり、対照的に長身の黒川と並べて「第三偵察隊の凸凹WAC（女性自衛官の略）」と呼ばれている。小柄な体格ながらバスト92cmの巨乳持ち。しかし周囲からは筋肉ではないかと疑われており、猪突猛進の性格も相まって、伊丹からは「脳筋爆乳馬鹿女」（漫画版では富田から「脳筋爆乳娘」）と呼ばれている。
アニメ版では装備品をよく壊すという悪癖がある。そのこともあって、第6話では伊丹から「夜明け前だから（漫画版では「接近戦になる+現場に火も出ている」）」と暗視装置を外すように特に指示されている。ただその後、城壁内での近接戦闘で盗賊たちと切り結んだ際、64式小銃の銃剣と二脚を折る。この銃はアルヌスへの帰還後、武器弾薬返納時の点検で銃身まで歪んでいることが判明、廃銃となった。
学生時代にオタク趣味の知人から受けた心ない行為に辟易させられた経験からオタクを嫌っており、伊丹や倉田のオタク趣味も快く思っていない。上司として一定の分別はわきまえているが、怒って蹴りを入れたり、酔って叩いたり、銃を突き付けたりとかなり露骨な態度を取る。アニメ版、漫画版において、入浴中にロゥリィが「視線を感じる」と言った時も真っ先に伊丹を疑った。レンジャー徽章と特戦群に憧れているが、それ故にオタクで普段はやる気の欠片も見えない伊丹がレンジャー資格所持者で特戦群出身であることを知った時には、この世の不条理を嘆いている。
結婚願望が強く、伊丹に酔った勢いで特戦群の男性を紹介してくれるように頼み込んだこともあるが、前述の格闘能力から特戦群の猛者にすら敬遠された他、好意を抱いていた富田がボーゼスのことが好きだと知っても諦めず、ついにはボーゼスへの告白直前にボーゼス宅に乱入するが、ロゥリィの手であえなく鎮圧されるなど、男運はない。
閉門時には「門」の封鎖にも構わず自らの自衛官としてのポリシーに従い、特地で最後まで戦い続ける事を選んだ。
web版では伊丹と同様に爆発に巻き込まれ右目を失うなど怪我を負い、意識不明の伊丹に付き添う形で日本へ帰還した。帰還後は一等陸曹に昇進。伊丹のボディーガードも兼ねた秘書官をしている。
富田 章（とみた あきら）
声 - 安元洋貴
第3偵察隊所属。27歳→28歳。二等陸曹。レンジャーと空挺徽章両方を取得している。個性豊かな第3偵察隊面々の中では一般的な良識と規範を持つ自衛官。物語を通じて、伊丹の実質的な右腕として活躍する。後にボーゼスとの結婚の都合上、身分の違いを埋めるため、ピニャの配慮で帝国爵位貴族の地位を賜り、卿の称号を得る。
ボーゼスのような女性が好みのタイプで、来日時に護衛に付いたことで互いに意識し合って後に交際に発展、結婚まで意識するようになる。
閉門騒動時は伊丹のバディとして、「門」の暴走状態を解除するために暴走を固定する魔法陣となった駐屯地外壁を崩す発破作業を行うために同行、「門」が閉じた後も特地に残る。
その後、しばらくしてボーゼスとの間に長女の舞を授かる。大祭典にて（日本での入籍登録ができない代わりに）正式な結婚式を挙げることになるが、このことでまた一騒動起こる事となる。
web版では、ゾルザル派に親族を人質にとられることで自衛隊に敵対しなければならなくなった村人に記者の一人が囲まれたのを助けるため殉職してしまう。富田の殉職は栗林の考える「強さ」というものを思い直す切っ掛けともなった。
倉田 武雄（くらた たけお）
声 - 石川界人
第3偵察隊所属。21歳→22歳。三等陸曹。高機動車ドライバーで高い技術を持つ。北海道名寄駐屯地から招集された。伊丹同様のオタクでケモナー（ケモノ娘萌え）であり、伊丹とはおたく話で盛り上がる仲。また、銀座事件の日に同人誌即売会の会場にいたが、自衛官として何もできなかったことを気に病んでおり、伊丹のことは自衛官としても非常に尊敬している。帝都に開店したPXの支店で、出入りの商人を通じた情報収集を行うが、漫画版ではこの際、商人自身やその妻ではなく、子供たちへの贈り物を用意して相手の気を引いていた。また、皇族（ゾルザル）のお忍びパーティーの噂を聞きつけ、パーティーの厨房に古田を送り込むよう話を付けるなど、機転が利く。
薔薇騎士団によってイタリカに連れ戻された伊丹を奪還する際に、フォルマル家の猫耳亜人メイドのペルシアと出会い一目惚れ。その後はイタリカでの任務を率先して引き受けながら交際を重ねていく。特地自衛隊に全面撤退命令が出された際、ペルシアを助けるために一人戦地へ飛び出そうとして仲間に力づくで制止されるが、伊丹が届けた新たな命令書によって待機命令は撤回。イタリカへの救援部隊に参加し、ペルシアの危機を救う。閉門後は特地に残留し、恋仲となったペルシアとは熱々の状態。ただしケモナーは相変わらずであり、彼女以外の亜人女性に目移りして制裁を加えられることもある。
web版ではペルシアと共に日本に帰還したが、モデルとして世界的なスターになった彼女に若干気後れしている。
古田 均（ふるた ひとし）
声 - 濱野大輝
第3偵察隊所属。陸士長。元板前。自分の店を持つのが夢で、開店資金を稼ぐために自衛官になった、という異色の経歴の持ち主。有名な料亭の料理長の元で修行していたという経歴を持ち、その料理の腕は一級品。特地においてはその技量を発揮して多くの人を喜ばせてきた。漫画版にて、本人としては自身の日本料理が特地で通用するか試したがっているが、取り寄せた新鮮な生魚などは特戦群を始めとした同僚や協力者として事務所に出入りしている悪所の娼婦たちに嗅ぎ付けられて集られ、特地人相手でも肉料理ばかり注文されるので残念がっている。ただし自衛官や料理人としては有能だが、男としてはテューレに惚れられていることに気付かないなど、かなりの朴念仁。
帝国での潜入活動中、彼が自衛官とは知らないゾルザルに気に入られて皇太子付きの料理人として雇われることになり、その立場を利用して諜報活動を行う。そこで巡り合ったテューレと心を通わせるも、その想いはテューレのあまりに重すぎる宿命のために叶うことはなかった。
閉門騒動ではシェリーを連れた柳田やデリラと共にヘリごと門に突入して日本に帰還。4年後は自衛官を退官して念願の小料理店（Web版での屋号は「兎屋」）を開店、元特地派遣部隊を中心として自衛官の溜まり場となっている。外伝では、彼の料理法を受け継いだ帝国やアルヌスの料理人による「料理革命」が起きている。
桑原 惣一郎（くわばら そういちろう）
声 - 山本兼平
第3偵察隊所属。50歳。陸曹長。伊丹や他の隊員からは「おやっさん」と呼ばれる偵察隊の副長であり、伊丹不在時には代理を務め、伊丹が第3偵察隊隊長の任を解かれてからは隊長を引き継いでいる。任官歴が長く経験豊富で、訓練教官の経験もあり、生徒であった倉田から「鬼軍曹」とも呼ばれているが、説明を求めるレレイに相貌を崩したり、炎龍と遭遇した際に「怪獣と戦うのは自衛隊の伝統」と発言するなど、まるっきりの堅物ではない。ただ、「ドラゴン」という単語を聞くとブルース・リーを連想する世代であり、炎龍を発見した際は「首一本のキングギドラ」と言って倉田から「古い」と突っ込まれた。さらに、外見は子供であるロゥリィが酒をあおっているのを見とがめた際に、齢961歳の彼女から散々「坊や」扱いされてへこんだこともある。
閉門騒動では日本に帰還。4年後は定年退職し、孫の相手をしつつ警備会社に務めている。
黒川 茉莉（くろかわ まり）
声 - 明坂聡美
第3偵察隊所属。23歳。女性。二等陸曹。190cm超の長身で、栗林とは40cm以上の身長差があるということになるが、アニメ、コミックともそこまでの長身には表現されていない（それでも第3偵察隊では一番の長身）。自衛隊中央病院から召集され看護資格を持っており、救出活動における主幹人員である。
趣味は注射。銀座事件の際は大量に発生した怪我人の治療に忙殺されていた経験を持つ。伊丹や栗林からは「クロ」「クロちゃん」と呼ばれることもある。
真面目で気配りができるが、目の前で困っている人を助けたい衝動はあってもその先の展望がないため、理想が先行しがちな（悪く言うと無責任な）提案をしては伊丹に却下されている。当初は反対される理由を理解できずに伊丹に反発していたが、自身の提案した内容が実際に行われてテュカの自我が崩壊した様を見てからは慎重になった。その後、つまらない冗談のせいで病院に強制収容された伊丹の監視役として異動となり、第3偵察隊メンバーとしては最初に日本に帰還する。
当初はお淑やかな口調に多少毒が混じる感じであったが、伊丹と行動を共にすることで何かを吹っ切って悟ってしまい、お淑やかな口調は変わらないが毒気がさらに増した。閉門後も変わらず自衛隊中央病院に勤務し、4年後には看護師長を任されている。
Web連載版では、以前は一般の病院に勤めていたが、ストーカーの研修医から逃れるために自衛隊に入隊したという設定がある。また、閉門後には役者を志して夜勤専門の看護師をしながら活動している。
仁科 哲也（にしな　てつや）
声 - 増田俊樹
第3偵察隊所属。一等陸曹→陸曹長。階級的には伊丹、桑原に次ぐNo.3。現場指揮を補佐する桑原に対して伊丹の苦手な書類仕事のサポートをしていた。妻帯者だが、大企業のキャリア幹部の妻に尻で敷かれている。
閉門騒動では日本に帰還。4年後、北海道倶知安駐屯地に異動になっている。
笹川 隼人（ささがわ はやと）
声 - 鳴海崇志
第3偵察隊所属。陸士長。写真撮影が趣味で、倉田と一緒になって撮った亜人や特地生物の写真を「ある雑誌」に投稿したかったようだが、許可が下りなかったと漫画版番外編で語られている。ただし防衛省からは、参考人招致以降、特地の人々（主に女性）に対する関心が高まり、テレビ局、新聞社などの要求、圧力を躱すための材料として重宝されており、笹川の撮った写真が「特地の女の子特集」として週刊誌などで紹介されている。
閉門騒動では日本に帰還。陸自を退官し、4年後では金沢で職人である父親の仕事（Web版では加賀友禅の絵付け師）を手伝っている。
勝本 航（かつもと わたる）
声 - 林大地
第3偵察隊所属。三等陸曹。少し軽薄で軽い性格だが、その気さくさで街の子供たちに慕われている。漫画版では関西弁で喋っている。
110mm個人携帯対戦車弾（LAM）で炎龍の左腕を破壊したが、その際にLAMの形状が逸物に似ていたことから「鉄の逸物」として、さらに彼の発した発射時の安全点呼の言葉「後方の安全確認」が、炎龍を退けた魔法の呪文「コホウノ、アゼカクニ」として旧コダ村住民によって特地に広がることになる。
Web版「商売繁盛編」では捕虜となったミューティの取り調べの際に何度か通訳を務めており、彼女が釈放された後、行き場の無かったミューティの引き取りをロゥリィに依頼して好意を抱かれた。
ゾルザルの放ったダーに襲われた際、テュワルを守って手榴弾で自爆しようとしたが、ロゥリィに救われた。
閉門騒動では日本に帰還。4年後、教育隊の助教をしている。栗林菜々美にアタックしたがフられたことを、柳田にバラされていた。
戸津 大輔、東 大樹（とづ だいすけ、あずま だいき）
声 - 古川慎
第3偵察隊所属。共に陸士長。
戸津は財テクが趣味で、後にアルヌス協同生活組合の経済顧問を始める。
東は陸曹課程の昇進試験を受けている。
閉門騒動では日本に帰還。4年後、戸津は恋人との交際が進展中（Web版では陸自を退官し、銀行に再就職していた）。東は陸曹からさらに昇進を進め、久留米の幹部学校に進学した。

##### 特殊作戦群
伊丹 耀司（いたみ ようじ） / アベンジャー

出雲（いずも） / キャスター
特殊作戦群隊長。二等陸佐。色々あり伊丹を少し恨んでいるが、いくつかの作戦で伊丹が使った策を実行している。
家族持ちで息子もいるが、外伝四では帝都悪所に住む子供・リニエを引き取る発言をしている。
剣崎（けんざき） / セイバー
特殊作戦群隊員。三等陸尉。フランクだが職務には忠実。漫画版ではベッサーラの襲撃に対して屋敷を爆破する報復行動を指揮している。
赤井弓人 / アーチャー
番外編『湯煙温泉編』に登場する特殊作戦群隊員。三等陸尉。あくまで任務の一環で温泉の監視をしていたが、ロゥリィと視線が合ったことに気づいて撤退するなど、勘が鋭い。
漫画版では飛行船型の無人航空機が代役となったために未登場。
礼文（れぶん）
外伝参より登場。 特殊作戦群の武器係。一等陸曹。
筋金入りの銃器愛好家で、管理している銃器を個人的にカスタマイズしたり、名前をつけたりしている。北の辺境へ向かう伊丹に、「シャーリーン」と名付けたMP7A1短機関銃と、「セレッサ」と名付けた散弾銃を渡す。
その他、的射（まとい） / アーチャー、忍野（おしの） / アサシン、槍田（うつだ） / ランサー、ライダー（本名不明）が登場する。

##### 幹部その他
狭間 浩一郎（はざま こういちろう）
声 - 家中宏
東部方面総監(銀河事件時)→特地方面派遣部隊指揮官。陸将。東京大学の哲学科を卒業後、自衛官候補生として入隊。一般兵である二等陸士から昇進を重ねた自衛官。座右の銘は「叩き上げ」。
帝国内に日本人が連れ去られ奴隷化されていたことが判明すると元老院への爆撃を命じたり、独断で炎龍退治に向かった伊丹を援護するために部隊を派遣するなど大胆な行動をとる。自分たちの規律や常識では出来ないことでも義侠心で平然とやってのけ、特地のキーパーソンに好意を持たれている伊丹を「絶対に死なせてはならないバカ」と位置づけ、日本人の中で特地における最重要人物であると認識している。そのため、日本国政府が「門」の開閉をレレイを通して自由に行う事を要望した際、レレイたちが自衛隊に条件提示してきたその中の項目の一つ「伊丹耀司のアルヌス協同生活組合への引渡し」という普通なら到底容認できない条件に対しても、レレイたちの意図を見抜いた上で、苦笑しながらも悩むことなく要求を飲むことを予定に入れてしまう。
閉門騒動時には「撤退する時は一番最後」という己の信念に従い、最高責任者として特地に残る。 「門」再開通後は日本で経過した4年で定年に達していたため、労をねぎらう意味で幕僚長への昇進を打診されたが、断って退官した。これには閉門から再開通までの間に独断で行ったことに対する責任を取った一面もあった。
柳田 明（やなぎだ あきら）
声 - 遊佐浩二
東部方面総監部(銀座事件時)→特地方面派遣部隊幕僚。二等陸尉→一等陸尉。防衛大学校を優秀な成績で卒業し、日頃の言動にエリート意識が漂い鼻につく。ただ東大を落ちており、学歴・キャリア・実務能力・兵士としての力量全てにおいて上である狭間には妬みを抱きつつも頭が上がらない。
伊丹に対しては嫌味を言いつつも、彼の尻拭いに奔走する苦労人の実務家。真面目一徹でキャリアを重ねてきたストレスから、怠け者なのに評価される伊丹に嫉妬を爆発させる一幕もある。とはいえ伊丹も柳田もお互いのことを口では「嫌いだ」と言いつつもなんだかんだと仲が良く、互いを認め合う仲である。狭間と共にピニャ、ボーゼスと対面した際はニヤニヤしながらボーゼスが伊丹を暴行したことを繰り返し問い詰め、ピニャから「蛇みたいで嫌な男」という印象を抱かれた。他にも、特地の資源確保のためにヤオを伊丹にけしかけたり、デュランに対して脅迫じみた要求をしたため「食えない奴」と悪態を吐かれた。が、伊丹が炎龍退治に赴いた後、狭間を初め、佐官級の幹部に囲まれて問い詰められた際は緊張のあまり全身から脂汗を垂らしつつも最後まで口を割らずに約束を守り通すなど、義理を通す面もある。
事務畑であるため決して戦闘能力は高くはないが、デリラに狙われた紀子を救おうとして高度な体術を持つデリラに命懸けで食い下がり、相討ちに持ち込む。その際に大怪我を負うが、デリラの介護のもと回復。その後は人生の全てを柳田に捧げると誓ったデリラとコンビを組み、イタリカにおいて諜報指揮官として活躍する。
閉門騒動時、皇帝の勅命を負ったシェリーを日本側へ脱出させるため、閉門寸前の「門」へ、デリラや他の自衛官とヘリで突入し、命からがら日本側への脱出を成功させる。4年後も変わらず自衛官を続けているが、古田の小料理店の常連となっており、元第3偵察隊メンバーとの付き合いも続いている。
健軍 俊也（けんぐん しゅんや）
声 - 小山力也
第4戦闘団団長。一等陸佐。
ピニャに盗賊撃退の依頼を受けた伊丹からの支援要請を受け、第4戦闘団のヘリ部隊を率いてイタリカに出撃。なかなか出撃の機会がなかったことの鬱憤を晴らすかのように、「地獄の黙示録」よろしくヘリに搭載したスピーカーからワーグナーの『ワルキューレの騎行』を大音量で鳴らしながら、盗賊に対し容赦ない攻撃を行い、これを殲滅している。その後、盗賊殲滅戦の対価の交渉の際は、特地の常識としては異常に少ない要求と、捕虜を人道的に扱うよう求めてピニャたちを困惑させている。
前職は第一空挺団の大隊長であり、日本側外交団の救出を目的とした帝都への空挺降下作戦では、現地に精通した現場指揮官として空挺団の鯖江陸将補から現場指揮一切を委ねられ、見事に作戦を成功させた。この作戦の後に薔薇騎士団のヴィフィータに一方的に気に入られ、娘ほども歳の離れたヴィフィータに押し切られるような形で交際するようになる。
漫画版の番外編では、駐屯地で始まったラジオ放送番組にラジオネーム「キルゴアたん」でリクエストを入れている様子も描かれている。この時にリクエストしたのは映画作品「遠すぎた橋のテーマ曲」で、炎龍討伐時の行軍中、まさに戦車で川を渡っている最中だった柘植がこれを聴いて噴き出している。炎龍編では、炎龍退治を断られたヤオが食堂で泣いているのを目の当たりにしながら何もできない自分たちに憤っていた。
閉門騒動後も特地に残り、ヴィフィータに戦術を教えている。 門再開通後は帝国への駐在武官就任を打診されているが、現場から離されると不満を漏らしている。
単行本では名前は不明だったが、外伝にてヴィフィータが「シュンヤ」と呼んだことで名が判明。その後、文庫版のキャラ紹介欄にて漢字を含む本名が判明した。
加茂 直樹（かも なおき）
声 - 武虎
第1戦闘団団長。一等陸佐。
伊丹からの支援要請の際に第1戦闘団の出撃を具申したが、スピード重視との狭間の判断により出撃は第4戦闘団となり、副長の柘植二佐と共に歯噛みする。その後、資源調査の名目で炎龍討伐に出た伊丹たちを救援するべく、エルベ藩王国王・デュランの要請という形で出撃。炎龍はすでに倒されていたが、代わりに新生龍二匹を討伐した。
閉門騒動後も特地に残り、門再開通後は機甲教育隊隊長就任を打診されているが、健軍同様に現場から離されると不満を漏らしている。
神子田 瑛（かみこだ あきら）
声 - 竹本英史
航空自衛隊からの出向組。二等空佐→一等空佐。F-4ファントムIIを操る操縦士。
操縦経験1000時間を超える超ベテランで腕も確かだが、炎龍にチキンランを挑み、挙句に炎のブレスを吐かれて機体前部を焦がされる(内部の電子機器が破損寸前の危ない状態だった)と「チキンランで火を吹くとは男らしくない」と怒るなど、直情的で幼稚な面がある。
パイロットとして空と飛行機を愛してやまないが、そのあまりの「濃さ」故に女性には縁がなく、未だ独身。最終決戦の際、既にヴィフィータと交際している健軍に「(騎士団の女性を)紹介するまで飛び続ける」、つまり紹介しないと燃料切れで墜落すると自分と久里浜の命を材料に脅迫し、合コンをセッティングしてもらったが、結果は不明。
閉門騒動後も久里浜と共に空自高級幹部として特地に残留しているが、航空機の燃料不足のために暇を持て余している。外伝1巻では職務上、基地を離れることもないため、アルヌスの住人との接触も少なく、特地語が覚束ない旨の発言をしている。
久里浜 純（くりはま じゅん）
声 - 檜山修之
航空自衛隊からの出向組。二等空佐→一等空佐。神子田のコ・パイロットであり、その精密な管制はコンピュータとも評される。サングラスがトレードマーク。
いつでも冷静に物事を観察しており、熱くなりがちな神子田にブレーキを掛ける役割も持つ。
神子田と共に、二度と日本には戻さず最終的には特地で処分する予定で運び込まれたF-4ファントムを駆って炎龍とチキンランを繰り広げたり、新生龍を撃墜したりと、自分たち以外は米軍も旅客機もいない空を満喫している。しかし神子田共々パイロットを引退する時期が迫っており、日本に戻ったら別部署への異動が決定的だった。そのこともあり、閉門騒動時には「現状維持」を命じられた特地に残る。
江田島 五郎（えだじま ごろう）
外伝弐より登場。日本国外交使節団、海上自衛隊派遣駐在武官・二等海佐。
日本国政府より、特地の海洋事情を調査するために派遣された駐在武官。閉門騒動時、特地に残った。しかし、アルヌスにはそもそも海洋が存在しないため、閉門騒動後も暇を持て余す日々を送っていた。その時に伊丹の企画した福利厚生のための基地祭改め大祭典の実行委員に名乗りを上げ、責任者となる。
一見すると海上幕僚的なインテリで紳士だが、その実は筋金入りの帆船模型オタク。特地で持て余していた暇を利用して凄まじい数のフルハンドメイドの帆船模型を作り上げ、伊丹を驚嘆させる。その腕は、伊丹遭難事件の状況報告を見聞しただけで、伊丹の乗っていた帝国製帆船の極めて忠実な模型を作り上げてしまうほど。伊丹をして「艦長」と言わしめるほどに尊敬させてしまう。緻密で頭脳明晰、かつ奇想天外な発想を繰り出す策士でもあり、大祭典開催時のさまざまな障害すらも催し物にして大祭典を成功に導き、ボーゼスの父親と富田の間のわだかまりも解消させている。
「Season2」では一等海佐に昇進。潜水艦「きたしお」の客分として特地の海へ乗り出し、外海に存在する国々の調査を行っている。
新田原（にゅうたばる）
声 - 三上哲
帝都「悪所街」事務所の責任者。三等陸佐。温厚な人柄であるが阪神・淡路大震災、新潟県中越地震と2度の震災を経験した古参の自衛官で、特地で地震が起きた際にはハーピィ種の女性・テュワルの証言と自身の経験から、事前に関係各所への緊急連絡および帝都郊外への一時退避を命じた。
檜垣 統（ひがき おさむ）
声 - 綿貫竜之介
特地方面派遣部隊幕僚。三等陸佐。伊丹の直属の上官。
組織としての枠組みに囚われない伊丹に常に頭を悩ませつつも、彼に対して若干の劣等感を感じている。閉門騒動時、日本へ帰還するため待機を命じられていたが、避難民が内部に紛れ込んでいた怪異・ダーに襲われた際、当初は、避難民を怪異から守るために命令を無視して助けに行こうとする桑原ら元第3偵察隊員を止めようとする。だが、最終的には元第3偵察隊と共に自身の責任で対処する命令を出した。その際、難民に紛れ込んでいたゾルザル軍の怪異使いに刺されて負傷し、行動を共にした元第3偵察隊員とともに日本に戻った。
今津（いまづ）
声 - 小山剛志
情報の収集・工作を行う「第二科」科長。一等陸佐。周囲からは「エセ関西弁」と言われる口調で話す。
柳田同様に「国益を考慮した意見」を持つが、デリラが偽の指令書で動かされて傷ついた際には怒りを露わにした。
政府から要求されている資源探査などのために幹部自衛官を融通しようとしたり、「（国防も含めて）日本人はもっとずるくケチになるべき」などとも発言している。
権謀術数に長けており、ゾルザルによるクーデターが勃発した際は新田原の楽観的観測を「馬鹿は、そんな馬鹿なことをするはずがないということを選んでやる」と窘めている。また、伊丹らがゾルザルによるレレイ暗殺を阻止を試みた際には「この手の暗殺者は依頼人が死んでも仕事をやめない」「ゾルザルを殺すよりも生かしたまま脅して撤回させた方が良い」「他人を暗殺しようなんて輩は、自分が狙われる側になると案外腰砕けになる」と的確なアドバイスを出し、見事成功に導いた。またこの際「実の兄を殺されたお姫様（ピニャ）も気分が悪いだろ」と、気配りのできる一面も見せた。

#### 政治家・官僚
北条 重則（ほうじょう しげのり） / 今泉 重則（いまいずみ しげのり）
声 - 秋元羊介
本編開始直後の日本国内閣総理大臣。
「門」の向こうの特地を日本国内で新たに見つかった未発見未開発の土地と定義し、「門」の向こう側に統治機構が存在しない領域があればそこは日本領であることを宣言する。銀座事件発生時には政権終盤であったため、自衛隊の特地派遣後ほどなくして本位と交代する。アニメ版では派遣以前に政権を終えている。
漫画版では自由民主党の小泉純一郎に似た容姿で描かれている。
本位 慎三（もとい しんぞう） / 安中 慎三（やすなか しんぞう）
声 - 樫井笙人
銀座事件発生から間もなく、北条と交代する形で内閣総理大臣に就任した。「門」という前代未聞の事象真っ只中に政権を託され翻弄される苦労人。直面した問題に対して即断即決出来ない閣僚に呆れ果てており、寝床で密かに「辞めてやる」と愚痴をこぼしている。
特に同盟国である米国の要求に頭を悩ませ、伊丹たちが国会参考人招致された際にピニャが秘密裏に来日する事が漏えいし、閣僚の不祥事の情報を盾に取られて特地からの「賓客」を引き渡すようディレルの圧力を受け、密約を結ばされる。しかし直後に内閣総辞職することで自らの政治生命と引き換えに密約を反故にし、信頼する嘉納に後を託す。
漫画版では自由民主党の安倍晋三に似た容姿で描かれている。
森田（もりた）
声 - 掛川裕彦
辞任した本位の後を継いだ内閣総理大臣。事なかれ主義で物事を深く考えていないため、周囲から不安視されている。自分自身を客観的に見る事ができると称している。
自衛隊派遣当初の目的「帝国の撃破、銀座事件責任者の処罰と賠償」から「『門』の確保、特地側戦力に対しての防御」と方針を縮小する。
最終的には中国の術中にはまり、「門」の管理を国際連合安全保障理事会に託し、自分が責任を負わずに済むようにしようと目論むが、木檜以外の全閣僚の辞職願と与党内各派閥幹部の同意を得た嘉納の手によって失脚する。
原作小説及び漫画版では、自由民主党の福田康夫に似た容姿や口調の描写で表現されている。
嘉納 太郎（かのう たろう） / 麻田 太郎（あさだ たろう）
声 - 金尾哲夫
本位内閣防衛大臣兼特地問題対策大臣→森田内閣外務大臣→内閣総理大臣。
漫画好きで「閣下」の通称を持ち、伊丹とも古くからの友人で世代を越えた理解者。べらんめぇ口調が特徴。
自らの職責に基づいて「命令」を下すことから防衛省制服組からの信頼も厚い。日本の国益のために尽力し、G8外相会議においては、米EU露からの「国連軍の派遣（を名目として特地に入れろ）」という要求を突っぱねた。
森田の失脚に伴い、総選挙直前の残務処理を承知の上で内閣総理大臣に就任。政府の特地派遣部隊への命令書を伊丹に託す。特地へ向かう伊丹に、ないよりはマシと自身が所有していた狩猟用の散弾銃を（表向きはロッカーごと盗まれたとして）持たせた。
閉門の4年後、日本のポップカルチャー発信拠点として内外古今東西の市販メディア、同人誌などの膨大な蔵書を擁する国立メディア芸術総合センターを設立後、政治家を引退する。嘉納はこの施設を作った本音を「特地に残った伊丹が、いつ帰ってきてもいいようにしてやるためだ」と夏目に吐露している。
原作小説及び漫画版では、自由民主党の麻生太郎に似た容姿や口調の描写で表現されている。
夏目（なつめ）
声 - 野瀬育二
森田内閣防衛大臣。嘉納が引退した後、保守党党首に就任した。嘉納の盟友。
帝国の日本人拉致及び奴隷化の報復として、狭間から航空自衛隊へ要請された帝国元老院爆撃に対しては森田への事後報告を引き受け、「大いにやってよろしい」と許可した。
閉門騒動後は門の再開通に備えて、銀座駐屯地のドームの強化と接点となるダイヤモンドの設置を進めていたが、銀座とは全く違う場所に門が開いてしまい、4年かけた準備と予算が無駄になったと頭を抱えて嘆いている。
原作小説及び漫画版では、自由民主党の石破茂に似た容姿や口調の描写で表現されている。
木檜（こぐれ）
森田内閣内閣官房長官。
他人から聞いた話を、自分の考えのように言う癖がある。そのためシェリーに誘導され、自衛隊が全面攻勢に打って出てゾルザル派を討伐するように仕向けられてしまう。嘉納が森田を失脚させるため、森田に突きつけた各閣僚の辞職願の束の中には木檜のものだけがなかった。
白百合 玲子（しらゆり れいこ）
声 - 早水リサ
本位内閣内閣総理大臣補佐官→森田内閣特地問題対策副大臣。
お忍びで日本を訪れたピニャ、ボーゼスと最初の交渉を行い、後に講和交渉団代表として特地に派遣される。この際、とある事情で貴族女性の間でコスプレじみた服装が流行していたことに驚愕している（本人は中世ローマ風を予想していた）。
幸原 みずき（こうはら みずき） / 福岡 みずの（ふくおか みずの）
声 - ゆかな
野党議員。炎龍襲来の際にコダ村避難民に犠牲者が出たことを保守党を叩く材料にしようと画策。参考人招致された伊丹から「自衛隊の力不足＝失敗」という発言を聞き出そうと質問するが、伊丹からは原因に銃の火力不足をあげられた上、パワードスーツや荷電粒子砲、レールガンというアニメ的な発言でイラつかされる。レレイやテュカからも自衛隊の責任を問える発言は得られず、ロゥリィを黒衣から炎龍の犠牲者の遺族だと決めつけて自衛隊の不祥事を聞こうとしたが、ロゥリィに「お馬鹿さん」「犠牲者より救われた人数を気にしろ」と言われ、年功序列を振りかざした挙げ句にロゥリィやテュカの実年齢を知らされ、ショックから質問を切り上げて退散する。漫画版では「総理！総理！」と小泉総理を怒鳴りつけた実在する野党議員の容姿で描かれている。
菅原 浩治（すがわら こうじ）
声 - 興津和幸
外務官僚。帝国と交渉するために特地に派遣される。ピニャの紹介で元老院議員の有力者との顔繋ぎを進める。
礼儀正しく冷静なようで時間にルーズな相手には内心で毒吐いたり、ゾルザルに話の腰を折られた際には舌打ちしたこともある。熱血漢なところもあり、外交官として公私混同を避けようとするものの、眼下で紀子を奴隷にして見せつけていた驚きと怒りから伊丹のゾルザルへの暴行を容認したり（直後に伊丹共々激しく後悔していた）、オプリーチニキにシェリーが捕まりそうになった際には、シェリーを助けようと相手が未成年であるにもかかわらず婚約を大きな声で公言するなどしている。
「門」が閉じた時に日本からの支援が当面望めない状況を憂慮し、行政権限がある中央政府の官僚が必要であろうと考え、国益のために特地側に残る事を決める。web版ではシェリーと共に日本へ帰還。数年後には国連大使として諸外国からの要求に対処する日々だが、「若い嫁」を貰ったことでやっかまれている。
破天荒で自衛官らしくない伊丹を相応に評価しており、一緒に行動しているところが割と描かれているが、シェリーの利発さに「トラック転生」の疑惑を持つなど伊丹の発想に毒されていると自覚している場面もある。

#### 公安警察
駒門 英世（こまかど ひでよ）
声 - 桐本琢也
防衛省情報本部所属。警視庁公安部から防衛省・自衛隊に出向しており、後に公安部に復帰（警察関係者と自衛隊、防衛省との出向人事交流は現実でも普通に行われている）。「門」を狙う勢力の排除や、それら勢力のマスコミを利用したプロパガンダ工作の対処・摘発など、伊丹ら自衛官の活動を影で援護。縁の下の力持ちのような活躍をする。
ロゥリィ、テュカ、レレイの初来日時に護衛を務める。その最中に超重量のロゥリィのハルバードを迂闊にも持ち上げようとして腰を痛めてしまい、それ以降は杖が手放せなくなっている。「働きアリの中で怠け者を演じられる」伊丹を尊敬し、日本滞在中の伊丹たちのためにいろいろ便宜を図る。洞察力に優れ、不審人物の見極めには公安警察官らしい年季の入った能力を発揮する。また、日米の密約を盾にするCIA局員に対して「米中露の工作員の見分け方を知らない」との名目でまとめて拘束するなど、非常にしたたか。

#### マスコミ
古村崎 哲朗（こむらざき てつろう）
声 - 佐久田脩
ジャーナリスト。非常に無礼な男であり、広告代理店や各国に牛耳られるマスコミの中で自由に報道するために、ありとあらゆる事に対し否定的な偏向報道をする。学生時代は全共闘運動に参加していた。漫画版では自衛官から「昭和の遺物」とも評されている。
軍隊というものに偏見を持ち、特地での取材制限を受けてアルヌスの街を「ポチョムキン村」のような宣伝用の街だと邪推し、待機のために寝そべる姿勢をとる自衛官をだらしないと評し、また出撃待機中の空挺隊員を居眠りをしていると決めつけ、他の取材陣に嘲られている。
また、薔薇騎士団に対して不粋な発言をして怒らせてしまい出禁にされる（他国の記者にしても失礼な問いかけをして特地人を怒らせている）一方、危険だから退避しろと言われた取材現場に強引に居座った上、本格的に危険になると自衛隊に保護を求めるなどマスゴミという言葉を体現するような人物である。
世の中の流れが一つの方向に加速することへの恐れと、特定の勢力からの誘惑を避けるために全てを批判するという心情を吐露するも、報道で使われるように空気を読んで取材することにも慣れてしまっている。中立的なジャーナリズムを望む紀子に、それが存在しないことを主張し、紀子も中立の立場でないことを指摘する。自身の報道姿勢がマスコミに対する国民の信頼を損なうものであることを自覚しており、報道のあり方に悩む奈々美に、自身と違った道として紀子の情報ブログを紹介する。
アニメでは名前が「古村崎一也」となっている。
栗林 菜々美（くりばやし ななみ）
声 - 久保ユリカ
ジャーナリスト。古村崎の後輩であり、栗林志乃の妹。姉に劣らぬ巨乳の持ち主だが、要領が悪くて同期からは出遅れており、何とか挽回しようとしているが、夏場の取材で露出過多な服を着たりしてかえって先輩に睨まれるなど、努力が空回りしている。
銀座で起こったある騒動で姉の志乃と遭遇し、志乃との会話からタナボタで特ダネ報道を行なってしまうが、完全なイレギュラーだったためしばらく干されていた。その後、特地に直接赴く仕事に志願した結果、世界の行く末を左右する重大な特ダネを掴むが、局の圧力により握り潰されてしまう。
後に古村崎との会話や現在のマスコミ界への反発から、公平な報道のあり方について模索するようになり、閉門後は局を退職し「何も足さず、何も引かずにありのままを視聴者に伝える」を信条にネットテレビニュースのメインキャスターを務め、その報道姿勢から人気を得ている。
砂川
カメラマン。古村崎に対抗しようとする菜々美に対し「君も彼に対する反感から偏向している」と諭す。
閉門後は局を退職し、菜々美と同じネットテレビ局のカメラマンをしている。
アニメ版では菜々美と行動するスタッフは全員女性となっている。
肥田木（ひだぎ）
テレビ局社長。森田総理と関係が深い。
トゥーレン・ホゥナのハニートラップによる枕営業に手を染めており、森田の失脚に合わせて児童買春と薬物不法所持の現行犯で逮捕される。

#### 民間人
葵 梨紗（あおい りさ）
声 - 南條愛乃
伊丹の元妻で同人作家。29歳。伊丹の中学・高校の後輩であり、ビスクドールのコレクターでもある。栗林からは「伊丹と同類」と言われる筋金入りの腐女子。
幼い頃からよく知っており、安定収入がある伊丹に酔った勢いで「養って下さい。代わりに結婚してあげます」と結婚を申し込み夫婦となったが、銀座事件を切っ掛けに互いの意識のズレを感じ、「仕切りなおしたい」と彼女の方から離婚を申し出た。伊丹とはそれ以降も友人以上の関係で付き合いを続けており、本人曰く「夫婦だった頃より上手くいっている」。離婚後は趣味に散財しては電気・ガス・水道・日々の食事もままならないほど生活に困窮しており、伊丹から借金をして凌いでいる。
部屋に陳列されたビスクドールを見たロゥリィに、ハーディの回し者と勘違いさせて震え上がらせたり、伊丹たち一行を安全に特地へ帰還させるために、ネットで「大きなお友達」を大動員するように情報操作を仕掛けて米国のCIAコマンドを翻弄したり、現実逃避をして「特殊な芸術」の道を極めるために逃げてきたピニャを住み込みのアシスタントにするなど、かなりの大物っぷりを見せる。漫画版13巻ではアルヌス傭兵団々旗のデザイン監修として名前が出ている。
望月 紀子（もちづき のりこ）
声 - 山村響
帝国による日本人拉致被害者のひとり。銀座事件以前に帝国から秘密裏に派遣されていた偵察員に拉致され、ゾルザルの奴隷にされていたところを伊丹によって救出される。家族は拉致された娘を捜し続けて銀座事件で死亡、同時に拉致された恋人の裕樹（姓は「のがみ」）は奴隷として売られた鉱山の落盤事故で死亡、さらに実家は火事で焼失と天涯孤独になったことを知り、生きる希望を失う。テューレの策略によりデリラに命を狙われるが、柳田に助けられる。
奴隷という身の上から必死に覚えた特地の言葉に堪能で、外国語も複数習得している。そのため自衛官や外務官僚ではない「民間人の通訳」として、海外のマスコミから特に重宝される。その際、常に否定的な報道を行う古村崎に出会い、彼に対する反感から正しい情報を発信していこうと決意する。
日本に帰国後は、特地で保護されていた間に起こった楽しい思い出や、特地で友人になった亜人達との記念写真を掲載したブログを細々と開設し、特地の「本当の」状況や情報を発信していたが、いかんせん個人のブログレベルではマスコミの偏向報道に押されて人気も出ず、誰に知られるわけでもない状況であった。しかし古村崎に反発した（かつ助言を受けた）菜々美の協力で、大規模に特地の事実情報、特に菜々美が局に握り潰された特地のスクープを発信していく機会を得る。
閉門より4年後は、特地に関するコメンテーターとしてネット放送などで活躍している。
松居 冬樹（まつい ふゆき）
帝国による日本人拉致被害者のひとり。紀子の恋人の裕樹と共に鉱山奴隷として売り飛ばされていた。かろうじて生き残っていた所を主戦派によって自衛隊をおびき出すための囮にされるが、特戦群によって救出される。
Web版ではゾルザルに殺され（ゾルザルは事故で死んだと強弁し）た上、首を交渉使節団に突き付けられた。
漆畑教授（うるしばた -）
宇宙生物学を研究している京都大学教授。マッドサイエンティスト気味で、テュカたち特地人をモルモットのように見る悪癖がある。が、実験・研究を断られれば引き下がるだけの常識はある。
白位博士（しらい -）
国立天文台に勤める天文学者。初めて観測する特地の星空にかなり興奮していた。
養鳴 賢九郎教授（ようめい けんくろう -）
物理学者。東大出身で、職歴もすべて東大というエリート。東大出身を鼻にかける東大至上主義的なところもあるが、基本的に気の良い優秀な学者である。
ハーディより伝えられた特地での異変を調査すべく派遣され、クナップヌイで空間の歪みを観測したことで、「門」が世界に与える影響にいち早く気づいた。
レレイの明晰な頭脳を大変気に入り、東大の自分の研究室に来るように強く薦めている。
漆畑・白位・養鳴の3人揃って個性的な上にノリが良く、クナップヌイでの最初のアポクリフ調査終了後、帰りに松居を救出した特戦群を回収すると伊丹から聞いた時には民間人でありながら参加する気満々で、負傷者の収容を手伝っていた。
閉門より4年後は、特地に関する名物学者として知られている。漆畑は東大名誉教授、白位も教授となったが、出演したwebテレビ番組で乱闘騒ぎを起こすなど、ノリの良さとはっちゃけぶりは相変わらず。だが、視聴者からは好意的に受け取られている。
「Season2」では、レレイの協力を得て魔法の実証実験をしているが、魔法が使えるレレイがいないと実験が進まない状況。地球人でも素養さえあれば魔法の修得が可能なことは判明しているが、特地とは逆の理由で「まだ早い」と判断している。
銀座の少女
声 - 若井友希
アニメ版に登場。「銀座事件」の発生直前に現れた「門」の第一目撃者。その際の異変に気を取られて両親とはぐれてしまい、事件後に伊丹に保護される。
母親とは再会できたが父親を亡くし、自衛隊出立の日に2人で事件被災者の慰霊場を訪れていたのを伊丹に目撃されている。

### 各国関係者

#### アメリカ合衆国
ディレル
声 - 星野充昭
アメリカ合衆国大統領。
国内の支持率が低迷しており、国民に成果を示す為に特地から得られる利益と資源を狙ってさまざまなな工作を仕掛ける。公式な場以外では「自衛隊」を「日本軍」と呼称し、特地での面倒事は日本に丸投げするなど、傲慢な性格である。
閣僚のスキャンダルをネタに本位に圧力を掛け、特地からの「来賓」を引き渡すように脅迫するが、宿泊施設に差し向けた特殊工作員も全滅。その後、本位内閣の総辞職でそれ以降の協力を無効にされ、銀座で「来賓」を拉致するために差し向けたCIA局員も駒門に抑えられて失敗。さらに栗林姉妹がテレビカメラの前で「どこかの国」が「特地の来賓」を狙っていることを生中継でしゃべってしまったために全てがご破算になり、癇癪を起こしていた。
グラハム・モーリス
声 - 竹内良太
CIA日本支局統括責任者で、駒門とも顔馴染み。
箱根の作戦ではハイデッガーたち実働部隊の壊滅という事態に陥るも、特地に帰還するため銀座にやってくる来賓（特地の人間）を確保するべく画策するが、梨紗が4万人以上の「大きいお友達」を銀座に呼び寄せたことに加え、駒門にも先手を打たれたことで失敗した。
クワイゼル・ハイデッガー
声 - 前田弘喜
特殊工作員。
箱根に宿泊する伊丹たちを襲撃し特地の人間の拉致を試みるが、護衛の特戦群にことごとく阻止される。ディレルの裏取引で特戦群撤退後、今度はロゥリィ1人に中国とロシアの工作員共々一人残らず殲滅させられる。ハイデッガー自身も乱戦の最中にロゥリィに右腕を斬り落され、別の敵からも銃撃を受けて死亡した。
web版では三つ巴の乱戦で自滅してしまう。
ジェイキンズ
特殊工作員。
閉門騒動で中国側の工作員・劉と協力していたが、土壇場で立場を翻して一人勝ちを決めようとするも失敗する。劉による一連の騒動により偶然別世界に繋がった「門」の存在により、場合によっては人類では対抗すらできない相手が存在する世界に直面してしまう危険に気付く。これにより安易に新たなる「門」を望み利益を狙う発想を反省した。

#### 中華人民共和国
薹 徳愁（とう とくしゅう）
声 - 楠見尚己
中華人民共和国主席。膨れ上がった人口やエネルギー需要を解消するため、特地に移民を送りたがっている。
劉（りゅう）
薹の命令で活動するエージェント。
デモ隊を隠れ蓑にした工作員部隊を用いて「門」の独占及び破壊を目論んだが、偶然別世界に繋がった「門」を興味本位で覗き込んでしまい、蟲獣に食い殺される。
web版では「共産党国家戦略企画局・局長」。日本国内のいわゆる「プロ市民」や、メディア放送局内の「同調者」を使った情報戦略を指示している。ディアボと共にガス兵器を使用して駐屯地を一時占拠するが、鹵獲した自衛隊の武器の使用に苦労している。
鈴 芳華（りん ほうか）
中国の女性工作員。正規の軍人ほど戦闘力はないが、語学力などに優れる。
劉の命令でデモ隊の暴動に巻き込まれた観光客を装い特地に潜入、アルヌスでワーウルフ族のウォルフと出会った際には初めて見る亜人種に何かを感じ取ったのか、彼の誘いを受ける返答をした。親しい者から呼ばれている「ファファ（フルネームはリン・ファンファとなる）」という愛称をウォルフに伝えて、メイアからは「物好き」と言われる。レレイの身柄奪取を企て、身柄を奪取後に劉と合流するが、日本側から門に飛び込んできた伊丹に跳ね飛ばされ気絶した所を捕らえられる。
トゥーレン・ホゥナ
16歳。表向きは東アジアのスーパースターだが、実態はハニートラップ要員。肥田木相手の枕営業の最中に踏み込んできた公安に保護された。
石原莞吾（いしはら かんご）
「Season2」から登場した人物。中国の工作機関に協力する日本人だが左翼主義者という訳ではなく、スパイに憧れた結果として見つけた仕事が中国のものだったというだけ。徳島と出会った際には互いに「コイツとは合わない」という第一印象を感じている。
特地語が話せるため、交渉事を任されていたが、中国側の工作員はロゥリィの襲撃で全滅。潜入していたアトランテイア内で「イシハ・ラ・カンゴ」として頭角を現す。

#### ロシア連邦
ジェガノフ
ロシア連邦大統領。特地からの資源流入によるロシアの発言力低下を恐れている。だが、利権そのものには関心はあまりないようで、日本が米中露の工作を切り抜けたことに対しては賞賛している。名前の由来はゲンナジー・ジュガーノフ。

### 特別地域
この地の人名は、その者が信仰する神に由来するミドルネーム（名前の頭の部分で「頭名（かしらな）」と呼ぶ）を持つという命名則がある。信仰する神を変えるとミドルネームも変える。漫画版10巻の番外編によると、特に信仰する神を持たなければ名乗らないこともあるらしいが、平民ならともかく貴族・王族や裕福な商人などは社交の場でネタにされて煩わしいため、適当な神の頭名を名乗っている。
種族を言及しない限りは基本的に「ヒト種」。

#### アルヌス

##### アルヌス協同生活組合関係者
カトー・エル・アルテスタン
声 - チョー
コダ村の賢者で魔導師中の魔導師と呼ばれている戦闘魔法の大家であり、レレイの師匠。避難民とともにアルヌスに居住。組合の幹部だが、普段は日本・帝国双方から来た語学研修生に指導したり、子供たちに読み書きを教えながら自身の研究を続けている。
元々は学都ロンデルで研究に勤しむ身だったが、諸事情によりコダ村に移住した。すでにヒト種の老齢の域に達しているが、冗談のつもりでセクハラ発言をしてはレレイの冷たい視線を浴びたり、圧縮した空気の弾をぶつけられたりしている。この行動は半分は「地」だが、感情表現に乏しいレレイに対する彼なりのスキンシップの手段である。導師号の持ち主だけあってその知性は本物であり、アルヌス協同生活組合で働く特地の人々向けの日本語教本（通称「赤本」）を著した。
ロンデルの導師達と異なり、人を妬むこともなく良いものは良いと素直に言える人物であり、レレイが日本から持ち込んだ資料を基に新たな攻撃魔法を開発したことを評価し、伊丹らと共に炎龍討伐に成功した後は導師号挑戦の許可も出している。
帝国上層部で炎龍討伐にレレイの名が出てもどのような者か分からなかったが、あのカトー老師の弟子という事で納得された程、帝国では有名な導師号を持つ魔導師。専門は窮理（物理学）。
旧コダ村の避難民
旧コダ村出身の避難民。炎龍の襲撃で身内を失い、村長含めた他の村人も自分とその身内だけで手一杯で、放置されてしまった者たち。伊丹たち第3偵察隊によってアルヌスに保護された。テュカ、レレイ、ロゥリィ、カトーを除いて総勢21名（老人2名、中年3名、子供16名）。アルヌスに来た当初は中年の3人を始め、数人が骨折などの怪我を負っていたため自活する方策が思い当たらず、テュカや年頃の少女らは「自分たちが丘の上の兵隊（自衛官）に身体を売るしかないか」と考えていた。だが、自衛隊より丘に散乱する翼龍の死骸から鱗を採取する許可を得ることで経済的に自立する手段を得る。
子供たちはカトーに読み書きを習いながら、怪我から復帰した中年と共に翼龍の鱗・牙の採集や洗浄・選別の仕事をしており、特地人としては語学研修組を含めた組合員の中でも最も日本語に馴れ親しんでいる。子供たちは事実上は孤児だが、漫画版では後から組合に参加した職員に「坊っちゃん、嬢ちゃん」と呼ばれている。
老人たちは年少の子のお守りや、初期のPXで店番をしていた。語学研修の開始などで急に増えた客に対応できず、困惑していたところに研修生付きの従者が手伝いを申し出た結果、研修生目当ての自衛官が訪れるようになる。
ゾルザル軍の焦土作戦で各地の村が荒らされた際には、旧コダ村村民を含めて生き残った者たちが新たな難民としてアルヌスに押し寄せた。帝国との講和が成立したことで旧コダ村のある地域はアルヌス州の一部となり、アルヌスの援助を受けて復興を開始した。
web版では「世間を惑わす（帝国には都合の悪い）流言を流布した」という理由でゾルザル軍に皆殺しにされかかるが、事態を知って先回りした伊丹たちによって逃げることに成功。ロゥリィ直筆の巡礼札と「ベヘラン」という新しい村名を受け取って旅に出た。
外伝参ではホドリュー捜索に旅立つ伊丹とテュカに、取っておきの鱗や素材で作った装備を贈った。
デリラ
声 - 楠田亜衣奈
フォルマル伯爵家から斡旋され、アルヌス協同生活組合の食堂で働くヴォーリアバニー。少々蓮っ葉な物言いだが、明るく面倒見も良いため給仕長も務める。漫画版では空薬莢から作った耳飾りをしている。
元々はヴォーリアバニーの女王であるテューレに仕える戦士だったが、ゾルザルの侵略とテューレの裏切りで故郷が滅亡。グリーネと共に行き倒れていたところをフォルマル伯爵家に保護された経緯から、フォルマル家に忠誠を誓う一方、テューレに対しては並々ならぬ憎しみと殺意を抱いていた。フォルマル伯爵家の紹介でアルヌスに来たが、実態はメイド長のカイネから情報収集を命じられた密偵。テューレの策略により送られた偽の命令書によって紀子殺害を実行しようする。当然本人が殺されるのを嫌がっても実行するつもりであったが、紀子が「死んじゃおか」と呟くのを聞き、ホッとしつつ殺そうとするが、「痛いのはヤダな」と言われ痛くない殺し方など知らず困惑しているところを、止めに入った柳田との相打ち状態で阻止される(後に柳田は車椅子、デリラは骨をチタンで補う事で復帰)。偽の命令であった事から、日本の裁判で執行猶予を得られたものの、アルヌスは勿論イタリカにも戻れず、その後柳田に忠心を尽くすことを誓い、自衛隊の諜報作戦や特戦群と組んだ特殊作戦に率先して協力する。
ヴォーリアバニー特有の身体能力の高さを有し、特にずば抜けた跳躍力の高さを利用した体術を得意とする。また、高性能集音器並みの聴覚の鋭さ、弓を銃器並みの速応性で扱う能力、そしてアルヌスで会得した敵の会話を同時通訳できるほどの日本語会話能力を持ち、特戦群をして「是非ウチの部隊にスカウトしたい」と言わしめる。ただ、自身の安全を考えずに独断専行するきらいがあり、その辺を何とかしなければと言われている。その後、憎悪の対象であったテューレと再会して殺そうとするも、柳田に制止された。
閉門騒動時に柳田らと共に命からがら日本側へ脱出、4年後は古田の経営する小料理店で看板娘として働いている。
メイア（メイヤ）
声 - 西明日香
キャットピープルの女性。アルヌス協同生活組合の直営店舗「PX」で働く。フォルマル伯爵家から斡旋されてアルヌスにやってきた。特地全般に比べて非常識とも言えるほど好待遇な「PX」での仕事やそれを紹介してくれたフォルマル伯爵家に感謝しつつ責任感を持って真面目に取り組んでいる。
日本人と言葉が通じず困るヤオに、支給された会話参考書「赤本」の存在を教える。炎竜退治の交渉のために譲ってほしいとせがむヤオに対して、本心では譲ってあげたいと思う一方、持ち出し厳禁扱いであったため「もしこれで失職したら、自分の仕送りを頼みにしている家族や同族の事はどうなる」「この仕事を紹介してくれたフォルマル伯爵家に泥を塗ることになる」と思い、逡巡している。
「門」の閉鎖が噂された時期には、日本の産品を扱っているPXが閉店し、失業してしまうのではないかと落ち込んでいた。自衛官の一人に懸想している旨の話をガストンとしていたが、「門」の向こうからやってきたマスコミなどの一部が特地側のヒト種と同様に亜人を見下しているのを感じて「意中の人に告白してニホンに付いて行く」かどうか悩んでいた。ディアボが繋ぎをとった中国の工作員によるレレイの拉致作戦では最初に「PXからの返品」という形での地球側への送り出しに協力（これはディアボがレレイの杖のみを送った）。その後、鈴芳華に通訳を強制されたが負傷しつつも脱出、ディアボの正体を明らかにした。
その後、閉門騒動の煽りで壊滅したアルヌスの再建・復興における人手不足から、ドーラやフォルテと共にレレイの秘書・助手をするようになる。
漫画版では子沢山な家庭の長女。現在はメイアの仕送りで平和に暮らしているが、一時は実家や一族が離散していたことがあるらしい。彼女がお土産として送った（メイア自身の写真も収録された）写真集の「袋とじページ」には悪所で撮影された娼婦たちの写真が収録されていたため父親が興奮しており、子供が増えるかも知れないと若干後悔している模様。10巻収録の特別短編では初めての有給休暇を取るが、仲間に臨時の郵便屋扱いされたり、イタリカ行きの馬車が途中で壊れたり、訪ねたイタリカで仕事を振られたりと散々な休みとなった。
ドーラ
声 - Lynn
狐耳と狐尾をもつ亜人種の女性。フォルマル伯爵家のからの斡旋組で、デリラと共に食堂の接客係として働く。
閉門騒動の煽りで壊滅したアルヌスの再建・復興における人手不足から、メイアやフォルテと共にレレイの秘書・助手をするようになる。
漫画版では柳田がデリラと並んで美人として名を挙げているほか、8巻では伊丹たちの見送りシーンでタンクトップにホットパンツといった日本風の私服を着ているなど洒落っ気が高い。
ガストン・ノル・ボァ
声 - 相馬康一
アルヌス協同生活組合の食堂「あさぐも」の料理長を務める壮年の男性。腕は悪くないが、少々利己的。
別の街で食堂を切り盛りしていたが閉店してしまい、アルヌスにドワーフ大工集団の賄い係としてやってきたが、ドワーフたちが賄い係を見下すのに耐えられず、自ら売り込んで食堂の料理長となった（番外編『商売繁盛編』より）。
一度店を潰して苦労している経験の持ち主であり、現状を失う事を恐れている。デリラが問題を起こした際には連座によって自分が罰せられることを恐れて自衛隊に協力した（現代の日本では共犯や犯人隠避でもしない限り、連座で責任問題にはならない）。ディアボが中国と手を結ぼうとした際には、「門」の閉鎖によって自分たちの生活が立ち行かなくなってしまうことを恐れ、レレイの拉致に協力した。外伝壱で、新規開発地となったコダ村に異動となったことが語られている。
ウォルフ
ワーウルフの傭兵。アルヌスの街や隊商の警護を担当しており、漫画版では彼以外にも数名、女性も含めたワーウルフの傭兵が登場している。
強面だが気の良い男で、伊丹たち第3偵察隊をはじめとする面々に遊ばれても機嫌を損ねる事はあまりない。
女癖が悪いらしく、閉門騒動時に行きあった鈴芳華にコナをかけた際には通訳をしたメイアに「甘い顔を見せれば即行で押し倒されて妊娠させられる」などと滅茶苦茶扱き下ろされていたが、鈴からは親しい者にしか認めない愛称を伝えられるなど、色好い返事を貰っている。
漫画版では、街に出てきた同族の女性に声を掛けているが冷たくあしらわれている。また、番外編ではアルヌス温泉にて全身をくまなく洗われた際に大層な巨根であることが判明、目撃した自衛官は揃って敬語になったと語られている。その他にも栗林に毛並みを堪能されたりと、犬に近い扱いをされている。10巻収録の特別短編では初めての有給休暇を取るが、伊丹から聞いた「知的好奇心の追求」というテーマでアルヌス全体を見て回り、中々に充実した休みを過ごす。
フォルテ・ラ・メルル
外伝壱に登場。アルヌスで学徒生活を送る18歳。幼少期より「天才」と呼ばれそのまま成長したがゆえに、自分以外の他人を見下している高慢な女性。
幼いころから頭脳明晰で天才と持て囃されて育ち、ロンデル在住時には同じ学生はおろか教師にも一目置かれるようになったことで「努力」というものを過度に見下すようになり、努力をせず、余裕を持って、それでいて史上最年少で導師称号を得て自分の力を世界に知らしめようと考えていた。しかし、その間に自分より年下のレレイが最年少で導師号を得てしまった為、挫折と敗北感に打ちひしがれていたところをメイベルに唆され、カトーの弟子になるためアルヌスへ向かう。当時のアルヌスの街では「居住するだけの在籍」というものが許可されておらず、アルヌスに居住する住民は全員アルヌス協同生活組合に関係する職に携わる必要があるため、カトーにアルヌスで仕事しなければ弟子にしないと言われて子供たちの教師をするか、テュカやレレイの助手をするかを提示されてレレイの助手をしながら研究もすることにした。
ある時「『異世界への門』の取扱説明書」という本の存在を知りレレイに読ませてほしいと頼むが、ベルナーゴ神殿で禁書指定されているため見せることが出来ないと断られる。その後、ジターの口車に乗らされレレイが留守の間に「『異世界への門』の取扱説明書」を盗み出そうと画策する。レレイの部屋にジター共に忍び込み仕掛けられたトラップに悪戦苦闘しながらも本を盗み出したまでは良いが、ジターの手によって盗み出した本は「レレイの伊丹耀司観察日記」なる本にすり替えられており、後から失敗に気が付くことになった。
外伝四ではスマンソンの様子にも薄々気づいていたが結局暴走を止められないなど、作中の女性陣の中ではヤオと同じくらい男運がない。
ジター・ズフ・ランダー
外伝壱に登場。24歳の男。フォルテと同じように、ロンデルに居る時にメイベルに唆され（もっとも名前で分かるとおり元々ズフムート教徒である）、カトーの弟子になるためアルヌスにやってくる。
アルヌスでは教師の仕事をしており、語学研修に来ている日本人から地球の数学理論の知識を聞いたりしていたが、フォルテに近づいて契約を持ちかけ、お互いの知りえた情報を交換し合い、フォルテから聞いた「『異世界への門』の取扱説明書」を盗み出そうと共謀する。そして2人で本を盗み出した後にフォルテに気が付かれないように本をすり替え、そのまま本を持ち去りメイベルに届けるが、この本もダミーだった。
スマンソン・ホ・イール
外伝壱に登場。18歳の男。魔道士としてレレイを尊敬しているが、レレイが異世界人である自衛官たち（厳密には伊丹）のために無理をすることへの嫉妬が高じて、レディやその配下であるブザムに協力する。「門」の開通式典の最中、偶然拾った血剣ディーバの切っ先を飛ばして伊丹を殺そうとしたところを客席側を監視していたヤオに阻止され、警備隊に逮捕される。
ミューティ・ルナ・サイレス
声 - Lynn
web版番外編『商売繁盛編』に登場。セイレーン種の女性。姿はヒト種に似ているが、体毛が羽毛状になっているなど鳥の特徴が混じっており、精霊魔法が得意。他に弓を使う。少々ほれっぽい性格を自覚している。
元は遠く離れた小島で一族と暮らしていたが、知り合ったヒト種の（ロクでもない）男と故郷を飛び出した後、傭兵として連合諸王国軍に加わりアルヌス攻略戦に参加した。連合諸王国軍の壊滅離散後は盗賊団の一員となってイタリカを襲撃するが、自衛隊により盗賊団は壊滅し恋人も戦死。生け捕りになったところを情報収集のために伊丹が選んだ捕虜5名のひとりとしてアルヌス駐屯地に連行され、自衛隊からの事情聴取や魔法のサンプルデータ収集に協力する。釈放後は通訳を務めた勝本の計らいでロゥリィの部下としてアルヌスの治安維持任務に就いており、主に捕らえた犯罪者の護送や警務隊に引き渡した際の調書作りを丸投げされているが、自分を拾ってくれたロゥリィのことは慕っている。
小説本編には登場しないが、漫画版やアニメ版にはイタリカ攻防戦時に風の精霊魔法で味方（盗賊団）を援護したり、警務隊（MP）の腕章を付けてアルヌスの治安任務に従事する姿が描かれている（革鎧の下にTシャツを着用。時間外にはジャージを着ている）。
Web版、アニメ版、漫画版によって人物像が大きく異なる。Web版では20代前半の女性で一人称は「ウチ」。アニメ版では10代半ばの少女で、背丈もロゥリィと同じくらい。頭部には緑色の羽毛が生えており、見た目はショートヘアだが1本だけ色の違う大きな羽が生えている。漫画版は20代半ばの長身の女性で、一人称は「あたい」。頭髪は青のロングで驚くと雉の羽のようにぱっと開く。セイレーンの伝説通りに歌が上手いが、その声を聴くと引き寄せられてしまう。深夜の風呂場でうっかり歌ってしまった際には外に漏れ出た歌声を聴いた自衛官が衝突事故を発生させている。
また、鳥の亜人ゆえか、アニメ版、漫画版では無意識ながら地揺れの兆候を察知している描写がある。
トラウト・ローレンツ
web版番外編『商売繁盛編』に登場した商人。ワーウルフ族の妻がいて彼女には頭が上がらない。
商人としてはかなりのやり手で、自衛官や日本向けに特地の産品を売る提案をした。
漫画版でもエキストラ的な形で登場している。
グリーネ
漫画版に登場。ヴォーリアバニー。デリラと比べて種族の血が濃く、身体全体に体毛がある。ゾルザルが率いる帝国軍に故郷が攻め落とされた際にデリラ、パルナと共に離脱。途中でパルナが逃亡を諦めて悪所に去ったのちに辿り着いたイタリカで保護を受けてメイドとなり、デリラと前後してアルヌスに赴任した。デリラ同様に密偵の役目を命じられていたかは不明。
リュドー、ベルライン、ケイネス
組合傘下の商人を監督する地域支配人（ゼネラルマネージャー）。レレイたち、幹部の下で実質的な業務を行っている。「門」の再開通で起きた問題では組合の存続とレレイの健康を慮った結果とはいえ、造反を起こしてしまう。
リュドーはフォルマル伯爵領とその周辺を商圏として預かる地域支配人。もともとイタリカにて独立した商会を営んでおり、龍の鱗から始まるアルヌス共同生活組合との取引に最初に関わった一人だった。最初に取引に応じたのは以前から親交のあるカトーの紹介だったからだが、その買い取り金の内「銀貨1,000枚分」を使って各地の相場情報の収集を依頼したレレイの商才に惚れこみ、自身の経験と合わせることでさらに発展することを夢見て自身の商会ごと組合に参加した。
ベルラインは帝都を含めた帝国中央域に展開するPX支店群を束ねている。商売は堅実に進めていくタイプだが、損失を恐れる臆病な部分もあり、「門」の再開通で起きた問題ではレディに繋ぎを取ってしまう。商売一筋だったせいか独身。
ケイネスは大陸南方地区を担当。商売に関しては野心的だが成功率はそう高くはなく、結構な損失も出している。ときおり、下品な物言いをしてレレイから転移魔法で屋外に放り出されるなど、軽いペナルティを受けている。

##### アルヌス州民自治会(組合関係者以外)
ディアボ
声 - 梅原裕一郎
ゾルザルの弟・ピニャの異母兄に当たる、帝国の第二皇子で元老院議員。
ゾルザルと違い知性派を自認している。実際に人並み以上の知性は持っており、モルト皇帝の意図が「ゾルザルを自衛隊と敵対させ、ピニャと自分が自衛隊と友好を結ぶ。」という事を読んでのける。そこでピニャにどうする（一番自衛隊に近しいピニャが皇帝位を望むように動く）か尋ねるが、ピニャにその気はないし意図も読み取れず「芸術の擁護者になる」と答え、まさしく後のピニャ曰く「ゾルザル兄は考えなしだが、ディアボ兄は考えが過ぎる」であった。また、直面した問題に対して優先順位を決めて計画を立てることはできても、周囲の人間のモチベーションに対する配慮に欠けるなど、組織のトップに立つよりは補佐役向き。
ゾルザルのような嗜虐性や暴力性はないが、ゾルザルを追い落とすほどの人望にも恵まれていなかったため取り巻きの貴族はいない。後継者争いにおいても皇帝である父にゾルザルよりも賢いことをアピールする以外には効果的な手を打てなかったことが災いしゾルザルが皇太子となってしまう。
「自分が皇帝になれないなら、国も世界もどうでもいい」と言い放つなど人としての器量は小さく、考えがすぐに顔や態度に出る。ゾルザルが政変を起こした際には自分は確実に殺される側と判断して帝都から逃げ出す。その際にピニャに引き止められるが、「帝都に残るなら命懸けになる。それなら対価を払え」と、ピニャに貞操を要求する。ピニャは兄妹間でと躊躇したが、最終的に決心して身ぎれいにしてくると待たせている間にディアボ自身は帝都を脱出してしまった。（元より妹と男女の関係になる意図はなく、諦めさせるために言っただけである。この仕打ちはピニャに「自分は男一人引きとめる魅力もないのか」と落ち込ませた。）
ゾルザルのクーデター後、メトメスと逃走し庇護者を探していた際に各国が地図購入で争奪戦を繰り広げている現場に遭遇する。現金ではなくキャッシュカードしかもっていなかったことで地図を購入できなかった中国武官を見つけ、何かしらで敗者となった者であれば自分達を高く売り込めると判断し中国に接触することを決意する。
アルヌスに潜伏している際はパナシュと関係を持つ。パナシュとしては皇太女になったピニャの補佐をして欲しいと思っていたが、皇帝の地位への執着を捨てきれず中国の工作員と接触のうえレレイを拉致して、彼女と交換に中国兵1万を要求する。第三勢力として日本と帝国との間に立とうと考えるが、自衛隊のいるアルヌスの門に、敵性兵1万を入れた段階でどうするか考えていないうえ、レレイを奪われただけで約束を反故にされる事を考えてレレイ自身ではなく杖を送るなど小物ぶりを示す。レレイ保護の名目で料理長やメイアにレレイ誘拐の手伝いをさせていたが、単に取引材料にしていた事がばれ、アルヌスの人々から白眼視される。
閉門騒動後はロゥリィが課したレレイ拉致の罪の清算の試練として、「民意の代弁者（別の言い方では民意の傀儡）」という立場でアルヌスの人々のために働く事になる。外伝弐では皇位継承権を放棄してアルヌス州民自治会代表に就任しているが、富田とボーゼスの結婚式の際に空回りを起こして顰蹙を買うなど、小物ぶりに改善は見られない。自身の空回りが原因で危うく中止になりかけた富田とボーゼスの結婚式がより巨大な催しとなったことでさすがに反省し、今度は確実に成功させるべく多くの国からすぐれた人材を集めるが今度は予算枯渇という事態に発展し、危うく国家の枠を超えた深刻な大問題になりかねない事態を招いてしまう。ロウリィに反省を促され解決策を模索する中、亜神が率いるチーム対抗棒倒しが盛り上がったことで賭博の胴元に名乗り出ることに成功、これにより得た資金で予算枯渇を乗り切った。
「門」の再開通後、日本国アルヌス州の知事となる。将来的には正式な日本国籍を得て、代議士選挙へ出馬することも視野に入れている。
web版では、中国工作員と自身が集めた傭兵を使い駐屯地を一時占拠するも、自衛隊とピニャの募った義勇兵に追い詰められ、処刑されることを恐れた工作員とともに爆発に巻き込まれ死亡している。
メトメス
ディアボの忠実な従者で、ディアボが怪我等するよりは他の者がひどい目にあった方が良いのが当然と考える。アルヌスではディアボの影武者にされる。が、レレイの隠し場所を鈴芳華に尋問されて白状してしまい、ディアボ曰く「保護していた」物置でレレイの代わりに縛られていた。

#### 帝国関係者

##### 皇室
モルト・ソル・アウグスタス
声 - 斧アツシ
帝国の皇帝。老獪かつ野心家。もともと急逝した前皇帝（兄・グレーン）の後継者の甥・カティが成長するまでの中継ぎ的立場だったが、プレッシャーに負けた甥を廃嫡し、皇帝の座に居座る。（カティの落命についてはモルトが何かしらの関わりをもっていたらしく、カティから実の娘であるレディを託されていたブレンデットからはレディを守る切り札として証拠を掴まれていた。）女性関係は奔放でありゾルザルをはじめとした嫡子以外にも多数の落胤がいることが確認されている。
帝国の領土拡大を狙ってアルヌスに開いた「門」を越えて日本に出兵、銀座事件を引き起こす。帝国が敗北し、逆に自衛隊が「門」を越えてくると、支配国の戦力をまとめ上げた「連合諸王国軍」を結成して自軍の敗戦を知らせずに自衛隊と戦わせて周辺諸国の戦力を削ぎ、帝国の優位を保とうとする。当初は一方的に敗北したにも拘らずまだ争うつもりがあるなど好戦的なきらいがあるが、伊丹らと邂逅した際の地震、日本人拉致発覚時に垣間見た自衛隊の歩兵（栗林）の戦闘能力と元老院への報復爆撃を経て、日本と争う気は失せていった。ただし、ゾルザルを殴った伊丹に関しては思うところがある様子。日本人の何事にも仁義を重んじる気質には一目置くが、いずれその気質が足を引っ張るだろうと忠告している。
テューレがボウロを通じて一服盛ったことで意識不明に陥り、続けて起きたゾルザルのクーデターによってそのまま幽閉されるが、伊丹たちがゾルザルに対してレレイへの暗殺指令の撤回を求めた際にピニャとともに救出され、その際に意識も取り戻す。その後はイタリカのフォルマル伯爵家に身を寄せ、正統政府を立ててピニャを皇太女に叙任する。イタリカでは床から出られない生活だったが、父親を亡くしていたミュイに懐かれた折に「息子（ゾルザル）を立派な後継者として育てられなかったのは自身の不徳である」と漏らすなど、1人の人間としての一面も見せている。
日本との協定によって「門」の再開通を機に退位することになっているが、それでも実権を手放す気はないなど、つねに己の野心や権力欲に憑りつかれている。「門」の再開通に関しては表向き協力しつつ、一方では自衛隊の戦力や技術を自分の戦力とすべく妨害工作を間接的に支援するなど陰謀を駆使していた張本人として暗躍していた。表向きの黒幕として踊らせていたレディが自ら元老院の前で失態を犯したことを利用して全ての責任をレディに押しつけ遠国へ厄介払いとして輿入させた。それ以降もピニャを傀儡として自身が権力を握り続けるべく、カティの落命と自身の関与を立証しかねないブレンデットの遺言を闇に葬ることに専念している。
漫画版番外編で貴族女性らが身に付ける某公国軍服風のマントやら魔法少女的な大型リボンやらに対して好意的な反応を見せるなど、格式は重んじない様子。
ゾルザル・エル・カエサル

ディアボ

ピニャ・コ・ラーダ

レディ・フレ・ランドール→レディ・フレ・カエサル→レディ・フレ・バグ
外伝弐より登場。皇弟ブレンデッド・ソル・ランドール公爵の娘。裏工作に長けているが、その能力を自身の楽しみにしか使わない。実は前皇帝グレーンの孫（唯一の直系）で皇位継承権的には一位だが、モルトによって実父カティは廃嫡された。
義父を病で喪い、忌の際に自分の出自を知らされる。葬儀後、襲撃による火災とメイド等による持ち逃げで資産を失い、無一文になったところに追い打ちで秘密の恋の相手ディタ伯爵公子の戦死を伝えられ、そのショックで髪の色が白髪（ただし母の髪の色と同じ）になる。皇位を望みそれを隠す為、片恋の相手ディタの復讐だけを生き甲斐にしていると見せる。
「門」の再開通によるモルトのピニャへの帝位禅譲を阻止するべく、自衛隊庇護下の人間の殺傷（報復を恐れて）以外は何でもする。建設工事の妨害(職人の家族拉致監禁による脅迫)から完成間近の段階での破壊まで行うが、土壇場で降り出した雪を利用した雪造りの「門」により開通、特定世界への接続阻止の為、巨大金剛石を粉砕するも、伊丹の映像記憶により失敗。最後の手段でモルトに直接自身の出自を明かして譲位を迫るが、元老院抱き込みを担っていたヴェスパーの裏切りで議員の支持を得られず、これも失敗。結局、存在を危険視したモルトの手により、「門」再開通の妨害の責任と厄介払いを兼ねて、海を隔てた遠国へ輿入れすることになる。
ブレンデッド・ソル・ランドール
外伝四より登場。皇弟で公爵。本来の皇位継承権はピニャより上。
甥であり当時皇位継承権一位のカティと同年代で仲が良かった。また、愛人(恋人)同士も仲が良く、カティの死後カティの娘を自分と愛人の娘と偽り育てたのがレディである。ただこの偽りはモルトには知られており、皇位継承権の高いレディの命を守るためにカティの死亡（殺害?）の秘密とその証拠を持ってモルトを脅迫していた。レディをカティから託されるまではモルトに負けず劣らずの放蕩者であったが、レディを託されて以降は一人の親としてまともな人格者になったという一面もある。レディの権力や弁舌、その他のさまざまな力を駆使して他を心服させる生き方を見て、慈しみと諦念を持って「好きにやるが良い」と認めた。
長年患っていた心臓病で死亡する際に、レディにカティの娘であることを告げる。レディの生き方がカティ同様に他人の命令で動くような生き方ではないとカティの面影を見ていたらしく、実の娘同様に愛していた娘の幸せを願いながら息を引き取った。
ヘンリー、ピノ
ランドール公爵家に忠実な執事とメイド長。ブレンデッドの葬儀中、邸にいたところを襲撃を受け死亡。
ヴェスパー・キナ・リレ
外伝四に登場。男爵。黒髪の長身をもつ貴公子然とした男。
権力志向からレディに近付き取り入ったように見えるが、実は枢密院の密偵でモルト皇帝の意向で動いていたモルトの息子（庶子）。
レディを利用したのも「門」の再開通に失敗したのなら「退位するまでの期間が延べになるだろう」程度。上手くいけば自衛隊を帝国の戦力として吸収できるかもという目算もあった。

##### 薔薇騎士団
ハミルトン・ウノ・ロー
声 - 葉山いくみ
17歳。侍従武官・准騎士。仲が良好な婚約者がおり、性的には騎士団の中で一番進んでいた(逸物が何なのかを知っていた)が、騎士団側近はみんな相手がおり、ピニャ本人が例外。外伝漫画『ゲート 帝国の薔薇騎士団 ピニャ・コ・ラーダ14歳』では騎士団設立以前からよくピニャに同行しており、騎士団学校時代はどちらかというと「鈍くさい方」だった。
イタリカにおいて自衛隊との交渉をまとめた手腕（実際はハミルトンの手腕は関係なく、自衛隊の要求が特地の感覚からすると異常なまでに軽微なものだった）をピニャに評価され、ピニャの秘書として働くようになる。ピニャに対する忠誠はボーゼスに負けず劣らずで、ゾルザルのクーデターによりピニャが幽閉されて主戦派元老院議員の槍玉に挙げられた際も、1人で元老院を相手に舌戦を行った。
優秀な秘書ではあるが、いささか思い込みが過ぎるきらいがあり、また物事を実行する際にも度を越した根回しで暴走するところがある。
ピニャと伊丹をくっつけようとして酒樽の中に激烈に効く媚薬を混ぜるが、出所不明なその薬を自分の両親で試して家族を一人増やしてみたり、それでも効能を信用できずに自分の婚約者に薬を飲ませ、自分の腰が抜けるほどの体験をして艶を出してみたりと、優秀なのか抜けているのかわからないところがある。なお、この媚薬が混ぜられた酒樽が、後にピニャとケミィたちを巻き込んで起きたちょっとした騒動の原因になった。
ボーゼス・コ・パレスティー
声 - 内山夕実
パレスティー侯爵家の次女。18歳。黄薔薇隊隊長→団長代行。正式な騎士団結成前は第一部隊隊長。金髪縦巻きロールの髪型が特徴のお嬢様然とした女性。
ピニャに対して忠誠は篤いが、正しいと思えばそのピニャにも反論し、イタリカでピニャが孤軍であるとすれば、部隊を置いて行っても駆けつけようとする熱血嬢。
イタリカ防衛戦へ薔薇騎士団本隊とともに駆けつける途中、イタリカ防衛を果たしてアルヌスに帰還する途中の第3偵察隊を発見し、パナシュとともにこれを臨検。自衛隊とピニャの間で結ばれた協定のことを知る由もなく、伊丹らがアルヌスへ帰ると知ると伊丹を捕らえて暴行を加え、イタリカへ連行し、顛末を知ったピニャを激怒させる。さらにその件の隠蔽のためにピニャから伊丹を懐柔するよう命じられるが、歓談して盛り上がっている面々には気付かれず、無視されたと伊丹に平手打ちを放ち爪でひっかく。その後、日本国政府との仲介交渉のためにお忍びで来日したピニャのお供をした際に、護衛として同伴した富田を異性として意識するようになり、交際へと発展。
騎士団が翡翠宮（帝国の迎賓館）に滞在中の日本の交渉使節団を護衛する任務において、帝権擁護委員部（と無理矢理連れてこられた帝都駐留部隊）との戦闘になってしまった。帝都を脱出する際に、皇宮に軟禁状態のピニャを助けようと単騎敵地に乗り込もうとした。
ゾルザル軍との最終決戦時には富田との子を身籠った状態で戦いに身を投じている。
閉門騒動後、栗林の襲撃や他の嫉妬した貴族女性や新人亜神の妨害工作などの万難を乗り越え、無事に富田と結婚。一人娘の舞を授かる。web版では富田の殉職に衝撃を受けるも、富田の子を産んで「いつか彼の両親に紹介したい」と伊丹に伝えていた。
アルヌスが日本国アルヌス州になった後、富田のそばで生活するために騎士団を退官し、「ピニャの信任を受けたアルヌス駐在武官」という肩書でアルヌスの自衛隊管理区域境界線近くに住居を構え、アルヌスの住人からは「坂の上の黄薔薇屋敷」と呼ばれている。
その後、富田より助言を受けてパレスティー家の総力を挙げ、特地には無かった画期的な通信手段である「伝書鳩」通信網のインフラ整備に尽力している。
皇帝・皇族でも類をみない最大規模の結婚式を挙げる。
パナシュ・フレ・カルギー
声 - 澁谷梓希
カルギー男爵家令嬢。19歳。白薔薇隊隊長。正式な騎士団結成前は第二部隊隊長。
見た目が男装の麗人。イタリカでピニャが孤軍であるとボーゼスが暴走気味に単騎で駆けようとするのを抑えていたが、実はスピード狂の気があり倉田の高機動車に便乗してはしゃいだり、「飛行機は音より速く飛ぶ」と聞いて、空自組にF-4に乗せてくれるよう頼んでいた。
アルヌスへの語学研修の際、ピニャからは伊丹を籠絡するよう命じられていたが、アルヌスに潜入したディアボと関係を持つ。ピニャの義姉(兄の配偶者)になれることを密かに喜んでいたが、ディアボにはピニャの補佐をして欲しいと願っていた。以後は彼の補佐的活動をしているはずであるが、ディアボが組合員に問い詰められた時には描写が無い(所在不明)。
ヴィフィータ・エ・カティ
声 - 田村睦心
18歳。正式な騎士団結成前は親衛隊隊長。父親は侯爵だが、庶子と少々複雑な立場。男勝りで情に厚く、地位・家格の上下など気にせずハミルトンと共にピニャの家(皇城)に最初に泊まり、それを簡単に口にしてしまうなど処世術などとは縁がない性格。体力バカで地味な訓練や座学を嫌う実践派。特殊な芸術に興味が無いため、パナシュの後任の白薔薇隊隊長になった。
とある騒動で遠慮もなく自分を肩に担ぐ健軍に漢を感じてしまい、一方的に惚れてしまう。親子と言っても差支えない年齢差ながらもともと同年代の男性に興味がなかった事もあって、日本と帝国の和平締結の式典中に告白。健軍もその気になり、交際に至る。
外伝弐では健軍を「シュンヤ」と呼び、交際を続けていることが明らかとなるが、デートの際に行うイベントは、どういうわけか自衛隊式の兵棋演習であるなど、騎士団の仲間をヤキモキさせていたが、やることはやっていると漏らしてしまい、ピニャに自分一人が未経験だと自覚させてしまう。
グレイ・コ・アルド
声 - 山本格
41歳。侍従武官・騎士補。元筆頭百人隊長（兵卒の最上位）。スキンヘッドな男性（アニメ版ではロマンスグレーの短髪）。実戦でたたき上げた歴戦の騎士で、頭の回転が早く的確な助言でピニャを補佐する。
騎士団の中では数少ない男性であり、一兵卒出ながら騎士補という地位にある。イタリカで盗賊と戦った際にも、ピニャに「無事なのは解りきっている」と言われるほどに信頼されている実力者で、実際に手傷を負ったり返り血を浴びることなく最初の戦闘を終えている。
学都ロンデルにて伊丹たちと一緒に行動した時にも的確な助言を行うなど、ベテランの風格を見せる頼れる存在である。
web版ではピニャの命によりレレイを害そうとするが、レレイの爆轟魔法による致命傷が原因で死亡。
外伝＋収録のエピソードでは、作中の7年ほど前に「騎士団設立」を決意したピニャに指導教官として引き抜かれた。当時は髪が生えていたが、ピニャの無茶ぶりから来る心労で禿げてしまった。
ノーマ・コ・イグルー
声 - 小林裕介
21歳。侍従武官・騎士。正式な騎士団結成前は第四部隊隊長。調子の良さで男子団員にはそこそこ人望があったが、女性団員からの人気は皆無。貴族としての地位を小々鼻に掛けている風がある青年。元コダ村住人の炎龍撃退の話も全く信じなかった。
イタリカで盗賊と戦った際、2度目の戦闘で戦死。元々「女の子が沢山いる」と聞いて入団したらしく、他の男性団員が正規軍に移って行ったにも関わらず騎士団に残っていた。
シャンディー・ガフ・マレア
声 - 大久保瑠美
17歳。ミーハーな性格。伊丹を籠絡する任務を受け、当初は乗り気では無かったが、炎龍を退治して英雄になった伊丹に好意を持つ。後に笛吹男に操られレレイを暗殺しようとしたが、事前の策によって暗殺は失敗。パナシュと姉妹縁を結んでおり、白薔薇隊隊長の後任に選ばれたが断ってアルヌスへの語学研修に参加した。伊丹たちが炎龍討伐に出発するまでの経緯をピニャに報告したが、報告書は過剰に演出・脚色された文面で、テュカを男性に書き換えられており、内容は読んだピニャに「英雄物語の序章かと思った」と評された。漫画版ではテューレにも「あれ、報告書だったんだ」と言われていた。
ゾルザル軍との最終決戦ではモルトの居室の守備を担当。ハリョ族の猛攻からモルトを最後まで死守し、戦死する。
スィッセス・コ・メイノ
17歳。語学研修生としてアルヌスに赴任した一人。エルベ藩王国国王・デュランが自衛隊に身分を明かした際、面識のあった彼女に裏を取った。漫画版ではパナシュと共にボーゼスの恋路を冷やかしたりしているが、外伝漫画『ゲート 帝国の薔薇騎士団 ピニャ・コ・ラーダ14歳』では少々不思議系な面を描写されている。弓に長けており、騎士団の競技会では弓術部門で優勝している。周囲からは「人智を越えており、手加減がどうとかいうレベルではない」と評価されている。
ゾルザル軍との最終決戦の際はシャンディーとともにモルトの居室の守備を担当。敵の自滅覚悟の突撃を受け、相討ちとなり戦死する。
ニコラシカ・レ・モン
17歳。シャンディーと並んでミーハーなタイプでパナシュに憧れており、語学研修生となったボーゼスに代わって黄薔薇隊隊長となる。本編にも名前は出ているが、日本と帝国の和平締結の式典の先ぶれの使者役（web版では彼女が引き受けていた）をヴィフィータに取られるなど、外伝漫画『ゲート 帝国の薔薇騎士団 ピニャ・コ・ラーダ14歳』の方が目立っている。パナシュやボーゼスを慕うが故に、女性陣に対して軽口を叩くノーマをハルバートをもって追い回すなどギャグキャラ的な扱い。
ヘルム・フレ・マイオ

ワルド
外伝 帝国の薔薇騎士団 グレイ・コ・アルド編のみに登場、ゲート 帝国の薔薇騎士団 ピニャ・コ・ラーダ14歳では登場もしない。
元 百人隊長で軍の不正経理を見つけた為、例え告発しても冤罪にされかねないと告発後逃亡し、戦友グレイを頼ってピニャの騎士団（まだ私塾のような存在）に助教として就任。騎士団としては恋愛も戦技の一つという事で、素人童貞を自ら暴露させられ、そういう面では辟易としている。
保護者を廃した露営訓練（泊りがけの演習）で、実際に大量のゴブリン相手にグレイと二人でピニャたちの前で「橋の上のホラティウス（なぜか帝国でも逸話がある）」の様に活躍。ピニャやボーゼスたちは、このグレイとの男同士の友“愛”に、後のニホンの薄い本で感じる芸術の実践を垣間見ている。

##### 講和派
ピニャ・コ・ラーダ

マルクス
声 - 杉崎亮
帝国の内務相である伯爵。モルトの腹心。帝国とモルトのためならば、ゾルザルなどの皇族すら道具として扱う冷徹な男。
モルトの意向の下、独自の判断で行動するように命じられるほど信頼されている。ゾルザルのことを内心見下していた節を見せた一方で、当のゾルザルからも本心を見抜かれていたらしく、彼が実権を握った後は遠まわしに隠居を強いられてしまう。アニメではゾルザルから早い段階で若干の疑いを向けられており、内心では彼を恐れている節も見せている。
モルト、ピニャと共に伊丹たちの手で帝都を脱出し、イタリカにて正統政府を立ち上げている。
カーゼル・エル・ティベリウス
声 - 堀越富三郎
帝国の名門貴族。侯爵。元老院の重鎮であり、開戦早々に帝国軍が大敗したことから講和のために動く。
老獪な政治家でもあり、ゾルザルが自衛官（栗林）に暴行を受けたことを外交カードとして利用しようとしたが、ゾルザルが見栄を張って暴行を受けた事実を認めなかったため、不成立に終わった。
ゾルザルのクーデター後は粛清の対象になるが類縁のテュエリ家に匿われ、自衛隊に救出される。この際、シェリーの両親が自分たちを逃がすために亡くなったため、シェリーの後見人を引き受けることとなる。
キケロと共に多くの亜人が働くイタリカを見て、これからは亜人たちとも手を取り合い生きて行かなくてはならないと感じる。比較的早い段階で日本側が帝国にどのような役割を期待しているかという事を察していた。
キケロ・ラー・マルトゥス
声 - 赤城進
帝国の名門貴族。元老院の重鎮でありもともと主戦派だったが「理性的で話が通じるタイプ」と、ピニャから菅原に紹介された。
出兵した身内（甥）が日本に拘留されていることを知らされ、園遊会を兼ねた会合では自衛隊の持つ武器の威力も眼にし、戦争を続けても勝ち目がないと悟り、講和派へ鞍替え。他の議員と共に講和のために動くようになる。ちなみに、菅原との会話の経験で、日本人の「謙遜から入る交渉術」には一目置いている様子。
ゾルザルのクーデター後は粛清の対象になるが自衛隊に救出される。彼の妻は日本人にも馴染んでおり、栗林などとはかなり親しげな会話をするようになっている（救出された際にも「日本に連れて行ってもらえるのか」と聞いていた）。
監獄から救出された後、フォルマル家での亜人たちの優秀な働き振りを目の当たりにし、今までの考えを改めなければならないと感じる。イタリカに帝国正統政府が建った後は、国を取り戻してからいかに日本と関係を作っていくべきかを考えている。
シェリー・テュエリ
声 - 日高里菜
カーゼル候の類縁・テュエリ伯爵家の令嬢。12歳だが、とても12歳の少女とは思えぬ程に知略に富み、精神面も非常に大人びている。
外交パーティの席で真珠のネックレスをプレゼントされ、日本語や地球側の礼儀作法を教えられて以来、菅原に対して好意を抱き婚約を迫る。実際は没落したテュエリ家を興隆するための打算的アプローチだったが、オプリーチニキに追い詰められて絶体絶命のところをカーゼルとともに菅原に救われて以降、菅原に対して本物の恋愛感情を抱く。
救出された後、イタリカに拠点を移したモルトの元で外交を学び、和平交渉の帝国側代表として来日。その際にテュエリ伯爵夫人として正式に襲爵している。交渉では自らの年齢と外見を巧みに利用した交渉術で日本側を困惑させ、帝国にとって申し分のない条件を引き出す事に成功する。
閉門騒動時に日本国政府に対する皇帝よりの密命を受け日本側に脱出し、特地に残った菅原と離れ離れになる。閉門より4年後は駐日帝国大使に就任、菅原の実家には「嫁」として世話になっている。

##### 主戦派
ゾルザル・エル・カエサル
声 - 小西克幸
皇帝の第1子で、ピニャの腹違いの兄。物事は自分の思い通りになるのが当然と考え、そうならないことを理不尽と感じる傲慢かつ幼稚な性格。日本との主戦論者。
皇帝になる自分に仕えるより自分の店を持つことを望む古田を気に入り、古田が用意したデスクワーク中に済ませられる手軽な食事・ハンバーガーを評価する。あくまで一面的な見方ではあるが、官僚機構の欠点にも気付くなど、欠点を補い悪い部分をフォローする腹心がいれば「権力志向が薄いピニャ」や「考え過ぎて思惑が丸解かりになるディアボ」よりもよっぽど権力者に向いている。
性嗜好に関しては周囲が眉を顰めるほど酷く、女性をさまざまなな手段で精神的・肉体的にいたぶる事で興奮するサディスト。彼の奴隷にされた女は皆酷い扱いを受ける。日本人女性（紀子）を奴隷にしていたため、伊丹の命令を受けた栗林から半殺しの目に遭わされる。騙して愛玩奴隷にしたテューレが何も知らぬまま自分に仕えていると思っているが、実際は全てを知って復讐を企てたテューレの傀儡となっている。ディアボ曰く「以前はただのバカだったが、本当の大バカになった」。
元来、劣等感が強く臆病な性格で、他人と正面から向き合うことが出来ず、それを隠す意味で暴君を装っている。さらに「自分は英雄だ」と思い込むが故に「（自分が考える）英雄ならこのように振舞うはずだ」という観念に振り回されているが、周囲にイエスマンしかいなかったため、それらを修正する機会に恵まれなかった面もある。そのため、純粋に冷酷という訳ではなく、配下に対しては配慮を見せる時もある。ただし、普段が普段なだけに、本人は冗談のつもりでも周囲をドン引きさせる発言になることも多い。性嗜好と我儘な部分をのぞけば本来は悪人というわけではないらしく、部下が卑劣な提案をすれば（小心者なため）良心に呵責を感じ諫言をしたり、自分の兄弟姉妹が責任を追及されれば相手を宥めるなど（自分の責任とならなければ）人間らしい感情がないわけではない。
次代の皇帝の座を狙い、父が手綱を取りやすい暗愚な皇子を演じて（本人は演じているつもりで）いたが、モルトが日本との戦争を避ける形に路線変更したことに納得できず、クーデターを実行。講和派を投獄・処刑し元老院を掌握する。本人は何者にも媚びる事のない「強い帝国」を望んでいたが、非常時を言い訳に司法を蔑ろにし、強権を用いた指導を行う。身の安全が保障され精神が安定さえしていれば時間を惜しんで仕事に取り組もうという姿勢もあったが、基本的に己が理想とする方針に追随するように官僚達に強要しているだけなため、基本的には只の恐怖政治における暗愚な専制君主として君臨した。
投獄していた講和派を圧倒的寡兵で救出され帝都をほぼ制圧されかけたことで自分の命はいつでも簡単に奪われかねない状態だと自覚。伊丹とレレイの脅迫で帝都そのものが自分の命を狙っていると被害妄想を繰り広げ、遷都の名目で逃亡する。帝都から離れても狙撃の恐怖に怯え続ける日々となり、敵に勝利して精神の安定を図らざる得ない状況に追い込まれてしまう。
イタリカでの最終決戦に敗北し、逃亡前から行方を眩ませていたテューレに再び出会うが、ゾルザルに対しての憎悪を表したテューレの手に因って殺された。web版では帝都に辿り着き、無人の皇宮で待ち構えていたテューレに刺し殺されるが、本人は「望んでいた玉座で皇帝として死ぬことができた」と満足げな最期だった。
ボルホス
帝国の将軍。近衛軍団主席百人隊長。部下からの信頼が厚く真面目で愚直。
叛意が発覚し捕らえられていたテューレが古田に惚れていることに気付き、密かに逃がす。
最終決戦後はシーミストで警備隊長として身を立てている。
ヘルム・フレ・マイオ
声 - 小林裕介
帝国の将軍。子爵。23歳。元・薔薇騎士団、第三部隊隊長。騎士団に入団したのは出世のためのコネ作りが目的だったらしく、騎士としての心構えよりも処世術を重視している。特に演習などでは、家格の上の者に綺麗に勝たせることを考えるが、能力評価は高く、騎士団卒業前に軍に(士官候補生として)入隊が決まった。
銀座での戦いに出兵した際に捕虜となり、そのことで屈辱を感じている。帰国後も屈辱を憎悪と変えて復讐を狙っていたらしく、ゾルザルでさえも驚愕し良心に呵責を感じるほどの卑劣な作戦を提案、正統政府軍が補給に苦労するよう怪異や亜人を使って村々を焼き払う焦土作戦や自衛隊に偽装した兵による撹乱工作を行った。焦土作戦自体はモルトも命じているが、責任を他者や敵側に擦り付けるような行為はピニャや講和派に批判された。
最終決戦でピニャと直接戦い、ピニャに自分の采配や武勇を示せることを本懐と思う程ピニャに敬意を持っていたが、アニメ版では強い敵に誇りを持った戦いなど意味が無いとピニャを馬鹿にしたような目つきをした。
web版では「緑の人」の噂話を広める元コダ村住民や、自衛隊から依頼を受けた吟遊詩人の暗殺を行った。揚句の果てに、アルヌス周辺の村住民から人質を取り「返して欲しければ自衛官（日本人）を殺せ」と強制した。
最終決戦では自軍の勝利を確信していたが、粘り続けたピニャに戦局をひっくり返されて敗北。正統政府軍に協力した亜人部族部隊に捕らえられた。
カラスタ
声 - 山下誠一郎
帝国の将軍。侯爵公子。門閥ゆえに必死に手柄を立てる必要もなく出世してきた。
立てた手柄を他人に譲ってしまうなど帝国貴族としてはかなりお人好しな部類。だが、それゆえに部下や同僚のまとめ役となっている。
ミュドラ
帝国の将軍。勲爵士。元は商家の3男。兵站幕僚としては非常に優秀。癒着や裏取引の噂が絶えないが、実際に問題を起こしたことはない。
ポダワン
声 - 北村謙次
帝国の将軍。伯爵。元老院議員でもあり、当初から主戦論を奉じていた。
ピニャの騎士団(初期)の教授を務めたことがあり、イケイケタイプの将軍ではあるが、論理的な事を教える事が出来る知性は有している。
帝国が敗退した開戦直後に「隣国から兵をかき集めればよい」と提案。これが連合諸王国軍設立のきっかけとなり、後から噂でそのことを聞いたデュランに恨まれる。正統政府軍が攻勢に出た際にデュランと戦い、殺される。
ゴダセン
声 - 根本明宏
元老院議員。遠征軍に参加し、日本からの反撃による帝国軍敗退を報告した。自衛隊の持つ戦力について最初の報告を行ったが、当時はさして重要視はされず、撤退時の負傷から議員を退いていた。
ゾルザルのクーデター後にタンスカの長官として再登場するが、オブリーチニキが自衛隊を誘き寄せる囮として持ち込んだ拉致犠牲者を救出しに来た特戦群に人質にされる。この時の作戦は特戦群で行われた演習で伊丹が使った策を少々手直ししたもの。
魔導師でもあるが、レレイが発表した爆轟の魔法に必要な魔法式を2つまでしか展開できない（攻撃魔法として効果を発揮するには最低5つは展開しなければ威力が出ない。レレイは30個ほどの式を展開していた）。本人は古代龍などが相手ならともかく、人間同士の戦争で使うような魔法ではないと考えている。
アブサン
帝権擁護委員部「オプリーチニナ」。自身が責任者に任じた者を失敗すれば処分し、兵には策もなく突撃を命じるため、周囲からはあまり快く思われていない。
最後はボウロと共にゾルザルの責任転嫁で殺された。
テューレ
声 - 小清水亜美
ヴォーリアバニーで、もとはヴォーリアバニーの国の女王。
国を滅ぼさない代償としてゾルザルの奴隷となるが、彼女の知らぬ所で約束は反故にされて国は滅亡し、部族は離散。そのためデリラなど同族の仲間からは国を売った裏切り者と言われ、命を狙われている。その事実を知ってからは言葉巧みにゾルザルを操り、自身をエサに従わせた密偵による裏工作を行い、帝国のみならずヒト種に対しての復讐を目論んでいる。
自分の目の前で自分と似た境遇の紀子が自衛隊に救出されたことに嫉妬し、帝国や日本を含めて人間を恨み、全員を不幸にしようと画策し、ゾルザルを利用して帝国を陥れるも、何も満たされる事のない虚しさを得てしまい、虚無感を覚える。その最中に出会った古田に惹かれる。唯一自分の不遇を黙って聞いてくれる古田に対し、古田の将来の夢と自分の幸せを重ねて古田に同行する選択肢があることに満足し、その想いを叶えることなく、自らがそれまでに犯した過ちの清算と復讐の為に最終決戦に敗れたゾルザルと刺し違える。
web版ではゾルザルを仕留めた後、ボウロに襲われた所を助けた古田と共にアルヌスに移る。潜入中とは打って変わった古田の厳しい指導に泣きが入りつつも組合食堂で働く。だが、ディアボと中国工作員の計画に気付いたことで捕らえられて凌辱を受けた後、脱出するも自身を見張っていたデリラに危機を伝え、力尽きて死亡する。
ボウロ
声 - 小山剛志
テューレに従う密偵。ハリョを自称し、「豚犬」とも評される醜悪な容姿の男。
ゾルザルのハーレムにハリョの女を送り込んで一族から皇帝を出すことを目論んでいたが、ゾルザルは奴隷しか相手にしなかったため、思惑は外れる。
最後は追い詰められたゾルザルがテューレに対して「自分を唆したのはこいつだ」と洗いざらいぶちまけてしまい、アブサンともども責任転嫁で殺された。
ディタ・コ・エファン
外伝参に登場。帝国伯爵公子。
クーデターでゾルザル派に与し、オプリーチニキとして活動していたが、ヤルン・ヴィエットに亡命。
政務顧問という立場にはいるが、女王の帝国好きと三族均等政策で各部族の将軍から筆頭的な立場を出したくない事から、全軍の指揮官として期待される。指揮をするための概念こそ正しいが、実際の指揮に反映されない事を、三将軍には見透かされていた。
自分が国を追われる原因となったピニャをダシにしてザンシアの名誉欲を煽り、それで得た手柄で出世しようとして、パルミア攻めの指揮官となったが、自分だけを守りたがりロクな指揮が出来ないことが露呈し、飛龍によって奇襲したテュカの矢を受けて戦死する。
公爵令嬢レディの想い人で秘密裏(レディの親友アン以外は両親も知らない)に交際しており、手紙と指輪も贈っているが、本人はレディにそれほど想われているとは知らなかった。また、オプリーチニキとして活動していた内乱前にはボーゼスとの縁談が進められていたが、ボーゼスが富田の子を懐妊したため破談となっている。

##### イタリカ
ミュイ・フォルマル
フォルマル伯爵家の当主で、イタリカの街とその周辺を統べる。11歳。3人姉妹の末娘だが、父(コルト)と母が事故死し、姉2人は既に嫁いでいたことから、当主となる。
父の後を突然継ぐ事になったばかりか、姉2人が後見を巡って争った事もあってイタリカに不正がはびこり、自身では制御できなくなっていた。イタリカが盗賊団に襲われた際にイタリカに立ち寄ったピニャに軍の指揮権を委ね、自衛隊の協力で盗賊を退けた後は、荒廃したイタリカ復興のためにピニャに後見を頼んでいる。
年の近いシェリーと仲良くなるが、シェリーと比べると良くも悪くも普通の子供。物ごとを素直な観点から見極められるが、今はまだ他者に上手く説明できない。
外伝四ではレディに対して「ミュイ・ロゥ・フォルマル」と自己紹介している。
レディの策謀で、代官を廃止させられたうえ、婚約者と姉二人に町を無茶苦茶にさせられ、さらにお仕置きと称して投獄される。牢獄でこれも投獄されていたアルペジオと会い、戦う意思を持つ。彼女をフォルマル家の雇用賢者として雇い、時を見計らってメイドたちと共にイタリカを脱出してアルヌスへ向かう。
カイネ
声 - 安藤麻吹
フォルマル伯爵家メイド長で初老の女性。家内の一切を取り仕切り、裏向きの指令も出す女傑。30年ほど前に帝国に攻められた街の出身。当主であるミュイに対する忠誠心は高く、自衛隊が帝国を攻撃するならその味方をしてでも守ろうとする。それを聞いた伊丹は「自衛隊がミュイを害そうとするなら、自衛隊を敵に回す」という意味にとり、安易に味方になったとは思わなかった。敬虔なエムロイ信徒で、ロゥリィに目通りした際には舞い上がってしまい、ロゥリィにも引かれている。
礼儀作法に厳しく籠城戦の経験もあり、表・裏両面に長けた外交能力も備える女丈夫で、ミュイやメイドたちからの信頼も厚い。籠城戦で疲労したピニャが仮眠を取る際、悪戯心から「（自分が）起きるのを拒んだらどうする？」と問われた際「水をぶっかけてでも叩き起こして差し上げますとも」と豪語し、彼女からも気に入られる（後刻、本当にピニャに水をかけて起こした）。ヒト種・亜人種問わず一流のメイドとして鍛える他、キャットピープルやウォーリアーバニーといった戦闘を得意とする種族出身のメイドを戦闘メイドとしても鍛えている。 作中ではメイド長と呼ばれる事が多く、メイド長と言えば彼女の事で通じるが、本編で一度だけ、怯えるミュイに声をかけた際に名前が「ラム」である事が明示されている。
バーソロミュー
声 - 佐々健太
フォルマル伯爵家執事で初老の男性。
伯爵家の事務方を請け負っていたが、遊びで嵩んだ借金から信箋（貴族家の印を押した公文書扱いの便箋）を横流しし、デリラの紀子暗殺未遂事件の遠因を作る。発覚後はカイネらによって尋問され、指紋照合で犯人だと断定されてもなお自分は違うと言い張っていた。
ペルシア
声 - 潘めぐみ
フォルマル伯爵家のメイドで、キャットピープル。伊丹がイタリカに連行された際につけられたメイドの1人。同僚のマミーナと共に護衛や侵入工作者への対処（影戦）も行う戦闘メイドでもある。
伊丹奪還のために乗り込んで来たケモナーの倉田に一目惚れされる。彼女にとって興味本位や性的欲求以外の純粋な好意を受けるのは初めてのことで対処に悩むが、最終的には倉田の想いに応えて交際を始める。
キャットピープルの特性を生かした体術が得意。他にも倉田が他の女性に目移りした時に炸裂する必殺の卍固めなど、組技にも精通している。
体術以外にも武器としてダークと呼ばれる投擲用ダガーを愛用している。また、倉田からは日本刀の刀工が現代の技術を取り入れて鍛え上げた業物の短刀（価格は倉田の給料2年分）を贈られている。
最終決戦の際に、絶体絶命のピンチを倉田に救われて一気に恋仲となり、閉門騒動後も倉田との交際は続いている。イタリカでの一件があってからは倉田に対する独占欲を見せるようになり、倉田がケモナーとしてアクアス族の女性（人魚）を撮影していた際にヤキモチから関節技を極めていた。
web版では倉田と共に日本へ渡り、モデルとしてデビュー。世界的にも有名なモデルとなっている。
文庫版の挿絵・漫画版では茶の混じった黒の短髪、TVアニメ版では長く伸ばした紫髪をポニーテールに束ねている。どちらの絵でも眼鏡を掛けているが、漫画版番外編によると裸眼では見えすぎて間合いが取れず手加減ができなくなるため、それを防ぐためとのこと。また、同じく番外編によると、彼女は家族で唯一の娘だったらしく、父親は伊丹と酒を飲んでいる際に「下心で手を出したら殺す」と語っている。
マミーナ
声 - 大西沙織
フォルマル伯爵家のメイドで、ヴォーリアバニー。伊丹がイタリカに連行された際につけられたメイドの1人。ペルシア同様に戦闘メイドでもあるが、普段はどちらかというと愛嬌のあるタイプで、イタリカ戦での栗林の戦いに尊敬の念を抱き、素直に賞賛するなど明るい性格。。
フォルマル伯爵家に対する恩義の想いは強く、デリラがアルヌスで事件を起こした際は、その原因にもなったフォルマル家の執事バーソロミューに対して怒りを物理的にぶつけた。イタリカに潜入してきた暗殺者の駆逐作業の際は、セックスアピールに長けるヴォーリアバニーの特性も利用している。
モーム
声 - 徳井青空
フォルマル伯爵家のメイドで、ヒト種。伊丹がイタリカに連行された際につけられたメイドの1人。メイドの中では先輩らしく、アウレアを窘めている。
アウレア
声 - 麻倉もも
フォルマル伯爵家のメイドで、メデュサと呼ばれる希少な亜人種の少女。伊丹がイタリカに連行された際につけられたメイドの1人。
見た目は愛くるしさ満点の幼女だが、先が蛇の様になっている髪で相手の精気を吸う。その際の副次的効果で相手の記憶も覗きこむことができ、フォルマル伯爵家が裏の仕事で捕えたスパイから秘密を探るための重要な存在。ただし、その供述はアウレアの主観が入るため、証拠としては扱われない。
カイネの教育により、普段は精気を吸う事を我慢する事を理解・実行している。
イタリカに正統政府を建ててフォルマル伯爵邸に身を寄せるモルトに、精気を吸うのを調節できるなら試してみたいと思われるが、空気を読んだアウレアは、コルトが存命の頃は病気や事故で先が長くない人を死の恐怖からその力で救っていた事を話す。なお、コルトの愛人の立場だった女性の1人にメデュサがいるが、アウレアかどうかは明示されていない。
最終決戦の際にモルトの居室に突入した敵に首を切り落とされるが、首だけの状態で敵の精気を吸い尽くしてモルトの窮地を救う。その功と皇帝が自分の死が迫った時に精気を吸われる快楽を得たいと考えてか、後に皇帝付きメイドとなる。
モルトを救った後、首から下を再生した際に見た目13 - 14歳くらいの体型にまで成長し、ミュイに羨ましがられている。
デリラ

メイア

ガルフ・ス・トリーム
ミュイの後見となったピニャが代官として派遣した帝国政府の官僚。融通の利かないところはあるが、法を順守する厳格な人物で領民や領内を通過する商人からの信用度は高い。レディに唆されたミュイの姉とローバッハにイタリカから追い出される。帝都に帰還後もピニャへの奏上を握りつぶされていたが、事実が発覚した後に代官として復帰した。
アイリ、ルイ
ミュイの長姉と次姉。
すでに他家に嫁いでいるが、父・コルトが亡くなった際にはどちらがミュイの後見になるかで散々もめた。嫁ぎ先の当主や夫が日本との戦いで戦死したと聞いたため（外伝では捕虜になっていたことが判明）引き上げて行ったが、そのために領内の治安が低下し盗賊の跳梁を許すこととなる。このことや後述のローバッハを連れてきた件もあり、イタリカの領民たちからは「疫病神」として嫌われている。
外伝四ではアルヌス州との交易路として栄える実家に嫉妬し、ミュイの婚約者に仕立て上げた男・ローバッハに伯爵家の実権を握らせようとし、実家の支払いで贅沢をしていた。
ローバッハ・フレ・ローエン
外伝四に登場。ミュイの長姉・アイリの嫁ぎ先であるローエン伯爵家の三男。ミュイの婚約者という名目でレディに送り込まれた男。悪い意味で典型的な帝国貴族。
仕えている亜人をそれまでの考課に関係なく下働きに降格、ミュイの周辺は実家から連れてきたメイドで固め、さらにヒト種のメイドには公然と手をつけようとする。ミュイに対しても当初は機嫌を取る態度だったが、自分の意に従わないと判断するとお仕置きと称して牢に閉じ込めたり横柄な態度を取るようになる。
施設使用料・猫拝観料といった無意味な金銭徴収で、町への商人・通行者を減らし町を衰退させる。さらに領民には領民の収入増の策を弄さぬままに過度な税を課して「税収を3倍にした」と嘯くなど、町を経営難にしたことの自覚もない。
アルヌスに逃亡したミュイたちを追うが、追い詰めたところを自衛隊と薔薇騎士団に捕らえられる。
メイフラワー
外伝四に登場。単眼（一つ目）の巨人種・キュクロプス。見た目は怪異と見まごうばかりながら、朴訥で温和な性格。ローバッハの手を逃れ、アルヌスに向かった際にはカイネを抱えて懸命に走り続けた。
コルト・フォルマル
ミュイたちの父親で、先代のフォルマル伯爵。
種族間の摩擦は貧困が原因と考え、自身の領地に各地を放浪していた多くの亜人種を移住させ、希望する者は亜人種でもメイドとして雇い教育した開明的な人物と言われているが、実際にはケモナーであったことが動機のかなりの部分を占めており、ミュイが大人になった際にコルトの愛人だった亜人種の女性から聞かされた話は、笑い話的な意味合いでとても口外できる話ではなかった。アウレアは伊丹からコルトと同じ匂いを感じている。
動機はともかく、コルトの開明的な思想は現在でも多くの亜人種から尊敬と感謝を集めており、後にはイタリカ、ひいては帝国を救う一因ともなっている。

##### その他 帝国貴族
ロルド・フラ・パレスティ
侯爵、ボーゼスの実父。
ボーゼスがどこの馬の骨ともわからない、しかも敵国であった日本の兵隊と恋に落ち、あまつさえ子を儲けたと知って憤慨し、ボーゼスを勘当。このせいで帝国貴族社会からも爪弾き者同然になり、領民を養っていくにも相当な苦労をしていたが、本音は我が子を想う普通の父親である。
富田がもたらした伝書鳩式通信手段のインフラ事業で財を成し、ピニャの恩恵もあってなんとか帝国での地位を保っていたが、ボーゼスから届いた結婚式とナッシダへの招待状を見て驚愕。恐れおののきながらもピニャの助言により、パレスティ家創始以来の未知の出来事に立ち向かっていく決意をする。
ビーナ・コリントン
外伝弐より登場。コリント伯爵の令嬢。パトロネ（貴族社交界の後援者的立場で、義理の親子関係に近い）はパレスティー侯爵。
ボーゼスとは家族ぐるみの付き合いで、それを妨害する為にレディの一派に呼ばれる。最初ボーゼスとの橋渡しをと考えていたが、レディの嫉妬や憎しみを知ると諦めてレディとの接触を避けようと決心する。
コリントン伯爵
外伝弐に登場。ビーナの父。ボーゼスのパトロネ。
パレスティー侯爵家が、帝国貴族からつまはじきにされていた時期でも、友好的に付き合っていた。
アン・ルナ・リーガー
外伝より登場。ラフロイグの娘、男爵令嬢。
レディの友人(とりまき)であるが、穏健でレディの行動に溜め息を漏らすところは、ピニャに対するハミルトンのような存在。レディに親身になり、意見するところはボーゼスのような存在。
ラフロイグ・リーガー
外伝四に登場。男爵。
ブレンデッドの元学友で親友。
生前のカティ皇太子とも仲が良かった。カティの死の秘密をプレンデッドが握り、皇帝を脅すことでレディが生きていられたことを知っている。
側女であったメリザは、ブレンデッド、カティの恋人であったコロナ、クーとも友人。
ブレンデッド亡き後、レディが望む生き方を親身になって手伝うつもりであるが、彼女の陰謀には加わっていない。
レナ
外伝四登場。ピニャの第二秘書。
皇太女として政務の増えたピニャ、ハミルトン（唯一の秘書から第一秘書）の仕事の補佐として採用される。実はレディに従うピニャへの妨害者で、イタリカに政変を起こさす訓示を出し、政変の情報を握りつぶしていた。バレた後はレディに庇われることで罪には問われなかったが、解任されピニャにより「帝国では働けなくしてやる」と宣言された。
ユイ、メル
外伝四登場。ピニャの第三、四秘書。
レナ同様レディの影響下にある可能性を疑われ、秘書見習い（騎士団の若年者より抽出）に監視される。
マイ・パレスティー <富田 舞(とみた まい)>
外伝弐より登場。富田とボーゼスとの間に生まれた長女だが、両親の結婚も出生も日本に届けられず、帝国の法としても正式には結婚していない為、父親が富田と推定された、ボーゼスの私生児という扱い。
大祭典でのナッシダにおいて、メイベルを除く特地の亜神すべての祝福と加護を受ける。

##### 帝都悪所街
ゴンゾーリ、メデュサ、パラマウンテ、ベッサーラ
顔役として悪所を仕切るマフィアの頭目たち。自衛隊をよそ者として怪訝な目で見ていたが、礼儀をわきまえた態度と勇み足をして逆襲されたベッサーラの有様から、隣人として程々の付き合いをしていくことに決めた。漫画版ではメデュサとパラマウンテが亜人。
ベッサーラは金目当てに自衛隊事務所に押し込みを仕掛けるが返り討ちに遭い、逃亡しようとしたところを日頃恨みを買っていた住民に殺される。住人曰く、「ベッサーラは顔役の中では最悪」で、死体は身ぐるみ剥がれた状態で家族や愛人共々路上に晒された。アニメ版では襲撃時に手榴弾で吹き飛ばされて死亡する。
外伝四ではゴンゾーリ家がブザムから依頼をうけて「門」を建てる技術を持つ上級石工であるドムやホッファの家族含めた村の住民を拉致した。
ミザリィ
声 - 斉藤佑圭
翼人種の娼婦。周囲の娼婦たちからは姐さんと慕われている。妊娠管理などでよく顔を合わせる黒川とは悪態を吐きあうが仲は良い。
帝都で起きた地震をきっかけに娼婦たちのネットワークを使った情報収集力で自衛隊の協力者となる。悪所で生きる者としての自尊心は高く、娼婦たちの間で代々伝えられている悪所の外に通じる「抜け穴」を管理しているほか、自衛隊に協力して講和派貴族を帝都から脱出させる馬車を用立てた際にはその帰りに食料を購入、戒厳下で食料品が不足している帝都で売りさばく強かさもみせた。特戦群の剣崎にコナを掛けている。
テュワル
声 - 種﨑敦美
ハーピィ種の娼婦。鋭敏な感覚を持っており、地揺れ（地震）の発生を感知した。元々、故郷に火山があり、特地では珍しい地震を知っていた。
ゾルザルのクーデター後、ゴンゾーリ家を抜けて自分を身受けしてくれた男・プレイリーと帝都を離れるが、移住先の開拓地で主戦派の兵に襲われ、生き残っていた所を自衛隊に保護される。
その後、閉門騒動でもアルヌスに紛れ込んだ怪異・ダーに襲われたりと災難が続いた。
レットー、エッド、シャープス
web版番外編『商売繁盛編』に登場。悪所街には幾らでも存在する小さな一家の頭目とその手下。アルヌスの噂を聞き、一儲けしようと商人を名乗って現れる。自衛隊が特地側からの食料品購入を始めた際に小規模な隊商を襲う。
レットーは髭面が特徴のヒト種とワーウルフの混血（広義のハリョ族）でリーダー格。エッドは痩身のヒト種でサブリーダー。シャープスは犬耳が生えている男で、レットー同様広義のハリョ族と思われる一番の下っ端。
『商売繁盛編』自体は未完だが、漫画版4巻には彼ららしき3人組がロゥリィに捕らえられ、後をミューティに丸投げされているシーンがある。
ニキータ
web版番外編『商売繁盛編』に登場。悪所に住むキャットピープルの女性。レットーの義娘（子分二人は義兄）という立場で組合食堂で働く。
悪所では麻薬にも手を出していたが、数か月働くうちにカタギに染まっていた。
リニエ
外伝四に登場。悪所にてスリやかっぱらいで生計を立てていた子供。実際は12歳だが、周囲には14歳と言っている。
見た目はヒト種だが、あらゆる種族の血が混ぜこぜになったハリョ。自分の意思で性別を変えることができる。
出雲・剣崎の懐を狙ったことをきっかけに、出雲に引き取られる。
パルナ
漫画版に登場。ヴォーリアーバニーで、デリラ達と逃亡生活していた。
逃げ続けるのに嫌気がさして自ら片耳を切り落として離脱。顔役のベッサーラの妾になるが、ベッサーラの家族と一緒に逃亡しようとした際に、不満を抱いていた住民に殺される。名前が判明したのは漫画版5巻におけるデリラの回想からなので、話が前後している。

#### ロンデル
ミモザ・ラ・メール
声 - 平野文
アルペジオの師匠。カトーの兄弟弟子にあたる。良い歳のとり方をしている可愛らしい老婦人。レレイのことは「リリィ」と呼ぶ。若い頃（50年ほど前）にはロゥリィと旅をしたこともあり、別れに際しロゥリィより「この世界の人種・亜人はどこから来たか」という課題を与えられ、研究していた。
再会した際には、その時にロゥリィから出された「課題」の回答を伝えた。
アルペジオ・エル・レレーナ
声 - 高垣彩陽
レレイの義姉(継父の連れ子)。24歳。レレイが呼ぶ呼称は「アルフェ」。
感情の起伏が大きく物事を早とちりしやすいなどレレイとは正反対の性格であり、体型もレレイとは対照的なナイスバディ。研究と生活に追われる日々で「鉄のアルフェ」の二つ名でよばれている。
レレイとはよくケンカになるが、血のつながりのない姉妹で言いたいことも言えないならそれは他人と同じと感じ、姉妹であることを確認するコミュニケーションの一環。感情表現の乏しいレレイの感情を出させようとするのはカトーと同じで、彼女の場合は擽る等の直接的行為を行ったりもした。
元来情に厚い性格で、再婚したレレイの母が死んだ際にも「病気してばかりで結婚したのは損だった」と言い放つ実父に三行半を突きつけ、アルハンプラ・ルルドの首領マルキの世話になる。
ロンデルで魔法の研究に勤しんでるが、研究に多大な資金を要する鉱物魔法を専攻しているため常に金欠に苦しんでおり、資金稼ぎの内職として書籍の写本をしている。レレイが導師号の試験をうけると聞いて喜びはしたものの、自分よりも財力・知識・交友関係等のあらゆる面で勝るレレイに嫉妬してレレイに対して食べていたスープをぶっかけ姉妹喧嘩を起こした（審判のロゥリィによると13回目の姉妹喧嘩）。
暗殺者の出現で姉妹対決はうやむやのうちに終わったものの、汚してしまったレレイの導師服の代わりに自分が着る予定で準備していた導師服の丈を徹夜で詰める等、根は妹思いの優しい姉。後述のエルフ・フラットとはプロポーズを断ったりしているが、悪くない仲。
外伝四ではレレイからの依頼でアルヌスに向かう途中、イタリカで猫拝観料不払い等で拘束、所有物没収でも弁納できない為裁判になり投獄。保釈金は1億円相当で、しかも裁判終了までイタリカから出られない為、レレイは保釈金は出さなかったが、弁護士は優秀なものを雇った。
牢で投獄されたミュイを励まし、イタリカ奪還までフォルマル家の雇用賢者となる。メイドたちに指示して、脱獄とイタリカ脱出、アルヌスへと逃避行を行う。

#### エムロイ教団神官
フラム・エム・ファム
外伝壱より登場。老齢の白髪の女性司祭で、アルヌス分殿司祭を務めることになりアルヌスへやってきた。ニーナとモーイの上司。
アルヌス到着早々、小さな神殿を建立したロゥリィに大きく荘厳な神殿こそが人に畏れ敬われるのだと苦言を呈している。
ニーナ・エム・マルガリータ
外伝壱より登場。メーラ種。褐色の肌を持ち、栗毛色の髪をボブカットにした、年齢は18歳くらいの助祭。メーラ種は亜人だが、額に小さな感覚器官がある以外、外見はヒト種とほとんど変わらない。
ロゥリィの事が大好きでたまらない熱狂的なファンの集まりである秘密結社「ロゥ・シタン」のメンバーである。性格は自分の上司とロゥリィ以外には常に尊大で、ロゥリィ以外の人物は好意の対象にならないが、一旦自分が目をつけた標的の事象にはとことん食い下がるという粘着質（しかしこの場合も、ほとんどがロゥリィがらみの事由である）。
自分こそがロゥリィの直信徒に相応しい豪語し、結果としてロゥリィの直信徒第1号になったヤオに噛みついたり、いつもロゥリィの傍らにいる事が多く、またロゥリィの眷属でもある伊丹を非常に妬んでいる。また、先祖の縁で教団入りしたモーイもかなり扱かれている。
モーイ・エム・スワンリィ
外伝壱より登場。髪を三つ編みにし、見た目は可愛らしい神官見習い。15歳。ロゥリィの親友でもあり、同志でもあったメグル・エム・スワンリィ大司教の58代目の子孫（ただし、本家は既に断絶しており、本人によると分家の分家）。普段はロゥリィと似たような口調で話す少女だが、実は「男の娘」で、伊丹は「絶対に萌えたら負け」だと脳内警鐘を鳴らしている。
神官見習いになる前は特にエムロイを信仰しているわけでもない普通の男の娘だったが、職についてもその容姿と男性に自然と甘える姿を見せる素の性格のせいで周囲から何かと誤解を受けてはすぐにクビになって定職に就けず、家族からも嫌味を言われる日々を過ごしていた。ある時、実家から見つかった先祖の子孫に当てた手紙を読んだのをきっかけに、自分の生い立ちを知る事になり、食べるためにエムロイ教団へ入信。当初は「男女どちらの修道院に入れたとしても問題の種になる」と、入信に難色を示していた教団も、モーイの素性を知ると入信させざるを得なかった。
モーイを見たロゥリィは、古い親友と再会したような喜びと感激で、素人同然のモーイの教育を自ら行うと言い出し、さらには自分の部屋で寝泊りするようにとニーナやフラムを放置した態度を見せたため、ニーナやフラムからの嫉妬を買う事になる。
外伝弐では、亜神ワレハルン（の移し身状態である美人人型果実・後述）に気に入られて童貞を奪われてしまい、「ワレハ」「モーイ」の名で呼ぶような仲になってしまう。
ヴォトカ
外伝弐に登場。大祭典の手伝いとしてエムロイ教団の本部であるフェブロン神殿から派遣されてきた神官たちを纏める司教。
次期大司教の座を狙っており、エムロイ教徒にとっては「畏敬の対象」であるロゥリィに対して毅然たる態度で渡り合ったという実績を欲し、大祭典での「棒倒し」ではユエル側の軍として参加した。

#### 古の人物
外伝弐『黒神の大祭典編』作中の回想に登場した人物。
ロゥリィ・エム・マーキュリー

メグル・エム・スワンリィ
ロゥリィの同僚であり親友で、モーイの先祖にあたる人物。ボーイッシュで端麗な顔立ちの美少女で、エムロイ教団施設内の立ち入り禁止区域にある塔で女の子をたらしこんでは百合な行為に及んでいた。この性格は遺伝するだろうと冗談で語っていたが、後に正反対の形で、モーイが子孫として生まれてしまう事になる。
隠れズフムート教徒反乱事件をきっかけに、親友のベルティを悲しい宿命から解き放つためにロゥリィや仲間達とともに戦いの中へ身を投じる。
その後、当時腐敗しきっていたエムロイ教団の謀略で五体をバラバラにして幽閉されたロゥリィの身体を集めて救い出し、中興の祖として名高いエムロイ教団大司教となる。
ビムリコ・エム・ジン
ロゥリィの同僚であり親友。仲間内ではリコと呼ばれている。元盗賊で、追っ手から逃れるためにエムロイ教団のフェブロン神殿に神官見習いとしてへ入信。
男勝りの性格で仲間思い。ベルティの正体と宿命を知る数少ない人物で、トラブルあるごとにベルティを庇っていた。彼女もまたベルティを救うために行動を起こすが、ズフムート教徒の策略で捕らえられてしまい、絶体絶命の危機に陥ってしまう。
ホロン・エム・ルーチェ
エデン王国三大有力貴族(将軍家)の娘で、ロゥリィの親友の一人。通称はホロゥ（ロゥリィは「ロリィ」と呼ばれていた）。
生真面目な性格で、お嬢様言葉が特徴。しかし正義感が強く、他の友人のはっちゃけた行動を常に諌める役どころ。ビムリコからベルティの宿命を聞かされ、親友の危機を見過ごせずにビムリコとともに行動を起こすが、共に囚われの身になってしまう。
ベルティ・エム・フォーン
ロゥリィの親友であり、亜神メイベル・フォーンの先祖。後のロゥリィの運命に大きく関わる。フォーン家は元王家だったがズフムートの呪いにより男子が生まれず、現王家に王位を禅譲。
フォーン家の血を引く蒼髪の娘の例に漏れず、血剣ディーヴァをその心臓に宿しているためにカストーリに狙われ、追っ手から逃れるためにビムリコと一緒にエムロイ教団のフェブロン神殿に神官見習いとして入信。数々の策謀によりカストーリによって囚われの身となったが、ロゥリィとその親友達の決死の行動により、奇跡をもたらすことになる。
後にメグル・ビムリコ・ホロンらと共に900余年の時を越え、ジゼルの祈りとその祈りを受けた（かなり邪な思惑の）ハーディの死者の魂を召喚する力を借りて現世に降霊し、ロゥリィと歓喜の再会を果たし、子孫のメイベルに真実の歴史を語った後、転生していった。
メタノール・ズフ・カストーリ
当時のエデン王国摂政。その実はエデンで禁教となった隠れズフムート信者（名目は国教であるエムロイ信者）で、血剣ディーヴァの秘密を知るフォーン家傍系の人物。
有力貴族よりもさらに権力のある新国王位を目指し血剣ディーヴァ獲得を考え、ズフムート教再興をネタに隠れ信者（エムロイ教団の神官）の協力を得ており、ズフムート信者としてはあまり敬虔ではない。
ディーヴァは旧王家の縁者しか所有することができないと伝えられているため、旧王家の末裔ベルティがエムロイ教団に隠れている事を嗅ぎ付け、ディーヴァ奪取を企み、ベルティとの結婚を企てる。
ビスコ
光神ズフムートの隠れ神官。エムロイ教団のフェブロン神殿で神官をしていた。事が露見した後はカストーリと共にエムロイの神官たちを道連れにしようとした、ある意味敬虔なズフムート信者。下位の隠れ神官に、ベンソン、オーリーなどがおり、フェブロン神殿にはかなりの数のズフムートの隠れ神官がいた。
ナムダ
当時のエムロイ教団神官、フェブロン神殿侍従長で、新人指導官。当時28歳。
敬虔なエムロイ信徒で、非常に厳しいスパルタ教育でロゥリィとその仲間をシゴく。特にベルティ、ビムリコらエムロイ教徒として敬虔でない者は教団の神官のいるべきではないという発想から追い出すようにしむける。その為、ロゥリィ達からカストーリの仲間で隠れズフムート信者と誤解されていた。
年齢は高いがまだ独身であり、見習い神官に混じって花嫁（ベルティ）の介添え役・ゼプリルをする(特地ではこれをすると婚期が早まると言われている)。
その後カストーリの真実の姿を知り、エムロイ教徒としての責任を果たすため、そして自分の教え子を救うために隠れズフムート信者との戦いに身を投じる。

#### シーミスト
ケーブル・クラム・ハイボール
外伝壱に登場。シーミスト領主。息子アルバインの名声を利用し、グラス半島の王になろうと画策している。アルバインがピニャをロゼと間違えて捕えたのを隠し、ピニャを切り札に帝国を陥れようとしていた。
アルバイン
外伝壱に登場。シーミスト領主ケーブルの息子。要領がいいとは言えないが、実直で正義感の強い好青年。国策勇者として父親に利用されているのを知りつつも、彼自身は本気で民草のために日夜活躍しており、国民からの人気も非常に高い。
カンフォート
外伝壱に登場。黒髪のカンフォートと呼ばれている男。アルバインの部下。解放奴隷で、奴隷になる以前には貴族だったらしい。
グレイデル
外伝壱に登場。灰狼のグレイデルと呼ばれ、狼系亜人。アルバインの部下。彼らは立てた手柄をすべてアルバインの功績とする契約を結んでいる。グレイデルは多少の不満があるが、借金があるために契約を切ることができない。
スニースト
外伝壱に登場。知恵者スニーストと呼ばれている小男。少々スケベなのか、カモメ亭のメイドのお尻をさわろうとして尾ひれで叩かれている。アルバインの部下。
ズーズーズー
外伝壱に登場。青錆のズーズーズーと呼ばれ、青い肌を持つ巨漢。アルバインの部下。気のいい男だが、舌足らずで吃音がある。カモメ亭で伊丹から日本の生魚の食べ方を聞いて興味を示していた。
ロゼ
外伝壱に登場。ピニャ、伊丹、菅原たちが乗っていた船に襲撃を仕掛けてきた女海賊。逃亡奴隷で足に付けたままの枷がトレードマーク。
剣崎たちが撃ち放ったグレネードランチャーの攻撃により船を沈められ、一人生き残って樽に掴まって海に浮いているところを助けられ、船倉最下層に収容される。
雰囲気が似ているというだけで行方不明になったピニャの影武者をさせられるが、政治交渉の場でなかなか進まない交渉に他人事ながら苛立ちが爆発し、「戦争をするならやりたいもの同士で勝手にやっていればよい」と言い放ったその言葉がエルベ藩王国とトゥマレン王国との戦争を回避させる結果になる。これらの騒動の中で相手側にバレないように立ち居振る舞いを指導した菅原に好意を抱く。

#### ヤルン・ヴィエット
シルヴィア・ソル・シャルトリューズ
外伝参に登場。ヤルン・ヴィエット王国の王女。
黒髪の美少女で権謀術数を好むが、その道具とされると内心忸怩たるものがある。伊丹からホドリューとかなり惚れっぽい性格。
紆余曲折を経てソノート族長の地位を母より奪い、ヤルン・ヴィエットを以前の通りの3部族鼎立の体制へと変更した。
ターニャ、エイラ
外伝参に登場。シルヴィアの二人の侍女。
シルヴィアを僅かな時間でも生き延びさせようとして、冒頭で黒妖犬（モーザ・ドゥーグ）に喰われる。彼女らの献身が無ければ伊丹も間に合わずにシルヴィアも喰われ、「門」の為のガラスも手に入らなかった。
ザンシア・コ・シャルトリューズ
外伝参に登場。ヤルン・ヴィエット王国の女王。ソノート族長で、政略結婚を以て対立していた三部族を纏めた女傑。国の安定のため、三族均等を旨としているが、自属であるソノート族の多くは征服者である自分らが優遇されないのはおかしいと考え、他の二族は征服されたわけでもないのにソノートが威張っているのは気に食わないと、内情は分裂の方向にある。
メイヴに関して、ゼノヴィアと互いが殺したと思い込んで、それまで良好だったパルミアン・ルルドとの関係を悪化させた。そのパルミアとの戦争の為、取引材料として娘のシルヴィアを騙しスマグラーの愛妾（子供が出来ないので妻の一人にもなれない）にする取引きをする。
ウーゾ
外伝参に登場。フロート族長。ザンシアの3人目の夫（2人目はコノートの族長）でシルヴィアの義父にあたる人物。
シルヴィアからは母親より肉親としての愛情を感じ慕われていた。
ソノートとパルミアンの紛争の原因となった裁判の原告である妻・メイヴを幽閉していた。素朴で飾らない性格と言われていたが、実はそうする以外に取り柄が無かったためで、本人は英雄に憧れており、歴史に名を残さない「ただの良い人」より、悪名・汚名とどんな形であろうと名を残したいとずっと考えていた。
　表向き温和に接していたシルヴィアも内心では嫌っており、メイヴを幽閉した際には言葉による責めで擬死を引き起こすほどの暴言を吐いたが、他人に手を挙げるにも牢の格子越しにペシペシと叩く程度しか出来ず、荒事に関してはまったく才能が無い。
メイヴ
外伝参に登場。ウーゾの妻。
ザンシアと見栄の張り合いで、相手より価値の高い物を持っている事に財産の半分を賭け、勝ち負けを繰り返す。最後の雄牛の比較でザンシアに敗れるが、その雄牛にゼノヴィアの焼き印があったため、無効を訴え裁判を起こす。ゼノヴィアに偽証を依頼し黒テンの毛皮のコートを渡すが、その裁判前に行方不明になり殺害されたと思われていたが、財産を減らしたことをウーゾに責められた際に、サムツァの血を引いていたため精神的ショックで擬死を起こし、そのまま幽閉されていた。
ホドリューとシルヴィアに助けられ、ウーゾを廃して族長となり、3族鼎立と戦争終結に動いた。
ココモ
外伝参に登場。シルヴィア付きのメイド。サムツァ族の血を引いており、小柄な身体ながら巨乳。
シルヴィアがスマグラーの元から脱出する際に置いてけぼりになってしまい、スマグラーの妾奴にされてしまう。それでもシルヴィアに忠誠心を持ちつつも、愛妾の環境には喜んでいた。

#### ルルド

##### パルミアン・ルルド
ゼノヴィア
外伝参に登場。ルルドの支族・遊牧民パルミアの女首長。精霊魔法で民を導いている。
ゼノヴィアがザンシアに贈った雄牛の所有権がザンシアに移っていることの証人。メイヴから偽証するように賄賂として黒テンの毛皮のコートを受け取るが、真実を証言すると宣言する。この賄賂のコートはお気に入りでそのまま頂いてしまうが、「偽証という違法行為の依頼のために渡されたものは、返却の必要がない」と理論武装しており、賄賂を受け取るような人間と思われることに腹を立てている。
ホドリュー（パルミアでは訛って「ホドュー」と呼ばれている）に対して支族の女性たち同様に惹かれるが、彼のだらしないところも認めており、伊丹からは「典型的なダメンズ好き」と評された。
抑制魔法の終了時の魔薬の効果と危険性をホドリューより聞き、パルミアの為に騙して伊丹に魔薬（入りの飲み物）を与える。
ピムス
外伝参に登場。ルルドの支族・遊牧民パルミアの副首長。醜男衆（しこおしゅう）の代表的人物。
役職的には副首長だが、パルミアの民、特に醜男衆の意見の受付窓口で露程も尊敬されていない存在。
ヤルン・ヴィエット+アカバ族との交戦間近に隊し、首長ゼノヴィアが待ちの姿勢で具体策を示さないので彼女を排除して権限を握る。そこでパルミアの為に、伊丹を敵に回してシルヴィアとテュカを捕らえ、アカバ族の不参戦の取引に赴くが、族長スマグラーがヤルン・ヴィエットよりおまけの様にもらった愛妾ココモが気に入り、対パルミアとして参戦宣言され、その失敗を無能と醜男衆になじられる。
ゼノヴィアが「大きな被害が出るが、足をすくえば勝てる」と占ったことでパルミアを纏めたのを見て、自分に首長は無理と自覚する。
対ヤルン・ヴィエット戦で戦闘指揮を採り、貴重な予備兵力を一時的に女子供を守る位置に動かし、その間に予備兵力が必要な事態に成ったら女子供を含めて一族が全滅する状態にしてしまう。魔法で感情抑制されている伊丹からは指揮官としては誤りと判断されるが、テュカには普段の伊丹がしそうな行為であり好感を持たれる。
セナン
パルミアン・ルルド少女（特地的には大人）でホドリューの妻の一人。伊丹は彼女がテュカの異母妹を生んでいることを知ったため、ルルドの民を守ろうと決意する。それまではヤオたちダークエルフの時と同様に見捨てる気であった。
セラン
ハーフエルフの赤ん坊。セナンとホドリューの娘。テュカの異母妹。

##### アルハンプラ・ルルド
クー・ルナ・レレーナ（旧姓スワロフスキー）
故人・レレイの母（レディの母の可能性あり）。
町での生活に慣れていたため、放浪するアルハンプラ・ルルドの生活に体を壊す。薬（治療薬ではなく安価な対処薬）と食事は幼いレレイが面倒みていた。モイ・ハ・レレーナとの再婚後も同様で、レレイ7歳の時に死去。
クー
レディの母（レレイの母と同一人物の可能性あり）。元カティの恋人で、カティの死後、レディをコロナの娘としてブレンデッドに預ける。
マルキ
アルハンプラ・ルルドの女首領。家を出たレレーナ姉妹をルルドの一員にした。

#### その他の人物
デュラン
声 - 天田益男
エルベ藩王国国王。左目を失っており眼帯を付けている。獅子と称された武人。
連合諸王国軍の一員としてアルヌスの丘に夜襲を仕掛けるが、自衛隊の火力の前に一方的に壊滅させられ、自らも一時錯乱し、左腕左脚を失う重傷を負った。生き残った部下を先に帰国させて、自身は修道院で治療を受けていた。漫画版では黒髪、アニメ版では濃い茶髪だったが、敗れたショックで白髪になった。モルトが連合諸王国軍を自衛隊にけしかけた理由が、諸王国の戦力を削ぐためであったことを悟り、自衛隊に関する情報を聞き出そうとするピニャに帝国への恨み言をもって応じる。
後に負傷者や避難民などが居ないか捜索にあたっていた第4偵察隊に半死半生のところを発見され、アルヌスの診療所へ搬送される。このとき付いていた者は(国へ)帰したとあるが、これらの者が貴族や王族と話せないような立場の者か、口止めをしたのかは不明だが、国として国王は戦闘中行方不明(実質戦死)扱い。
アルヌスで治療を受けた後、義手・義足のリハビリを行いながら、度々診療所を抜け出しては駐屯地を見て回るが、出自を問われると「元は農民で、ただの一兵卒」だと言い続けて己の身分と名を隠していた。ある日、精神異常をきたすテュカと炎龍退治に行くか否か悩む伊丹と出会い、テュカの精神を助けるヒントを与え、医官に上官を呼ぶように伝えて自分の身分を明かす。同時に消息不明となった際に王太子に奪われた国政を取り戻すため、柳田二尉との交渉の結果、炎龍討伐時の国内通過の権利と、新規開発鉱山の金銀銅の貨幣に使う鉱物以外の地下資源の調査と採掘の権利と関税特権の交換条件で自衛隊に協力を要請した。
ゾルザルのクーデター後は事態を静観していたが、帝国正統政府と日本の和平・講和が成ると正統政府側として参戦。義手・義足の身で前線に出て健軍と共に戦った。
アルグナ国王、モゥドワン国王、リィグゥ公王
声 - 相馬康一（アルグナ）、佐々健太（モゥドワン）
連合諸王国軍に加わった当主達。
アルヌスの戦いでアルグナ国王とモゥドワン国王の軍は先鋒を務めてアルヌスに進軍するが、自衛隊の集中砲火を受けて戦死する。
リィグゥ公王は小説版では戦死した描写は書かれていないが、漫画版ではリィグゥ公王の軍は先鋒の後続を務めるも自衛隊の砲撃に晒され、その一方的な惨状を目の当たりして「こんなものは戦いではない」と叫び、最期は吹き飛ばされて死亡した。
ハーマル
声 - 林大地
プッカ族。学都ロンデルの老舗旅亭「書海亭」の主人。訪れた客の身なりなどから身の上などを想像するのが趣味。最初は入門志願だと思っていたレレイが導師号挑戦者であり、迷彩の野戦服姿から下男だと思っていた伊丹が制服に着替えて出てきた際には驚いていた。
ウクシ
ボウロが呼び寄せたハリョの戦士の一人。帝国内乱の裏で暗躍する。
最終決戦では決死隊としてフォルマル邸に突入し、ペルシアと激闘を繰り広げるが、今一歩のところで救援に駆け付けた倉田に射殺される。
笛吹男（バイパー） / ノッラ
声 - 佐藤利奈
暗殺者。自らは手を汚さず、一般人を言葉巧みにそそのかして標的を殺させるという特殊な手口を用いる。その言葉の巧みさは、正体を知っている者ですら丸め込んでしまうほど。
正体はハリョの一員で、ジヴォージョニーと呼ばれる種族の血を引く女性。自分すら囮に使い、書海亭のボーイやシャンディーを利用してレレイの命を狙うが失敗する。ロンデルでの失敗後もイタリカなどで潜入工作を行うが、自衛隊が協力した監視体制や人物照合によって失敗、マミーナの手で付けられたナイフ型発信機（自衛隊から支給された物。突き刺さった先端部発信機が引き抜いた際に残留する）によってアジトを潰される。
最終決戦ではハリョの決死隊の一員としてフォルマル邸を襲撃、モルトの居室まで到達するが、菅原が隠し持っていた銃で撃たれる。
ユエル・バーバレン
外伝弐に登場。亜神グランハム・ホーテックの眷属。筋骨隆々の容姿の持ち主で、自身も認めるグランハムの愛人。
強いものと戦う事を喜びとする生粋の戦士で、数々の強者と戦い無敗を誇ってきた。伊丹がロゥリィの眷属で炎龍退治の英雄であると紹介を受け、伊丹が名のある豪傑であると誤解して腕試しを申し込むが、あっさりと断られる。その後メイベルと結託し、ボーゼスを半ば人質にとる形で勝負を強要するが、江田島の提案で知略・人間関係・腕力・体力と組織戦闘の要素が全て必要とされる「棒倒し」で勝負をする事になる。
過去に神に挑んで問題を起こしたらしく、そのことが原因でグランハムがロゥリィに頭が上がらなくなったことから、若干自重している。
ブザム・フレ・カレッサー
外伝四に登場。勲爵士。栗色の髪をした軽薄そうな男。
帝都の警務隊に勤めているが、犯罪者を手下に使ったり、アルヌスに潜入する為に行商人を殺して入れ替わったりと非道な人物。悪所のマフィア・ゴンゾーリ家を通じてドムたちの家族を拉致するが、特戦群によって救出されたことで罪が明らかとなり、逮捕される。
ドム・ダン・ケルシュ、ホッファ
外伝四に登場。「門」の再開通のために呼ばれた宮石工（メソン。門や神殿などの魔法建築物を手掛ける職工）と石工の棟梁。ブザムに家族を人質に取られて建設作業をボイコットせざるを得なくなるが、どれだけ無理な条件を出しても折れないレレイたちに根負けして直接手は出さない形で助言を行う。
モイ・ハ・レレーナ
外伝四に登場。レレイの過去を語るカトーの回想で明らかになったレレイの義父でアルペジオの実父。古物商を営み、買い入れた品の出所をレレイに調べて貰っていた。何事も損得で考える男で、レレイの母と再婚したのもレレイの能力を身内として使えるからだった。前述の通りレレイの母の死すら「損だった」と勘定し、実の娘であるアルペジオから絶縁された。
「Season2」ではティナエの首都・ナスタで奴隷商人として登場。新法律の罰則で財産没収、強制徴募で水兵になりエイレーン号に乗船する。(レレイがVIP待遇で貴賓室乗船しているが、４巻現在再会はしていない)

#### 特地の種族たち

##### アクアス族
ケミィ
外伝壱に登場。海女で生計を立てながらグラス半島の入江近くに村・ピドを造って住んでいるマーメイドの女性で、話し口調は関西弁。
船が座礁し、短艇で漂流していた伊丹やピニャたちを助け、短艇に置かれていた酒樽（ハミルトンが大量の媚薬を混ぜたウィスキーの業務用アルミ製10リットル樽）と交換に水と食べ物を分け与えるが、その酒を呑んだことで男5人女7人が全員関係を持つ。
ケミィが伊丹に酒（=媚薬）を飲ませなかった事が幸いして、伊丹とピニャは辛うじてこの騒動に巻き込まれずに済んだが、この騒動の最中に村が盗賊に襲われ、村にいた彼ら世代以外殺され、村人が17人まで減ってしまう。誰が誰の子を孕むか分からず悩むが、子供ら全員が兄弟姉妹になるという意味で「関係を持った12人全員が結婚する」という方法を選択する。
「Season2」では同族を伴って海上自衛隊に協力。特地の海に関して詳細なデータを持たない彼らの案内人をしており、潜水艦を浮上させることなく出入りするため、魚雷発射管をエアロック代わりに利用していた（海中で接触した際には船体を決められたパターンで叩き、味方だと知らせている）。
ミティ
外伝壱に登場。ピド村のケミィと同世代の人魚。ケミィの家族(5夫7妻)の一人と良い仲であったが、ケミィ達と結婚されてしまい、自分一人と結婚してくれと願うが断られる。ケミィからも妻の一人にならないかと誘われるが、他の男に抱かれることや彼が他の女を抱くことに耐えられず断る。他の村に嫁に行くには、既に亡き親たちの根回しや持参金等の問題から絶望ししてしまい、同じ立場の10人の人魚たちはケミィの家族の女性たちと険悪になる。
テュカに付いて来た7人のエルフ男性と仲良くなろうと食事を振る舞い、酒(媚薬)が入ることでケミィ達と同様のこと（全員関係→7夫10妻）が起こる。ちなみにケミィ一家には一度飲んでいるからと酒を飲ませなかったため、ケミィ達一家はこの関係に加わらなくて済んだ。
ヴィア
外伝壱に登場。シーミストの街にある食堂「カモメ亭」のマーメイドのメイド。伊丹が刺身を注文した際に、ヒト種が生の魚を食べるのは珍しいと驚いている。

##### ケンタウロス
スマグラー
外伝参に登場。アカバ・ケンタウロスの族長。素面で「手に入れたものは俺のもの」「手に入れたものに付いていたものも俺のもの」と言い放つ、種族を象徴するようなマッチョ主義者だが、反面強者との戦いや自身を守って死んだ部下の名を神聖視する一面も持つ。

##### 精霊種エルフ
ホドリュー・レイ・マルソー
声 - 柳田淳一
精霊種エルフ（ハイエルフ）の男性で、テュカの父親。年齢不詳。
物語初頭、ホドリューやテュカ達が住む村に炎龍が襲来した際、炎龍との戦闘でテュカを守るために戦死したとされていた。元来、非常に保守的かつ閉鎖的な精霊種エルフにあって、一族の中でも進歩的な考えの持ち主で、結界に守られた閉鎖的な一族の集落を飛び出し、多種族との交流を積極的に図ろうと帝国内の一般的な村落（コダ村）に近い「コアンの森」に居を構え生活していたが、炎龍の襲来によって奮闘むなしく村は全滅。唯一の生存者が父に井戸に投げ込まれたテュカであった。
死んだと思われていたが、外伝弐で生きていたことが判明。外伝参ではメインキャラクターの一人として登場する。かつて十二英傑と呼ばれていた弓使いで、精霊魔法で強化した矢を用いて炎龍の左眼を射抜く腕前。炎龍の眼に突き立った矢を見たダークエルフは神業と称賛したほどだが、大変な好色家であり、女性を口説くために嘘をついたとしても最後まで欺き信じさせることが男の誠意であると考えている（英雄視された行いもそれが理由）。伊丹に自分と同類の気配を感じ取っている。
炎龍の襲撃から生き延びた際にルルドの支族・パルミアに保護される。パルミアの女性の多くに手を出し、その内の一人セナンとの間に娘・セランを儲ける。後に「黄昏の龍騎士伝説」という物語を執筆した。
リュカ
故人・テュカの母親。
ヒト種よりは長生きしているが、エルフとしてはまだ少女と呼べる歳で死去。
死ぬ間際までホドリューの浮気を心配し、娘テュカにホドリューの事を託していた。
テュカ・ルナ・マルソー

ユノ
コアンの森に住んでいたエルフ（女性）で、テュカの幼馴染。炎龍が襲来した際にテュカの目前でその牙にかかって亡くなった。彼女の死もテュカのトラウマの一部となっている。スピンオフ作品『ゲート featuring The Starry Heavens』では、炎龍に襲われた際にはぐれただけで、テュカたちがアルヌスに帰還した際に再会している。
バール・ルナ・マルソー
外伝壱に登場。ホドリューの従兄弟。名目上はテュカを探してアルヌスへ旅をしてきた事になっているが、実はテュカを嫁として村へ連れ帰りにきた7人のうちの一人。
最終的には、ハミルトンが用意していた媚薬混入の酒をミティたちと飲み交わして乱交になってしまい、責任を取る形で7人全員が彼女達と7夫10妻の所帯を持つ羽目になった。
アダム
外伝壱に登場。ヒト種でいえば20代後半くらいに見え、理知的な雰囲気をもっている。
ベータ
外伝壱に登場。背が低く、テュカと同じくらいの年齢にみえる少年。
村を出たことで見聞きした他種族の生活やファマスの失言から、エルフの生き方は閉鎖的な風習の弊害かと評している。
シーダ
ヒト種でみると25歳くらいでがっちりした体格をもち、闘士のような風格をもった青年。
ベータの言から考えることがあったのか、後に故郷の村の長老になった際には他種族との交流を進めた。
デオ
外伝壱に登場。だいたい20歳くらいに見え、キザな雰囲気をもった青年。精霊種エルフとしてのプライドから他の種族を文化や風習含めて見下しがち。
エウロ、ファマス
外伝壱に登場。エウロは口数が少なく、作中ではあまり目立っていない。
ファマスは悪い意味であけすけな性格で、身も蓋もないことを言ってはバールに殴られている。

##### ダークエルフ
ヤオ・ロゥ・デュッシ

クロウ、メト、バン、フェン、ノッコ、コム、セィミィ、ナユ
声 - 武内駿輔、山下誠一郎、岩澤俊樹、村中知、永塚拓馬、藤原夏海、田澤茉純、木村珠莉
伊丹たちと共に炎竜討伐に参加したダークエルフ。ヤオと同じシュワルツの森の出身。
クロウ、メト、バン、フェン、ノッコ、コムは男性で、最年少のコムは154歳（ヒト種ならミドルティーン）。 セィミィとナユは女性で外見はヤオと同じくらいかやや若い。 炎竜の巣に向かう伊丹の爆薬や武器の輸送を手助けし、炎竜に勇敢に立ち向かったが全滅した。
伊丹たちにとっては共に炎龍と戦った仲間であり、炎龍討伐が自分たちの功績だと囃し立てられると伊丹たちは彼らの名前を挙げる。

##### エルフ
フラット・エル・コーダ
「動乱編」に登場。「自修が基本」のエルフとしては大変珍しいタイプだが、ロンデルで学徒生活を送っている。専門は天文学で、本来は動かない星の位置が変化していることを報告した。
魔法の研究もしているが、自分でやると精霊魔法になってしまうため、魔法を使えない理論のみを研究する「研究賢者」と呼ばれている部類。アルペジオにプロポーズしている。

##### 特地の神
ここでは作中で登場、ないし名前を挙げられた者を述べる。神（正神、亜神）という「存在」に関しては後述の用語を参照。

###### 亜神
ロゥリィ・マーキュリー

ジゼル
声 - 佐倉綾音
冥府の王ハーディに仕える亜神。龍人族出身。敬称は「猊下」（げいか）。大鎌が武器。
見た目は20代だが実年齢は400歳を超えている美女。ボロボロの白いゴスロリを着崩しているため臍や肩が隠せていない。文庫版挿絵では元々サイズが合っていないのか、前の部分を紐で括っているだけで、漫画版では下着も丸見え。
普段の口調は荒く、敬語を使おうとすると舌を噛みそうになってしまう。性格も男性的で、血が上ると周りが見えなくなる傾向がある。一方で非常に律儀な性格でまめなところもあり、物分りもよく真面目。ロゥリィのことは「お姉様」と呼んでおり、彼女に対しては一対一では敵わないこともあって頭が上がらない。彼女本人は未経験ながらあくまでも異性愛者であり「主上さん」と呼ぶハーディの特殊な性的嗜好も、自分なりに理解しようとはしている。
ハーディにロゥリィ捕縛を命じられた際、休眠期で眠っていた炎龍を起こし、水龍とつがいにして生まれた新生龍2匹を手懐けてロゥリィに挑むも、F-4による牽制射撃、75式自走155mmりゅう弾砲による砲撃と、AH-1のミサイル攻撃によって新生龍が一瞬にして倒されたのを目撃し、勝機なしと判断し逃走。これを伊丹の「力」であると勝手に誤解し、それ以降伊丹に対し一目置くようになる。その後クナップヌイで異常事態を見張っていた際、空腹で飢えていたところ、伊丹に自衛隊のレーション（カレーライス）を好きなだけ食べさせてもらい、その旨さに感動し、伊丹に少しだけ好意を抱くようになる。
龍を失った後はハーディの意思をロゥリィたちに伝えるメッセンジャーとして立ち回るが、アルヌス協同生活組合で知らずに無銭飲食をして借金をこしらえてしまい、亜神の身でありながらメイドとして働かされる羽目になる。ハーディの神官で龍人族 = 亜神ジゼルは特地では有名だが、まさか神官姿の亜神が給仕をしているとは思われず、事情を知らない客からは話に聞く「こすぷれ」かと思われた。真面目な勤務態度から組合員には好評であったが、賄いの限度を超えて喰いまくり、自腹で高い酒も飲んだため、借金は中々減らなかった。
閉門騒動時は、暴走した「門」の弊害で湧き出た蟲獣に対して配下の飛龍の群れを率いて援軍に駆けつけて状況を一気に好転させる活躍を見せ、ロゥリィに頼んで借金を帳消しにしてもらっている。
閉門後はアルヌスに建立するハーディ神殿の責任者として滞在。ロゥリィから神殿用地として連合諸王国軍兵士の墓地を譲られたが、その整備費用に頭を悩ませる。テュカから自衛隊が兵士の遺体を金品含めた所持品ごと埋葬していたことを聞き、再び弔うことを条件に遺体の所持金を利用する事とする。
外伝参では、テュカの父・ホドリュー捜索に赴く伊丹たちに、配下の飛龍・イフリとエフリを貸す。その際、精霊魔法で感情を抑えた伊丹を見て、寝ころび「踏んでくれ」と言って、ロゥリィたちを呆れさせた。
web版では駐屯地奪還戦の最中に水龍を引き連れて現れ、「門」を力づくで破壊しようとする。だが自衛隊と義勇軍に水龍を倒され、自身はロゥリィに解体される。だが、直後に伊丹が向かった基地で大爆発が起きたため、放り出されて首だけの状態で転がっていく形でフェードアウトした。
メイベル・フォーン
外伝から登場。
レレイと同年代程で、一番最近ヒト種から陞進（昇進）した亜神。光神ズフムートの使徒。敬称は「台下」（だいか）。かつてのロゥリィの親友、ベルティ・エム・フォーンの子孫で、外見はロゥリィ曰く「ベルティそっくり」。一人称は「躬（み）」。
亜神になってから日が浅く、ハーディまたは「門」に関係して事を構える様な発言をしており、シーミスト領主のケーブルと何かしらの関係性を匂わせている他、ジターもレレイの元から盗み出した本を持ってメイベルの前に姿を現している。
外伝弐で具体的に登場。大祭典の最中、勝手に神殿護符の店（ジゼル謹製の物と詐称）を出したヤクザを問い詰めようとしていた所を巡回していた伊丹と知り合う。それなりに物の道理を正そうとする程度の正義感も持ち合わせているが、教団の洗脳教育により「ズフムート教団は過去に世界を支配する超大国エデンの国教であったが、エムロイ教団を中心とする他宗派にエデンを滅ぼされ迫害を受けた」という被害意識を持っており、エムロイ教団と事実上敵対状態にある。メイベルはそのズフムート教団に育てられたため、史実とは違う故意に改竄された教団やフォーン家の歴史を植え付けられ、ロゥリィたちエムロイ教団に敵対するように育てられた。そのあまりに酷い歴史改竄を正神ズフムートもさすがに憂慮して「実際の世間を見て学べ」と神託して亜神へ昇神させるが、それすらも自分の良いように解釈してしまい、ロゥリィにかかったズフムートの呪い成呪のためにアルヌスへ向かう。ちなみにその途上で「眷属にしてやろうか」と持ちかけては他者に布施をたかっていた。
メイベルもフォーン家の人間であり、血剣ディーヴァを体内で生成することができる。普通なら一度生成すればその者は死ぬが、亜神となって不変不死の肉体を得たことで、死ぬことなく何度も生成させることが可能となった。この剣を使ってロゥリィに戦いを挑むが、親友ベルティの子孫とはいえ、そのあまりの未熟さゆえ、ロゥリィの怒りを買う。
最終的にはレディと共謀して「門」再建計画の阻止を目論むが、ロゥリィの奇策により血剣ディーヴァをロゥリィに奪われ、未来永劫「心臓なし」のまま放逐される。「SEASON2」では主神であるズフムートからも何の指示もなく放置されており、「神に見捨てられた」と称して自身の愚痴を聞いてくれた徳島にくっ付いて行動している。徳島と行動する際にはウエイトレスとして働くことも多く銀色のお盆を時には武器として使用する。徳島との仲を進めようとしているが、見た目が前作のレレイと同年代（特地だとギリギリ成人）なためか中々に難渋している。
樹神ワレハルン
外伝から登場。
もともとはただの森であったが、地下茎で根が繋がり、森が樹海になり、その存在自体が一つの不死の生命体となり、神々の祝福を受けて樹海自体が亜神に陞神した存在。従って特定の主神を持たない。逆に言えば、全神が主神の非常に珍しい陞神経緯を持つ亜神。敬称は「樹下」（じゅか）。本体が樹海のために移動することは事実上不可能で、移動する際は自らの樹海に人間と容姿・質感が変わらない果実を実らせ、その果実を依り代にし、特地各地に自らの意識を移動させる。この依り代果実は緑色をしていること以外は裸身の絶世の美女。さすがにまずいと感じた伊丹に服を着るように促されるが、気に入った服は狙撃手などが着用するギリースーツであった。
光合成で栄養を賄っているが、服を着た状態だと光合成ができなくなるので、果実の栄養状態が保てず萎びてしまう。従ってそういう場合はヒト・亜人の男性と性行為をすることで養分を得る必要がある。また、果実は熟すときれいな桃のような色になり、食べると10年寿命が延びるといわれている。
モーター・マブチス
外伝から登場。
元はドワーフ種で、その鍛冶技術で「匠精マブチス」として特地では有名であった老亜神。鍛冶神ダンカンの使徒。敬称は「鎚下」（ついか）。
亜神としてはロゥリィより後輩に当たるが、実年齢は優に1000歳を超える。年齢的にはモーターの方がずっと年長なこともあって、ロゥリィの事を自分の孫のように可愛がっている。ロゥリィのハルバートを神鉄を使って作成したことが主神より認められ、昇神した経緯を持つ。
外伝参では、旅立つ伊丹に自作の兜と竜槍（龍騎兵用の馬上槍の一種）を渡した。
グランハム・ホーテック
外伝から登場。
太陽神フレアの使徒。敬称は「輝下」（きか）。元はエルフで、亜神としてはロゥリィの後輩になるが、年齢は1000歳を超える。しかしエルフ故に見た目は若く、さらに七色の髪を持ち、その容姿は特地に並ぶものがいないといわれる程の美男子。特地女性に絶大という言葉では足りないほどの人気を誇り、彼の通るところはその人だかりで誰が来たのか遠目からでも分かるといわれているが、本人は同性愛者であり、筋肉質なマッチョ男が好み。

###### 正神
ハーディ
冥府の神。冥府とは一種の死後世界であり、大部分の死者はそこへ赴くとされている（とはいえ、唯一の死後世界というわけではない。例えば戦死者はエムロイの元へ赴く）。また、冥府は地下にあるとされており、転じて地下を司る神という権能も持っている。それ故、鉱物などの地下資源もハーディの恩寵とされている。特殊な性嗜好を持っていてロゥリィに求愛している。銀座と特地を結ぶ「門」を作り出した。使徒はジゼル。
非常に気さくではあるが、「神とは世の調和を守る存在ゆえに俗人の自分勝手な願い事をかなえる存在ではない」と言い切る神ゆえの俗人から見ればある意味非情な倫理観を持っている。例えば自身の信者であるダークエルフたちが、自身の放った炎龍によって殺されたことを糾弾された際にも「弱肉強食は世の習い」「死後の幸福は自分が約束するから、生き物の生殺与奪は自分の自由」と発言しており、俗人から見ればかなり自分勝手な性格。自分の意に適った魂をコレクションしており、コレクションされた魂は幸福な死後を送れるようだが、ロゥリィは麻薬で幸福を感じるようなものであると批判しているほか、この行いによって強い魂を持つ者が転生しないため、現世の魂のレベルが低下しているとのこと。
伊丹と言葉の会話を行うためにレレイに勝手に憑依し、久方ぶりに食事などの肉体の感覚を堪能させてもらったお礼として、レレイに「門」を作り出すアイテムを与えるが、これが原因でレレイは帝国のみならず各方面から狙われる存在となってしまう。
精神体としての容姿はヒト種の美しい女性。正神の見た目上の姿は自由自在であるため、伊丹に「整形美人ではないか?」と疑われた際にはロゥリィを通じて涙目になってネイティブであると主張していた。ヒト種が特地にまだいない頃からの正神であり、非常に謎の多い神である。
前述の通り、その信仰や死に方により例外はあるが、多くの魂は死後ハーディの元へと自動で運ばれるため、特地においては反魂による蘇生は確実に不可能となっている。なお、魂と対になる「魄」というものもあり、こちらは肉体と共に土に還るという。特地におけるアンデッドとは、何らかの異常現象で魄が肉体に残ったままとなって発生するらしく、肉体を完全に抹消しなければ救われないとのこと。
web版では、自身を憑依させても無事だったレレイに使徒にならないかと勧誘している。
エムロイ
死と断罪と狂気と戦いを司る神。使徒はロゥリィ。
戦死者や戦功著しい者は死後エムロイに召されるため、同じく死後を司る権能を持つハーディとは死者の魂を奪い合うライバルのような関係にある。
日本人的な視点で見ると非常に物騒な神だが、ロゥリィの説明によれば「己の心を偽ることなく、かつその責任も投げださず、人生を全うすること」を教義としている。逆に自決などは戦死と認められない。
ズフムート（ズフムント）
光と秩序を司る神。使徒はメイベル。
この世の秩序を司るが自身を絶対視させるわけではなく、特地に生きる者全てが滅びるような混乱が起きないようにする引き締め役といったところ。
王家の蒼髪の娘の心臓からその一族だけが使える他者を臣従させる血剣ディーヴァを作るという「ズフムートの祝福」を嫌い、時の王がズフムート教を禁教とした。そこでズフムートは、その王の一族に男が生まれない呪いを掛けた為、王位は別の一族に禅譲された。
ズフムートの「秩序」を他の信徒をもその秩序に従わせることが当然と拡大解釈した信徒が暴走することで迫害された。その迫害によりズフムートの神殿で神官たちは、ズフムートやその信者を美化した歴史を歪めて伝えている。その為メイベルに「世界（真実）をよく見てこい」と神殿の外に出したが、その程度でメイベルの偏見は解けなかった。
SEASON2ではメイヴェルを呼び戻すでもなく放置しており、声を掛けることも無くなったという。
ダンカン
鍛冶の神。使徒はモーター。
フレア
太陽神。使徒はグランハム。
パラパン
復讐の神。デリラは紀子暗殺に赴く際、この神とデルトード、エムロイ、ハーディに祈りを捧げている。
デルトード
盟約の神。
エルランとラー
ともに学問の神。亜神の頃に学都ロンデルの起源となった私塾を作った。レレイ、カトー、アルペジオが信仰している。あくまでも「学問の徒を見守る神」であり、信仰したからといって物覚えが良くなったり、頭の回転が速くなるわけではない。
ルナリュー
音楽の神。テュカやミューティはこの神を信仰している。
ミリッタ
出産と子育ての神。作中ではジゼルの発言を補足する説明で登場。
一般庶民レベルでは決して医療水準の高くない特地で、子供の流産や死産、妊婦・産婦の中毒症や産辱による死亡率を「コンマパーセント以下まで低下させる」ご利益を持つ神だが、女性の神官は神殿で娼婦として働かなければならない義務があり、信徒でも女性は生涯の内に一度は務めを果たさなければならない。もっとも、実際には神官や婚約者などと示し合わせて「仕事」を行い、その翌日には神殿で結婚式を挙げてしまう裏技が一般化している。
ホボロウ
何を司る神かは不明。傷ついたデュランが厄介になっていた修道院の主神。
ナレッド
母子を守護する神。神託を受ければ、本当の親子の判別が得られる。メイベルの発言がソースだが、その場に居合わせた者たちは存在自体を知らなかったため、話の真偽は不明。

## 用語

### 国家・地域

#### 地球の国家・地域
日本国
銀座に出現した「門」とそこから現れた帝国軍によって多数の市民が虐殺された「銀座事件」を期に帝国と戦争状態になり、特地に自衛隊を派遣する。また、特地から得られるであろう資源を目当てに、様々な国からの圧力、干渉に晒されることとなる。
20XX年8月の東京都中央区銀座に「門」が出現したとされる以外に、作中の明確な年代は描かれていないが、本編4巻では尖閣諸島中国漁船衝突映像流出事件や東日本大震災、ウィキリークスの事件が過去に起きていることが示唆されている。
作中の内閣については、現実世界の小泉純一郎内閣末期→第1次安倍晋三内閣→福田康夫内閣→麻生太郎内閣→民主党政権（描写が不足しているため内閣の詳細は不明）の流れがモデルになっているかのような描写が見られる。
アメリカ合衆国
当初は来日したピニャらの拉致を試みるも、ロゥリィから手痛い反撃を受け失敗。その後は間接的な外交戦術に切り替える。日本には比較的協力的な立場ではあるが、特地権益の確保を狙っており、見返りを期待して物資の支援などを行う。漫画版では中東向けに造られた対地雷車両（MRAP、M-ATV）などを供与品として届けている。だが試乗した倉田からは「（エアコンはあるが）車格の割に中が狭い」「車高が高くて大型怪異に体当たりされたら横転しそう」と評価はいまいちで、柳田も「員数外（で使う予定もない、）だから誰も文句を言わない」と発言している。
特地への派兵は、「門」の大きさ（幅16ヤード）や、外国首都の都心に「門」があること（鉄道を通すことも困難）から大規模部隊の派兵は困難として事実上断念。日本に火中の栗を拾わせ、上手いこと上前だけを撥ねようと画策する。
欧州連合
米国に近い立場を取る。国連軍という形での特地入りを要求するが、外務大臣であった嘉納に断られる。
中華人民共和国
増えすぎた人口を特地に送り込み、資源・食料問題を一気に解決するため、特地に「第2の中国」を建国しようと画策する。日本に左翼政治団体を利用した工作活動を積極的に展開し、「門」の国際共同管理を名目にそれ自体の確保を狙う。
物語後半ではレレイを誘拐し、毎年15万人（最終的には6億人超）もの中国国民を特地ヘ移住させろと日本国政府に対してあからさまな恐喝、脅迫、恫喝、詭弁を弄すなど陰湿な謀略を繰り返す。
ロシア連邦
日本が「門」によって資源を獲得することで資源大国である自国の国際的な発言力が低下することを恐れており、本位からは「『門』にSLBMを撃ち込みかねない」と評されている。米EUならいざ知らず、中露の軍を特地に入れることに関しては柳田も警戒している。

#### 特地の国家・地域
「門」を介して地球と繋がった異世界。ヒト種やエルフ、さらに多種多様な種族が暮らす大陸・ファルマート。「帝国」を中心としていくつかの都市国家が存在している。大陸内では帝国語が大抵の土地で共通語として通用するが、ごく限られた土地や辺境と言われるほど帝国から離れた土地だと訛りや聞きなれない単語が多くなる。大陸内や海洋部でもドラゴンを始めとして人間を食料と認識して襲う害獣も多く生息しているため、大抵の知的種族は防備を固めた集落などを作って一か所にまとまって暮らしている。ヒト種が都市国家を作り出すも都市間の行き来は危険が伴う。
特地での1年は389.3日で、地球の1年より少し長く、逆に1日は少し短い。地盤が安定しており、火山性のものを除いて地震は滅多に起こらない。そのため、一度地震が起こると「この世の終わりだ」というレベルの騒ぎになる。地球の欧州などと同様に水質は硬く、入浴剤などを使用しないで洗うとかえって肌や髪が荒れる。そのため自衛隊が設営した入浴設備「アルヌス温泉」は非常に好評。
全体的に支配階級や必要とされる職業を除いて識字率は低く、読み書きが出来ない者は「自身を表す簡単な絵」を署名代りにする。計算に関しても数学レベルは学者に限られ、商人でも大半は道具を使った計算は出来ても「暗算」は出来ない（天才のレレイも「日本人の特殊能力」と評している）。書籍なども手書きの物が一般的で非常に高額。奴隷制も存在するため、「人件費」という概念が無い。当然「有給休暇」などという待遇は異様であり、メイアは当初食べ物だと誤解していた。医療水準も庶民のレベルだとあまり高くはなく、傷病者も肺炎や敗血症などに症状を悪化させて亡くなることが多い。流行り病が疑われる場合は患者やその関係者を町から追放することもある様子である。ほかに妊産婦や新生児の死亡率も高いため、誕生後の数カ月を無事に過ごした赤ん坊には、ナッシダという「入信式」を行う。生後数ヶ月を過ごした子を連れて、入信する神の神殿に行き、貴族の場合はここで正式な名前を与えられて公に公表される。特地ではこの日を公式な誕生日とする風習がある。
資源に関しては金・銀・銅・鉄などの古代から利用されていた物以外は完全に手つかずで、原油を始め、地球の技術産業で必要とされる資源や希少鉱物も「もうレアなんて呼べない」ほどの埋蔵量が確認されている。また、特地独特の鉱物として「神銀（ミスリル）」や「神鉄」と呼ばれる物も存在する。
地図に関しては衛星を打ち上げられないため実際の世界地図は把握できないが、ファルマート大陸に関しては空自組による航空写真からの測量に加え、アルヌスへ流れ着く移民達の情報によりほぼ緻密な大陸地図が完成している。当然軍事機密であり、特地側だけではなく地球側でも公開はされていない。PXで特地で作られた一品物の大陸地図が日本円で38万という値段で販売されていたのが発見された際に地球側各国の視察団がカードで購入しようとしたが、まだ大きな商会間の高額取引で為替が運用され始めたばかりの特地では当然カードは使用できず、原作では現金を融通出来たドイツ人視察団が手に入れ、アニメでは自衛隊ガイドが隊員達から金をかき集めて購入し死守した。
帝国
特地の覇権国家。知られている限りの国家、部族を従属させる唯一の「帝国」であることから特定の国号をもたない。「攻め込んだ国・部族と一旦協定を結び、直後に連絡の不備や時間差から起きた偶発的な問題を理由にして反故にする」という騙し打ち的な戦略が常套化している。侵略時に略奪と奴隷狩りを行った後は存在が判明している（または開発した）農地や鉱山を管理する程度で、その国や部族の「隠し財産」などは、情報を得られなかった場合、放置されていることが多い。
かつては共和制の小国だったが戦争で版図を広げ、その過程で一貫した政策を取れる帝政に移行した。中央集権制と封土制が併存し皇帝と元老院が統治している。政治、軍事、文化は中世の欧州似だが、歴史、政治制度はローマ帝国に似ている。ヒト種至上主義社会で亜人は差別されていた。
侵略戦争が常態化しており、安定しすぎているが故に行き詰り、閉塞感を打破するためにろくな調査を行わないまま異世界（日本）に出兵（銀座事件。帝国側の呼称はギンザ戦役）した結果、総戦力の6割にあたる6万人もの戦死者（実際には亜人も含めて捕虜として捕らわれた者が6,000人以上いた）を失い、逆に「門」を越えて攻め込まれ存亡の危機に陥る。その後、自衛隊の圧倒的な武力やピニャを通した懐柔策もあって日本との講和に方針を改めるも、これを不満に思った皇太子ゾルザルを初めとした主戦派が謀反を起こし分裂。ピニャを皇太女に任命し、摂政に据えた正統政府勢力側が日本と講和し同盟を結ぶ。
なお、この戦争による金銭的賠償額は日本の国家予算1年分を少し超えるという額だったが、それを現地通貨に換算した結果、国中の金を放出しても足りないレベル（後述）だったため、ピニャは国そのものへの死刑宣告だと判断するレベルで絶望した。だが、実際は本当にそんな量の金銀を支払われても双方の経済が破綻してしまうため、最初から別の便宜を求める予定だった。そもそも、賠償金額自体「決めてない」とは言えないために戦後の前例を参考に決めただけのものである。また、この解説の際に、自衛隊との戦闘で死亡した兵士たちの所持金がそのまま埋葬されてしまったため、一部の市場で貨幣不足が発生していることも語られている。
当初賠償として請求されていた金額は現地通貨で5億スワニ。スワニとは主に貯蓄に用いられる金貨のことで、金の含有量は60g。よって、3万tもの金（地球世界で流通する金の総量の約2割）を要求することになる。それ以下の貨幣では商取引で使われるシンク金貨、一般的なデナリ銀貨やクロウ銀貨、兵士の給料に使われるソルダ銀貨、小銭として使われるアクス銅貨やビタ銅貨などがある。作中では、「5シンク＝1スワニ」、「1デナリで数日暮らせる」「クロウ銀貨1枚で1000円」、といった価値が語られている。
戦後は国力の低下を補う目的で各地の亜人部族長の爵位授与や代表者の元老院入りを行った他、日本とは正式に同盟国となり、日本に駐日帝国大使館を置くまでになる。
帝都（ウラ・ビアンカ）
帝国の首都。人口100万の城砦都市。特地の情報と物資の集積地であるために自衛隊は密かに数か所の活動拠点を置き、さらに「悪所」と呼ばれるスラム街にも事務所を置いて情報収集をしていた（悪所のある南東門からの侵入は帝国に動きを察知されづらいという理由がある）。
モルトが倒れた際、皇太子府を立てたゾルザルによって戒厳令が布かれ、物流が止まる事態が起こる。自衛隊による講和派救出作戦と特戦群による狙撃を使った伊丹の脅迫（レレイに対しての暗殺指令の撤回要求）によってゾルザルは帝都を放棄した。
悪所街
帝都南東門界隈に存在する貧民街。自衛隊はここにも事務所を構えており、各種調査と並行して低料金での衛生活動（簡単な検診や避妊具の販売）を行い、住民や地元のマフィアとも情報などの取引を行っている。特戦群を始め、事務所に常駐する自衛官は任務中かつ性感染症を始めとした病気の有無を調査中でもあるため、街の娼婦たちの誘いには乗らず、当初は「金回りは良いのにケチくさい奴ら」とも見られていた。4人のマフィアの頭目が顔役として悪所街を仕切っており、当初はよそ者の自衛隊のことを快く思っていなかったが、頭目の1人のベッサーラが返り討ちにあって以降は商売相手としてなびきながら接している。
商店の品物は表向き禁制品とされている物から盗品や略奪品（窃盗だけではなく追剥や強盗も含む）、借金の形になった品など全て出所の怪しいものばかりで、八百屋にはそこらの雑草、肉屋に至っては下手をすると人肉まで売り出されるという非常に混沌とした様子が描かれている。漫画版ではアルヌス、イタリカと並んで多くの亜人が描かれている場所。普段はおよそ公権力の及ばない（関わらない）場所だが、ゾルザルのクーデターによる戒厳令が布告された際には「こんな時だけ臣民扱いしやがって」と暴動になり掛けた。

アルヌスの丘→日本国アルヌス州
特地側の「門」が存在する丘。丘とはいってもほぼ平坦。「門」を中心に自衛隊が駐屯地を築いている。以前にも「門」が開いた事があり、そのたびに様々な種族が入ってくる事で特地は様々な種族が溢れた可能性が語られた。そのため、帝国を始め各種族にとっても「聖地」とも呼ばれているが実際には辺鄙な場所で、最寄りの街（アポルムやイタリカ）でも馬（馬車）で丸1日以上かかる。
自衛隊駐屯後は様相が一変し、丘の上には門を中心に巨大な六芒の星型要塞が築かれ、その南側にアルヌス協同生活組合によって難民キャンプが商業街のような街に形成され日を追うごとに発展し、巨大な基地都市の様相を呈する事になった。後に帝国より戦後賠償として割譲され日本の領土に編入。アルヌスの「門」、すなわち自衛隊駐屯地を中心に半径160キロの範囲が日本国アルヌス州という地方公共団体になる（面積は兵庫県のそれに近い。作中の48都道府県州の中で第13位である）。なお、日本の物品を仕入れるために必要な日本円は、特地の通貨を政府が買い取ることで調達している（買い取った通貨は特地人との「交渉用」として使われる）。
菅原たち外務官僚によって、講和派抱き込みのための献上品としてもたらされた品々（西陣織などの布製品、扇やガラス器といった各種伝統工芸品、化粧品・装飾品・下着といった他者を突き放すレベルで着飾れる物品）が一部の貴族に出回りはじめたことで話題が沸騰。貴族間の見栄の張合いもあって、その出所がアルヌスだと判明した後は前述の循環を加速させる一因となり、アルヌスで品物を買い付けられるかが商人らの死活問題というレベルとなっている。アルヌスから流出した情報から婦人向けのドレスの型も変化が起こっている。また、自衛隊の管理下にあるが故に亜人に対する偏見、差別が一切無い（むしろ一部の自衛官には大人気）。亜人の庇護を掲げるフォルマル伯爵家と早くから協力関係を結んでいたことや、アルヌスでの雇用形態が特地の常識に比べて異常なほどの厚遇だったこともあり亜人たちからは「天国みたいなところ」と賞されていた。無論、奴隷等の人身売買も禁止されている。夜鷹も禁止しているようである。
閉門騒動後は、本国と物理的に分断されてしまったために、日本国憲法施行下にありながら日本の立法・行政・司法の作用が一時的に停止しており、自衛隊による事実上の半軍政下に置かれている状況にある。したがって、冨田と結婚したボーゼスもあくまで式を挙げて「夫婦になった」という宣誓のみの状態であり、戸籍登録が出来ないため、法律上の夫婦とはまだ認められていない。
作中では、立法・外交・安全保障・入国審査を自衛隊が、行政・自治をアルヌス協同生活組合が、治安維持をロゥリィ神殿及び自衛隊が、それぞれ担当している状態である。後にアルヌス州民自治会という役所のようなものが設置された他、そう遠くない未来に州知事選挙が行われる事も語られている。
「Season2」では、地図上に丸く引いた線で大雑把に割譲してしまい各種族の特地入りした際の記念碑などが立てられた場所まで日本領になってしまっていることから、州境線の再策定の交渉が進められている。
アポルムの街
漫画版に登場したアルヌスから一番近い街の一つ。取り立てて特色がある訳ではないようだが、アルヌスでは取り扱っていない品物・店があるため、アルヌス協同生活組合の組合員も休日の際には訪れることがある。だが、前述の通り馬や馬車だと行って帰るだけでも5日間の有給休暇が半分は潰れてしまう。
イタリカ
フォルマル伯爵家の領府となっている都市。領内は大規模な穀倉地帯であり「帝国」にとっては重要な食料の供給地。先代の領主であるコルトが開明的な考えの持ち主で、本人の「趣味」もあって亜人達の庇護を掲げ領内に幾つかの亜人達の避難民の集落が作られているが、領内の住み分けはハッキリしており、アルヌスほどの自由度はない。亜人種に移住先として与える領地は、険しい山中などヒト種では居住が難しい不毛の土地ばかりだったが、ヒト種至上主義を掲げる帝国に属している以上、優遇しているように見せるのは危険だった事や、不毛の地という印象を利用して盗賊の襲撃を回避し、定住できるようにする為だったのではと思われる。その為、保護された亜人たちは全員がフォルマル伯爵家に並々ならぬ感謝と忠誠心を抱いている。
各集落では収入を確保するための出稼ぎを行っており、フォルマル伯爵家などに（女性の多くはメイドとして）奉公に出ている。帝国内としては珍しい亜人のメイド・使用人がいるが、帝都などに派遣できる者はヒト種に限定される。逆に、亜人差別の無いアルヌスに派遣される者はほとんどが亜人であり、アルヌスにおける雇用形態が特地では考えられないほど好待遇だったこともあり、フォルマル伯爵家に対する亜人たちの感謝と忠誠心が一層高まることとなった。
諸王国軍敗残兵の盗賊に街を襲撃された際に自衛隊の協力で撃退して以来協力関係にあり、アルヌス協同生活組合に組合食堂やPXの従業員として人材を派遣したりしている。美人揃いだったことで自衛官の来訪が活発になったのもアルヌスが巨大化した一因である模様。また、アルヌスで犯罪が発生し、捕らえられた犯罪者は日本人（地球人側）が被害者だった場合は日本側で裁かれるが、被害者が特地人のみだった場合はイタリカに送致される。
エルベ藩王国
帝国の南方に位置する国。諸王国連合の一角としてアルヌスに軍を派遣するが、自衛隊との戦いで甚大な被害を受け、多くの将兵を失う結果となった。
資源が豊富な国で、原油が自然湧出している土地がある。また、特地では珍しい火山も存在している。ヤオ達ダークエルフの住まうシュワルツの森もこの国に位置し、炎龍討伐が検討された際、炎龍の巣に向かうには国境線を通過する必要があるため、部隊規模の派遣を行うネックとなっていた。漫画版では炎龍の出現で大きな被害を受けている様子も描かれていた。
国主デュランも含めた特地人は貨幣として使われる金銀銅以外の資源価値を知らなかったため、柳田の交渉によってデュランの復権支援の報酬としてそれ以外の採掘権が日本に譲られるという契約が交わされた。
学都ロンデル
学問が盛んな都。学問の神エルランとラーに作られた。ロマリア山地を挟んで帝国中央とは隔てられているため、日本との戦争や内乱に巻き込まれることなく安定している。魔導師たちの研究街区では魔法の暴発や実験の失敗が頻繁に起こり、危険なので一般街区からは「隔離」されている。学術都市であるが図書館が存在せず、学徒が集まる理由は高名な老師の収集した所蔵本目当てという物もある。
後述の魔法学学派の一派・リンドン派のリンドンとは「ロンデル発祥」という意味。
書海亭
ロンデルでも千年の歴史を誇る老舗の旅亭。伊丹たちがロンデルを訪ねた際に投宿し、後にアルヌスの街に支店をだす。

ヴァレッタ
アルペジオの発言に出た街。工業が盛んなのか、初歩的な活版印刷が始まっている。
ベルナーゴ神殿
ハーディを祀る神殿。教団の本部であり、神殿を中心とした都市となっている。特地でも特に古い歴史を持つ街であり、ハーディが死後の世界を支配していることから、信仰する主神には関係なく一生に一度は巡礼に訪れる聖地となっており、巡礼者向けの案内書も出版されている。
クナップヌイ
帝国のある地域から北北西にある辺境域で、アポクリフと呼ばれる黒い霧が広まりつつある。特地側における「門」による悪影響の一つであり、アポクリフに覆われた一帯では草木や微生物などあらゆる生命が完全に死に絶えている。
養鳴教授はこの現象を、接近したり離れたりするお互いの世界の時間軸の波が離れようとしている時に「門」で時空間が接続されてしまったが故に離れることができず、お互いの時空間に無理な負荷がかかり、空間に歪（ひずみ）が生じているのではないかと推測している。
氷雪山脈
帝国のある地域から北北東にある大山脈。名前の通り万年雪に覆われており、大陸最大の河川・ロー河の水源。山脈の向こう側にはウォルフの故郷である「ヴォルシャンツの森」など、ワーウルフ族の居住地がある。
シーミスト
ファルマート大陸東辺の海「碧海」の畔・グラス半島に存在する街。ハイボール家が領主を務める。近隣の海岸にはアクアス族をはじめとした海棲種族が居住しており、特地では珍しい鮮魚を生のまま提供する食堂がある。
グラス半島自体、街単位の領主しかいない寄り合い所帯でまとまりがない。エルベ藩王国と隣り合うトュマレン国に挟まれており、両国の紛争の種になりやすい土地柄。
ヤルン・ヴィエット
ファルマート大陸北辺の海「白海」の畔・バーレントに存在するソノート・フロート・コノートの3部族による国家。ソノート族長ザンシアがコノート・フロートの族長との政略結婚を行うことで統合されて建国したが、パルミアンとの紛争になりかけた結果、再分裂した。
ソノート族はヤルン・ヴィエットで中心的な部族で選民的な意識が高い。しかし、後述のサムツァとの混血の事実を知る者からすると笑い話である。
フロート族は白海で塩業を行っているほか、ラアスィ（ガラス）の加工技術をもち、首都にある王城・水晶宮はガラスブロックによる採光がされている。
コノート族は麦などの栽培を行う農耕民で収穫期には自領を通過するパルミアン・ルルドとの交易（収穫作業の補助と岩塩の買い入れ）を行っているが、女王ザンシアとパルミアンの首長ゼノヴィアとの揉め事からコノート領を通れなくなり、フロートから塩を買わなければならなくなった。
外伝四にて、「門」建造の際に必要なガラス加工の技術協力として、フロートの技術者がアルヌスを訪れている。ディタが戦死したことに対する逆恨みでレディの手配により帝国軍に滅ぼされたというが、実像は不明。

### 組織
自衛隊特地派遣部隊
およそ3個師団相当の6個戦闘団（2個は未編成）を主力とする。実戦も想定される特地派遣部隊は任期（2年）のある「士（兵卒）」は二期（4年）以上勤務している士長のみとし、「曹（下士官）」以上の自衛官25,000名を中心に編成された。部隊員は特地へ派遣される前に帝国語の速成教育（通称「駅前留学」）を受けるが、通訳を介さずに意思疎通できる語学レベルに達しているのは、特地住民との接触が多い偵察隊員や警務隊員程度に限られる。
閉門騒動の際には他国の工作員による「門」の異常が発生したために緊急退避準備指令「韋駄天」が発令され、自衛官は身動きが取れなくなる。危うく全自衛官が日本に撤退する指令「脱兎」が発令される事態に陥ったが、日本国政府から「可能な限り現状を維持せよ」という指令書が伊丹の手で届けられ、職務上日本に帰る必要のある者を含めた希望者（特地人含む）が日本に帰還したが、以前から残留を希望していた者含めて4,600人以上の自衛官・官僚等が特地に残留して特地側の人員と共に「門」の再開通に尽力した。
職務上、必要のあった者含めて日本に帰還したのは家族もちの上級幹部が多かったため「門」の再開通に至るまでの間は深刻な管理職不足となった。帝国と周辺諸国の問題は当然として、日本からの補給が出来なくなった食料（日本米、味噌、醤油、日本茶など）や燃料を都合する方策のほかに隊員たちの娯楽の欠乏なども起こり、伊丹や他の隊員が所有・保管していた漫画などを集めた特別図書室を設置しての貸出業務のシステム化を行い、大祭典のようなイベントを行ったりもした。
第1戦闘団
自動車化された5個普通科中隊を中心に、特科大隊、74式戦車中隊を含むバランス重視の戦闘団。
第2戦闘団
74式戦車3個中隊を中心に、完全機械化された3個普通科中隊、75式自走155mmりゅう弾砲装備の1個特科大隊など最大の攻撃力を持つ機甲集団。
第4戦闘団
ヘリコプター空中機動戦闘団として機動力に特化しており、4個普通科中隊が一度に航空移動できるだけのUH-1JとCH-47JAを保有する即応性の高い空中強襲部隊。
空中機動力を持つ変わりに航空輸送できない戦車や火砲を持たないが、地上支援火力はAH-1Sが提供する。
第5戦闘団
第1戦闘団と同じ編成。アルヌス防衛を担当。
航空自衛隊特地方面派遣隊
F-4EJ改、C-1など退役間近だが運用に支障が少ない航空機を中心に編成されている。
第3偵察隊
特地に派遣後、帝国軍・連合諸王国軍との二度に渡る戦闘を経た後、現地民との接触を図って編成された6個の深部偵察部隊のひとつ(同名の兵庫県伊丹市千僧駐屯地に駐屯する部隊とは関係ない)。隊長は伊丹耀司。総勢12名。伊丹が特地資源探査班に出向して以降は桑原惣一郎が隊長を務めた。
各偵察隊は主に特地の地理や土壌（各種資源情報含む）や動植物のサンプル収集、商工業を含めた社会全般の情報を主に集めているが、3偵（略称、他には「3Rec」とも呼称される）は人当たりの良さと語学力を利用・活用しての人材・文化交流を得意としている。漫画版では語学研修の講師としても駆り出されている。隊長である伊丹の影響か、他の偵察隊と比べて個性豊かで面白味のある性格の隊員が揃っており、ピニャからも絶賛されている。
炎龍を撃退したことがコダ村の避難民によって語られた後、特地の人々から「緑の人」と呼ばれるようになる。
正統政府軍が自衛隊と共に攻勢に出てから偵察隊隊員は、双方の指揮官同士に連絡の齟齬がないようにと通訳に駆り出されたりすることが増えた。
閉門騒動では元隊長の伊丹、栗林、倉田、富田の4名を残して日本に帰還し、事実上解散となった。
特地資源探査班
伊丹が炎龍退治に赴いた際に柳田がでっち上げた「幹部自衛官と現地人数名による探索班」という編成を実際に形にしたもの。伊丹と数名の幹部自衛官、特地人協力者4、5名で構成され、特地人との接触及び資源情報の収集を行う。
任務の関係上、特地人協力者も高機動車の運転技術などを学んでいる。伊丹の班はレレイ以外のメンバーに基本的な運転適性が無かったため、伊丹とレレイが交代で運転している。
特殊作戦群
2004年に設立された実在する自衛隊の特殊部隊。対テロ・ゲリラ作戦を主眼に置いた運用がなされており、劇中では特地からの「来賓」を狙う米中露の特殊部隊を待ち伏せして一方的に追い詰めている。後に特地派遣によって初めて隊員が他国における偵察活動や特殊行動を行うことになる。
かつて伊丹が所属していた影響でオタク趣味が広まっており、隊員たちのコードネームや作戦名および作戦行動などは伊丹が布教した「Fate/stay night」と思しきゲームをモデルにしている。作戦行動は「ツーマンセル」で行われ、作中では指揮者を「マスター」、作戦行動者を「サーヴァント」と呼称するルビがふられている。伊丹も所属時にはアベンジャーのコードネームを持っており、作中でも特戦群と共に作戦を行った際にはこのコードネームで呼ばれている。漫画版の番外編では山海楼での作戦開始前にメンバー全員が女湯を覗いており、嘉納に「さすが伊丹の同僚だな」と呆れられていた。
部隊の性格上、その陣容や任務内容は完全非公開のため、作者の柳内も特戦群の描写だけは完全なフィクションで「おそらくこんな事をやっている組織だろう」という経験上の想像で「格好よく」描写していると語っている。
元来特戦群を始めとした特殊部隊が作戦活動を行うには現地での情報支援が不可欠だったが、日本国の国家的性質上外国での活動はほとんど行われていない。特地において初めての「本格的対外活動」を行うことになった。が、他の隊員とは命令系統が違うため、たまに出かける以外は身体を鍛えているか寝ているかなので、悪所の協力者たちからは不思議がられている。
帝都「悪所街」事務所に常駐し、戦力として重宝されているほか、日本人拉致被害者が発見された際、報復として帝都帝国元老院を爆撃した時には地上からのレーザー誘導を行った。
なお、伊丹によればメンバーの半数以上が独身であり、機密の関わる部署だけに結婚問題が深刻とのこと。

アルヌス協同生活組合
伊丹たちが保護した旧コダ村の避難民たちが、自活のために設立した組織が前身。本来アルヌスには難民キャンプとしての役割はなかった（元々村すら無かった）が、伊丹が独断でアルヌスまで難民として連れて来たため、なし崩し的に難民キャンプ化した。
アルヌスの戦場で遺棄された特地では大変な額の金になる貴重品（翼竜の鱗、蟲獣の甲殻など）を自衛隊の許可を得て収集し、売買した資金で組織を大きくしていった結果、特地で最大規模かつ最初の総合商社のような企業的組織にまで発展した。
取り扱う主要品目は、日本から輸入した特地にはそれまで存在しなかった便利な日用品（洋紙・筆記用具等の文房具品・服飾品・酒類・加工食品・保存食品など）や、自衛官向けの土産物（携帯ストラップ・キーホルダー・地図・民芸品など）。他にも日本の飲料や食材を売りにした食堂経営、警備・護衛任務の傭兵派遣、自衛隊への生鮮食料品の納入、日本への特地民芸品の輸出、レレイ発案による特地初の画期的なスーパーマーケットないしはショッピングモール形式の商業施設「PX」の開設、地方支店（帝都、イタリカ、ログナン、デアビスetc）営業を行うなど、後の日本国アルヌス州を支えるほどの莫大な利益をあげている。雇用形態は日本の方式に準拠しているため、特地側の感覚からすると「度を越したレベル」での好待遇となっている。従業員には帝国語と日本語を比較できる会話参考書が貸与される。
各支店との往復を行う隊商を護衛するために雇われた傭兵たちは大半は裏の無い者だが、アルヌスを攻めた元・帝国兵や連合諸王国軍の生き残りも多い。そのような彼らも基本的には組合の雇用条件の良さから（ロゥリィに対する恐怖心もあって）真面目に勤務している。漫画版では「緑斑の飾り布」を徽章代わりに着け、夜間の巡回警備もしている。また、傭兵隊とは別にアルヌスの街内部の自警活動などで自衛隊（警務隊）に協力する者も存在する。ミューティなどが「警務（MP）」の腕章を着けており、「自衛隊に認められた戦士」として尊敬視もされている。
デリラのように密偵として入り込んでいる者もいるが、おおよその目的が「日本人の実態調査」という情報収集でもあり、事件になるようなことを起こさず普段の仕事をちゃんとしている限りは問題とされない。
発起・後見人は伊丹（ということになっている）。組合創業幹部はレレイ（総務・事業計画・営業担当）、ロゥリィ（祭祀・宗教・治安維持担当）、テュカ（農林産業・都市計画担当）、カトー（児童教育担当。組合顧問）。後にヤオが傭兵部門（通称・アルヌス傭兵団）統括兼都市計画補佐の中堅幹部として加わる。
閉門騒動以後から大祭典を経て、外部から来た者が宿泊する旅亭の整備（ロンデルから進出してきた「書海亭」アルヌス支店）や組合食堂以外の飲食店も増えている。
アルヌス州民自治会
閉門騒動後、規模の大きくなったアルヌス州で、住民の利益を代弁する団体で、非組合系の商人で構成された組織。第2のアルヌス協同生活組合とも言われている。代表者はディアボ。
薔薇騎士団
作中では主に「騎士団」と呼称されている。ピニャが団長を務める赤・白・黄色の薔薇を徽章とした三つの隊で構成される騎士団で、帝国貴族の子女が多く所属している。講和交渉に前後して団員の一部がニホン語を学ぶ語学研修生としてアルヌスに駐在した。
当初「騎士団学校」として開設した際には男女問わず多くの子弟が集まり、訓練を重ねる過程で義理の兄弟姉妹の契りを結ぶなど、身分を超えた繋がりを持つ者もいる。男性団員の多くは成人すると共に卒業して正規軍に移り、残った団員で正式に「薔薇騎士団」として設立された。
貴族子女を除く男性団員は貴族子女の団員護衛や歩兵部隊の統括など騎士団の実務を受け持っているが、教官役も含めた多くがグレイのように「能力はあっても身分から出世の芽が出なかった」という老兵も多く、年寄りの隠居所扱いされるなど騎士団が「ごっこ遊び」と軽視されていた原因のひとつだが、古参の兵からの実地指導を受けた団員たちの能力は高い。
貴族子女である彼女たちを相手にした情報収集を目的として、組合食堂には「執事番」と呼ばれるウェイターとして二科科員が常駐していたが、彼女たちの興味が特殊な芸術であることに関しては「腐っていやがる」「報告書にどう書けば良いんだ?」と困惑していた。
帝国-日本間の交渉が始まると副大臣一行の宿泊する翡翠宮の警護に就くが、カーゼルとシェリーを出汁にして干渉してきたオプリーチナとの戦闘に突入、正規軍を逐次投入してくるゴリ押しに多数の戦死者・戦傷者がでるが、自衛隊の援護もあってなんとかイタリカまで脱出する。この際、戦傷者はアルヌスに搬送されたが、老人とうら若い婦女子の痛ましい姿を古村崎は「自衛隊の作戦に巻き込まれた一般市民」と捏造報道した。ピニャが皇太女になった際に帝国軍に編入された。
連合諸王国軍（コドゥ・リノ・グワバン）
エルベ藩王国、アルグナ王国、リィグゥ公国等、ファルマート大陸に存在する21カ国による総勢10万にも及ぶ連合軍。
モルト皇帝の「異世界から侵攻してきた軍（自衛隊）からファルマート大陸を守る」という大義名分の元に召集され、帝国軍と合同でアルヌスを攻略するとされていたが、実際は、異世界侵攻の失敗によって帝国軍が大損害を受け、周辺諸国に対する軍事的優位が消失したことで反乱が起こるのを防ぐため、周辺国の軍事力を削ぐのが目的だった。そのため、諸王国軍には、帝国軍が「門」を使って異世界に侵攻したこと、それが原因で異世界の軍（自衛隊）が攻めてきたこと、帝国軍がすでに敗れていたことは秘密にされ、さらに自衛隊の圧倒的な戦闘力などの情報も伝えられていなかった。その結果、連合諸王国軍は自衛隊に惨敗し、各国の王を含めた計6万もの戦死者を出して壊滅した。
おおむねモルト皇帝の思惑通りとなったが、これが周辺国の帝国に対する信頼を失墜させることとなった。また、諸王国軍の生き残りの一部はあまりにも一方的な敗北に納得できず、自分たちに理解できる戦争を求めて半ば正気を失くした躁状態で夜盗化し、イタリカに侵攻するなどの事態を招くこととなった。
帝権擁護委員部「オプリーチニナ」
皇太子となったゾルザルが設置した組織。ロシア帝国にかつて実在した皇帝分割資産部と行動理念は同じ。帝権干犯（つまりゾルザルに対して不満を持つ）した人間を投獄、弾圧する。いわば旧ソ連のNKVDのような物。
部員はコボルトを象った兜を被り、箒を携帯している（裏切り者にコボルトのように噛み付き、国から掃き出すという意思の象徴）ため、民衆からは「掃除夫」と卑称されている。
ゾルザル派に参加した各地の軍にも配置され、督戦隊としての役割も果たした。だが、それゆえに兵や民には恨まれることになり、捕らえられた者以外は逃げ散った後に各地で軍閥化したり、他国に亡命することとなった。
リンドン派
特地魔法学学派の一派。戦闘魔法を研究する学派。物語内で知られている導師号所有者は、レレイの師であるカトーと、レレイのみ。リンドン派では最初に身を守る魔法を仕込まれるため、魔導師同士の戦いは相手の防御を打ち破った方の、ケンカや力比べの場合は複数展開している防御の「最後の一枚」を残して破るのが勝利条件となる。
特地において、戦争で魔法を兵科として活用することは、かなり昔に廃れつつあった。これは特地における他の兵科の武器兵器類や用兵術が特地の文化水準で相応に進歩したからである。大掛かりな攻撃魔法を行う際には相応の行動時間が必要とされ、機動的な速応戦術に向かないため以降戦闘魔法はもっぱら一般兵科の攻撃補佐的な用途にしか使用されなくなった。これが自衛隊が特地に来るまでの特地内での戦闘魔法に関する一般的な常識であったが、レレイによって科学技術的概念が魔法学にもたらされ、効果的な戦闘魔法として開花する。
エムロイ教団神官
神官服は、基本的に黒を基調とした服で年齢が若いほど服に着くフリルの数が多くなり、また、逆に歳をとるごとにフリルの数が減っていき老齢になると、フリルの無いすっきりした感じの服になる他、ハルバートを必ず携えている（大抵の神官は自身の体力に準じたサイズ・重量のハルバートで、ロゥリィほど巨大なモノを持っている者は少ない。ニーナは少々見栄を張って大きなモノを使っていた）。
神官になる者は大抵が10歳にもならない内に修道院に入って勉強するため、15歳になるモーイの修業はニーナによる変則的かつ、スパルタ式なものとなった。
ロゥ・シタン
エムロイ教団内における秘密結社で、ロゥリィの熱狂的なファンクラブ的存在。エムロイ神官団の中でもかなりの割合を占めているとも言われている。つい最近まで頑なに存在を隠し続けていた。

### 特地の種族
ヒト種は当然として、亜人や怪異、それ以外の生物も、完全ではないが地球側の常識や伝説と一致する部分もあり、漫画版ではサブカルチャーから得た知識をもつ伊丹や日本人が、特地の人間（ロゥリィやヤオ）から「こちらのことに妙に詳しい」と言われている。

#### ヒト種
特地側の人類。「門」を通じて特地に漂着した種族の中では一番新しい種族と言われており、一番勢力があり人口が最も多い種族。元は遥かな昔に「門」を通じて一国家ごと漂着した人々の末裔。平均寿命は60〜70年程度と地球人類と大差は無いが、魔法を使う魔導師が存在する。
ルルド
土地を持たない流浪のヒト種であり、帝国に服属しないいわゆる「まつろわぬ民」。大陸全体に分散して存在しているが、帝国内では近年、定住生活を余儀なくされている。レレイはこの部族の出身。数千人単位の大集団から家族単位の小集団まで存在。現在はヒト種だけではなく様々な亜人種族も加わっているが、大集団の場合は出産補助や子育てを部族全体でするという形態で行っており、土地を追われた者たちが参加する大きな理由ともなっている。
ルルドの中でも古い氏族は銀髪翠瞳をもつヒト種。

#### 亜人
ヒト種の主観で「ヒト種と交配可能」で、「ヒト種と交流可能な文化水準と知性」を持ち、「ヒト種の意匠を一部に持つ知的生物」の総称。
それぞれが種族特有の優れた能力を持つ部分（高い戦闘力や体力・生命力）を持ち、ヒト種の「魔法」に対して「精霊魔法」を使う種族も存在するが、ヒト種と違って部族単位の自給自足（狩猟や採集）によって生活しているためか種族それぞれの数は少ない。
種族によってはヒト種との混血や、それを介した他種族との混血化も進んでおり、悪所などではさらに混血が進んだ結果、リニエの様に「外見的にはヒト種と区別できない者」もいる。
漫画版ではヒト種との混血具合によって獣人系だと「体毛分布の多寡or頭髪の有無など」が描かれているほか、11巻収録の特別短編によると尻尾をもつ種族はその手入れを欠かさず、尻尾が汚れたり毛が抜けたりして荒れると人前に出られないほど恥ずかしがる傾向がある。
普通に暮らしていたところをヒト種（特に帝国）などに奴隷として捕らえられる者も多く、こうした場合、耳など二か所以上ある（そして身体機能的には問題のない）種族的特徴部分の片方を切り落とされていることが多い。
オークやオーガ、ゴブリンもヒトの意匠を持つが、知性が乏しく凶暴であるため、亜人には含まれず、「怪異」（いわゆる化け物、モンスター）の範疇で認識されている。
エルフ
極めて長命で美しい姿をした種族。門をくぐって特地に現れた最初の種族でもある。
精霊種エルフは、あまり他の種族との交流を持つことを好まず結界を張った森に村を造って住んでいる事が多く、テュカの父の様に積極的に他の種族との交流を持つことは珍しいとされている。なお、旅をすることはあっても住処である森へは帰還するという性質がある。
実際、エルフの感覚からすると他の種族は頻繁に（ヒト種なら30-40年毎に）代替わりして方針が変わるため、付き合うのが煩わしいといった一面もある。コダ村とコアンの森のエルフたちも、互いの存在を認め合いながらもある程度距離を置いて互いに干渉しないようにしていた。
また、自分たち精霊種エルフは他のエルフより優れているという優越意識を持っており、普通のエルフを森エルフ、ダークエルフを土エルフと蔑んだ呼び方をしている。
非常に長命な種族で、成長はするが、不老であるため親子ともに容姿が若い。従って正確な寿命はエルフたち本人にもわからず、エルフが特地に来た頃の「長老」と呼ばれる地位のエルフが物語中にも存命であるため、一説には無限とも言われる。死因は病死か事故死がほとんどで、長寿に飽いた者が自らを森の苗床としてしまう例すらある。森の守護者と呼ばれている。とにかく寿命が長く、どのような技も技術も普通にやっていればいずれは完全に習得できるという感覚がある。そのためヒト種のように物事に執着したり一生懸命に練習するという習慣がなく、むしろ物事に執着することは良くない習慣であるという文化がある。実際、色々な技や技術に非常に長けているが、自らは「頑張って練習した」「努力して身につけた」という感覚がまったくない。そういった文化であるため、ヒト種に恋をし、ヒト種の習慣を理解しているテュカは一族の中でもかなり特殊であると思われている。
ダークエルフ
エルフ族の亜種。エルフと同じく森での生活を好む。褐色の肌をもつ。ヒト種の10倍以上の寿命がある。漫画版ではエルフと異なり老化現象が確認されている。女性は細身のエルフに比べて肉感的な体型をしている。ボンデージファッションに似た民族衣装を纏う。未婚者は性的に奔放である。本作では炎龍の狩場となったシュワルツの森に暮らす部族が登場する。同部族が炎龍を撃退した伊丹の噂を聞きつけ助力を求めるためにヤオを派遣する。ハーディーを信仰していたが炎龍襲撃の原因と知って棄教する。炎龍編後に多くのダークエルフが現金を求めてアルヌスへ出稼ぎに来ており、自衛隊に雇用されたモブキャラクターも散見するようになる。
ドワーフ
髭を生やした短躯の種族。豪腕で大酒と大食を好む。鍛冶や大工などモノ造りで名を成しており名匠の中にはモーターのように亜神となったものもいる。本編ではほとんど活躍しなかったが外伝では名前付きの者が何人か登場する。ゲートの閉門で日本から輸入ができなくなった蒸留酒の製造に乗り出しウィスキーの製造にも挑戦している。
ワーウルフ
直立した狼のような姿をした亜人。身長は2m前後。極めて高い身体能力を持つ。漫画版には人と変わらぬ姿に狼の耳と尻尾がついただけの者も登場する。ヘヴィメタルに似た曲に合わせて遠吠えをする音楽文化を持つ。
作中ではアルヌス傭兵団に多く見られる。多くが傭兵業で身を立てており、出稼ぎにでている。ウォルフたち「ヴォルシャンツの森」出身の者も傭兵としての報酬の一部を上納金として里に送金する義務がある。
ヴォーリアバニー（首狩り兎）
ウサギに似た耳や尻尾を持つ亜人。男性は極めて稀で他種族と交わりで子孫を増やす。異種族と交わっても混血にはならず同族の子供が生まれる。同族同士から生まれた者を尊び、その中の女性のから女王を選ぶ。結婚の概念がなく恋人関係が終了すると別離する。恋人への貞操観念は強いが、異種族に交配相手を求めることから淫乱な種族であると誤解されがちである。 戦闘力が高く戦的である。部族間闘争で互いに狩り合うなど種族としての結束力は弱い。ゾルザルの奴隷狩りには団結して抵抗したが敗北した。生き残ったものは奴隷として囚われ、逃れたものは流民となった。最後の女王テューレはゾルザルの奴隷となった。流民の一部がフォルマル伯爵領に流れ着き、先代伯爵の好意により土地を与えられて暮らしている。
作中ではフォルマル伯爵家のメイドやアルヌス協同生活組合の売り子、または帝都悪所街の売春婦などに多く見られる。
キャットピープル
猫に似た亜人。高い跳躍能力や俊敏性を持つ。言葉の語尾に「にゃ」をつける。
女性はその容姿からヒト種から性的欲望の対象として見られる事が多いため、ヒト種とは一つ距離を置くような態度をとる。だが、一旦好意が深まると人目のある場所でも好意の対象にまとわり付いて離れないという異性に対する独占欲が非常に強い。
漫画版番外編では、ペルシアがねこじゃらしに引き寄せられたり、「猫転送装置」にがっつりはまってしまい、動けなくなっていた。
メデュサ
ギリシャ神話のメドゥーサによく似た種族。蛇のような触手状の頭髪を使い人間の精気を吸い取ることで栄養を摂取し、その際には相手に例えようもないぐらいの快楽を与え、その記憶すら読むことができる。
首を切られても頭部のみで生存することができ、頭髪で移動する事も可能で、その際に他の人間の精気を吸収することで首から以下胴体・四肢を再生させることができる。その時、吸収した精気の量で身体的に成長してしまう場合がある。このような怪異に近い性質を持つ知的種族であるため、特地では非常に忌諱され迫害された時代があり 現在ではその数も非常に少なく、絶滅危惧種族となっている。
前述の生態もあって首から下は付属品的な感覚があるのか、羞恥心の概念を持っておらず、アウレアも服を着るように指示されないと服を着ようとしない。漫画版に登場したメデュサの娼婦はトップレスだった。
龍人族
青い肌と頭部の二本角をもち、腰部には尻尾、背中には皮膜状の翼がある。肩や腰、肘、尻尾など各部に鱗がある。作中の描写では龍を使役するのに優れた一面を見せている。イラストや漫画版では氏族や家系によるのか、差異のある刺青を施している。
本作で種族として具体的に登場するのはジゼルのみであるが、ジゼルは既に亜神であるため種族特有の具体的な描写は特に無い。いくつか垣間見えるものとしては、ジゼルの本質の性格や、アルヌス食堂でコキ使われている際、遥か昔に死んだ優しかった母の事を思い出して涙する場面があるため、種族のその名称に比して凶暴な種族というわけではないようである。ただ、爬虫類系の亜人は冷徹なまなざしで見つめられるのがツボらしく、精霊魔法の影響でクレバーになった伊丹に対して「ちょっと踏んでくれないか」と頼んでいた。
エルフ程ではないが長命で、400歳になるジゼルが亜神になったのは100数十年前と、その時点で200歳は越えていた。
六肢族
蟻を祖先に持つと言われ、黒い肌に二対四本の腕と高い臂力を持つ。剣と弓を同時に扱える優れた戦闘力を持つが、その分思慮に欠けると評価されている。
プッカ族
赤い肌をもつ商才に長けている種族。漫画版ではこめかみの上あたりに瘤の様な角がある。
ジヴォージョニー
コヨーテを祖にもつと言われる種族で、体毛が濃く衣服に対する関心が薄い。深い森の中で暮らすことから樹神ワレハルンの信者が多い。
作中では「彼女たち」と表現され、ヴォーリアバニー同様に女系ないし女しか産まれない。人の皮を被って変装する能力があり、亜人よりは怪異に近い扱いとなっている。
アクアス族
ファンタジーに出てくるマーメイドに似た種族。女性は上半身が人間で下半身が魚という姿だが、男性は水中で生活できる事を除けばヒト種と外見上の差異はほとんどない。関西弁のようなニュアンスを持つ方言の特地語を話す。「Season2」では10歳未満の子供でもローティーンくらいまで成長しているなど、早熟の傾向を持つ面が書かれている。
その種族の性質の通り、主に小規模漁業を生業として生活している。水中と大気中の両方で活動できる両生亜人であるが、多種族との文化交流の都合上、沿岸部に集落を構え生活をしている。そういった種族なので何かと不便も多く、特に内陸で産出される資源（木材など）の入手が難しかったり、金属資源が塩害のために活用しにくかったり、アクアス族が種族的に大好物である酒類の製造入手が困難であったりと、これらの事由のために種族特有の主だった産業が存在せず、亜人種としてはつましい生活をおくる種族であった。しかし、ケミィたちの村は伊丹との交流のおかげで、伊丹がアクアス族に閉門騒動の影響で入手が不可能になった日本人に人気のある保存性の高い水産加工食品（かまぼこ・干物）の製造法を伝授し、効率的な漁獲方法をアドバイスしたおかげで、水産加工品を協同生活組合を通じて日本国アルヌス州へ輸出する目処を付けることができ、今後の種族の産業展望に期待が持てるようになった。
サムツァ族
成人してもヒト種の子供くらいの小柄な種族。深い森の中で暮らすことから樹神ワレハルンの信者が多い。精神的ショックを受けると自分の意志とは関係なく擬死状態に陥ってしまう。
バーレントを中心とした北方域には前述の擬死の習性を悪用した「略奪婚」の慣習（驚かして擬死状態になっている間に連れ去ってしまう）があって、サムツァの血を引く混血も多いが、ココモによると純血でない限り体格は遺伝しないとのこと。だが、擬死の習性は受け継がれるためサムツァの血を引く人間は受動的な生き方を心構えとしていることが多い。作中には同様の小人族として「コムノコ族」も登場しているが、種族的差異があるのかは不明。
ケンタウロス族
人間の上半身に馬の胴体をもつ種族。典型的な狩猟民族であり、欲しい物は「奪ってでも手に入れる」意見を通すには「戦って勝つ」を前提としている。
メスは子が出来ると出産から子育ての数年間、オスを寄せ付けないため、オスは他種族の女性や少年を性欲発散の奴隷としていることが多い。
キュクロプス
単眼の巨人種。見た目は怪異と見まごうばかりながら、朴訥で温和な種族。作中では外伝4巻にフォルマル伯爵家のメイド・メイフラワーが登場している。
その他
物語中には他に、クラゲやタコのような軟体生物の意匠を持つ種族、キャットピープル以外にもワーウルフ、ジヴォージョニーのような犬系獣人種族、ハーピー、セイレーンのような鳥人種族、ピクシーのような小人型精霊種族など、おおよそファンタジーに登場するような様々な種族が存在しており、漫画版ではさらに虎やトカゲ、山羊や鹿などの意匠をもつ種族や、下半身が蛇のラミアーのような種族。淡水域の河に棲む両生類系の種族（デュランには「河の民」と呼ばれる）とさらに多様な種族が描かれている。
ハリョ
異種族間に生まれた混血児で構成される集団。混血児という出自ゆえ、どちらの親の種族にも受け入れられなかった者たちが身を寄せ合って作り上げた。怪異扱いされている種族との混血も存在し、知能も低くないなど、偏見を抜きにすれば侮れない能力を持つ。ヴォーリアバニーやキャットピープルのようにヒト種との混血が進んでも特に混血児を迫害するなど起こっていない種族も存在するほか、ヒト種の中でもルルドの民にはごく普通に受け入れられている者たちもいる。悪所に至っては「使えるかどうか」が重要で種族にはこだわらない。
他の種族が「門」によって異世界からやってきたのに対し、自分たちは特地で生まれた種族であるという理由から、「自分たちこそ世界を支配する正統な権利を持つ」という劣等感からの優生思想を持つに至ったが、前述のとおりすべての混血児が迫害されるとは限らず、作中に登場したのは少数派。

#### 特地の神
肉体をもたない「正神」と、肉体をもつ「亜神」に大別される。特地では信仰する神の名前の始めをミドルネームにする文化があり、「神」と呼ばれる超自然的存在が明確に存在するため、現在進行形の多神教のような状態で、自分の信奉する神を敬うが他の神を貶めるようなことは「普通はしない」そのため、地球側と違って宗教教義による対立はない。ハーディ以外の神は劇中には登場せず、名前のみ挙げられている。神々による大戦はでてこないが、ある神を信じる教団単位での対立は一部存在した。
肉体を持たない正神は、普段は精神体の状態で存在しており、現世の知的生物とコミュニケーションを行う際には、言葉を聞くのではなく、心を読んで相手の意思を確認する。従って精神体の状態では現世の知的生物に姿をみせることは出来ても物理的な会話が不可能なため、言葉の会話が必要な時は、魂力の高い人や亜人（主に神官）に憑依して、人や亜人の体を借りて言葉のコミュニケーションを行う（憑依した状態の「神」は基本的に亜神と同等の状態になり、その状態では読心力もなくなり、腹も減る）。ただし亜神に対しては精神体の状態でコミュニケーションが可能。
特地において日本人が初めて遭遇した亜神がロゥリィであったために、神道的信仰の下地を持つ自衛官からは全然恐れられてはおらず、目の前で柏手を打たれたり、特地では「聖下」の敬称で呼ばれる存在にもかかわらず、呼び捨てで一緒に酒を飲んで酔っ払ったりと親しみを持って接せられており、イタリカ防衛戦に参加した者に配布される作戦参加章ワッペンにはハルバートを持ったロゥリィの姿がデザイン化されており、マスコット的な意味でも愛されているが、地球での日本以外の各国、特に一神教（キリスト教・イスラム教・ユダヤ教等）を国教としている国からは大変な反発があり、特地のこれらの亜神や正神を「神」と呼称することを酷く忌諱されており、これらの国々では人知外の特殊な生命体として認識されている。伊丹がハーディから伝えられた、クナップヌイで起こっているアポクリフ現象の調査結果を報告した際にも、嘉納たち閣僚とあれこれ呼び方を考えたがかえって胡散臭くなってしまい、公式発表の文章を作成する官僚に丸投げしていた。特地では逆に一神教の考え方がタブーで、過去に一神教を信仰する新興宗教組織と大きな戦争があり、一神教信仰の考え方が廃れたという事が語られている。
正神の神殿に関してはアルヌスに建てられた神殿の名がロゥリア（エムロイ）、ジゼラ（ハーディ）、モタ（ダンカン）となるなど、建立した人物の名が冠される。
亜神
神官の中から神の使いとして神託を受け、選ばれた存在。基本的には、特に力を持つ十二神により創り出される。首を切り落とされようとも、細胞の一片になっても死なず、いくら食べても太らず、また痩せもせず、痘痕や生まれつきの痣なども一切無く、文字通り完全無欠の不死不変の肉体と超人的な身体能力を持つ。唯一人間と異なる点は、子供を宿すことが出来ない。
このため、肉体を物理的に解体し、それらの部位を別々の場所に幽閉する方法も存在し、ジゼルによると何体かの亜神がその方法で陞神するまで閉じ込められたり、プロメテウスよろしく「獣に腸を喰われ続ける刑罰」を受けた例がある。
ロゥリィ曰く「世界を守る庭師」であり、正神では対応しきれない小規模だが見過ごすことのできない事象に対処する役目をもつ。見所のある賢者などに「宿題」と称した課題を出すこともあるが、賢者や魔術師の研究が世界に悪影響を与えると判断すれば、それらを刈り取ることもある。これらの役目は個人の感情を越えた物であり対象者が知人であっても例外にはなり得ず、「レレイが爆轟魔法ではなく「火薬の製法」を発表していたらどう判断されたか」と気づいた伊丹は「この質問は地雷だ」と打ち切っている。
一般的に1000年程で肉体を捨て、陞神し　事象を司る精神体としての神（正神）となる。亜神が正神に昇神する際、他の神がまだ司どっていない事象を選択するか、信仰している神の司っている事象の一部を引き継ぎ、その事象を司る神になることができる亜神は特地では畏怖される存在で、ヒト種がなるのは稀。外見は亜神になった時の姿で固定され、幾ら時を経ても外見が老いることは無い。作中では十二使徒と呼ばれ、十二柱分の使徒座があることが書かれている。本編に登場する亜神はロゥリィとジゼルのみ。外伝にてメイベル・ワレハルン・モーター・グランハムが登場し、物語中確認されている亜神はこれら6柱のみである。また、ワレハルンは使徒ではない。
契約を結ぶことで、眷属となった者の負った傷を肩代わりできる。また、前述の通り、太ったり痩せたりはしないため、飲み食いに関しては遠慮しない者が多い。

#### その他の生物
ゴブリン
小柄な亜人。知的水準が低く、野生のゴブリンはかなり原始的な生活をしている。野蛮な人間をゴブリンに例えられることから特地での評価はあまり高くない一方で、特地では奴隷を買えない地域で労働力として囚われている例もある。
オークやトロル、オーガーとともに特地側の軍では消耗品扱いの先鋒として投入される。敵味方の区別も出来ないが、それゆえに無差別な殺戮を行う蹂躙戦には効果を発揮する。
オーク、トロル、ジャイアントオーガー
巨大な獣人。棍棒の一振りで人間を押し潰すほどの力を持つ。ゴブリン以上に知的水準が低く、「怪異使い」という特別な技能を持った技能者でなければまともに制御できない凶暴な種族。従って特地では亜人ではなく、怪異の扱いを受けている。
ゴブリンと共に銀座事件で日本進攻の尖兵として暴虐の限りを尽くし、事件後、特地のことをまだよく知らなかった日本国政府は政治的配慮でこれら逮捕者（捕虜）を知的生物とはみなさずに世界各国へ隠密裏に研究生物として引き渡していた。
眼鏡犬（スコープドッグ）
自衛隊の機動化装甲兵器や、重火器に対抗するため、ゾルザルが用意した重装甲化ジャイアントオーガーの自衛隊内でのコードネーム。名称は、その容姿からきている。
ジャイアントオーガーに分厚い鉄板でできた箱型の鎧を着せ、分厚い超大型の盾と、神殿の大理石柱のような特大の棍棒を持ち、スリットの開いたフェイスガード付きのお椀形の兜を被らせたその姿はアーマードトルーパーに酷似しており、自衛隊では日本語読みにしたものをコードネームとして使用している。
帝国の歴史上でも既に試された手法であり、いかに知能が低いとはいえ怪異が「自分の方が強い」と気付けばすぐに逆らうようになるとピニャはダメ出ししていた。

コボルト
犬の頭を持つ怪異。外見はワーウルフに似ているが、知能程度はかなり低い。帝権擁護委員部「オプリーチニナ」の象徴や、来日した特地娘が立て続けに地球側の他国勢力に狙われた際に物の例えとして登場。漫画版ではゾルザル軍のけしかけた怪異として登場。アルヌスPXの隊商を襲撃するが、護衛に就いていたウォルフたちに撃退されている。
古代龍
いわゆるドラゴン。自衛隊での呼称は「特地甲種害獣」。四肢とは別に背中に翼を持つ。飛行能力を持ち、モース硬度9に相当する硬さを持ちながらタングステンの7分の1の重さしかない鱗で全身を覆っている。特地において強固な鱗は貴重であり、仕立てられた武具は神殿に奉納されるか一国の国宝クラスとなるため、高額で取引される。
その防御力は空飛ぶ戦車と喩えられ、特地派遣隊の装備する自動小銃や12.7mm重機関銃では効果はなく、対戦車ミサイルや砲撃でしかダメージを与えられない。また、初見でパンツァーファウストを回避しようとする程度の知力を備えている。さらに機動性は「速力はF-4と同等以上」「旋回半径は第一次世界大戦の複葉機以下」「機動力はハリアーか戦闘ヘリ並」。加えて電波の反射率がステルス並みに低くレーダーに映りにくいという性質を持つ。これまでに数多くの勇者が退治しようとしてきたが、すべて失敗している。
長い休眠期をもつ反面、活動期に入ると野生動物だけではなくヒト種や亜人を襲って食料とするため、一度暴れだせば特地の戦力、技術力では手がつけらない。しかもヒト種や亜人、エルフが好物らしく、一度ヒトやエルフの味を覚えた炎龍は町や村を重点的に襲うようになる。そのため特地では天災と同義であり、対応策としては住処を捨てて逃げることしかない。
作中の炎龍は本来休眠期で活動期は「50年後」のはずだったため、周辺住民はひどく混乱した。
炎龍
作中で登場する古代龍。名の通り、炎のブレスを放つ。メス。
伊丹たちがアルヌスでの調査を開始して早々に遭遇。テュカの住んでいた森を焼き払い（その際にホドリューの放った矢によって左目を潰されている）、逃亡中の旧コダ村住民のキャラバンを襲うが、キャラバンを守るために対峙した伊丹たちとロゥリィによって左腕を失う。
その後はジゼルの仕込みで水龍との間に産まれた新生龍を育てるための「エサ集め」でヤオの住むシュワルツの森を狩場として重点的に襲撃、ヤオが自衛隊に救援を求めることとなる。その後、神子田の駆るF-4ファントムIIと遭遇し、炎のブレスで大破させた。エルベ藩王国にある火山の火口にある巨大な岩棚をねぐらとしており、伊丹たちの襲撃時にはちょうど出かけていたが、不運にも罠（C4爆弾）を仕掛けている最中に帰還してきてしまい、さらに見張りをしていたロゥリィと連絡が取れなくなっていたため避難することができず、伊丹たちは結局炎龍と正面から激突。随伴したダークエルフの全滅という多大な犠牲を払いながらもLAMによる攻撃で徐々に傷を負い、爆轟を利用したレレイの魔法によって無数の剣や槍を体中に刺され、最後はテュカが放った精霊魔法の電撃を浴び、それがレレイによって刺された剣や槍を伝って体内に流れ込み、感電。さらにそれが伊丹の仕掛けたC4爆薬に至り、起爆装置の代わりとなって着火・爆発。身体を引き裂かれ、崩落した岩棚ごと火口へと落下していった。その後、外で討伐された新生龍と共に死体は資料として自衛隊の手で回収。首は帝都南門に晒され、人々に炎龍が討伐されたという事実を知らしめた。
新生龍
ハーディによって目覚めさせられた炎龍と水龍の間に生まれた2頭の子龍。親である古代龍には劣るものの、それに次ぐ強大な力を持つ。また、親である炎龍の死を悲しむだけの知性と感情も持っている。「トワト」「モゥト」と名付けてジゼルが従える。伊丹たちが炎龍と戦っている最中に、外で待機していたロゥリィとの戦いに投入されて圧倒的な力を示したが、伊丹たちを追って援軍に駆けつけた自衛隊によって一方的に殲滅された。その後死体は自衛隊が回収した。

飛龍
小型の龍種。古代龍程ではないが、翼龍よりも強固な鱗をもち、1日250リーグ（1リーグはおよそ1.6キロメートル）の距離を飛ぶことができる。
作中に登場したのは、ジゼルが従えている「イフリ（オス）」と「エフリ（メス）」。発声はできないが人語を解する知能を持ち、伊丹をロープで縛りあげて連れて行くほど賢い。
伊丹とテュカがヤルン・ヴィエットから帰還した後は、燃料不足でF-4を飛ばせなくなった空自組に協力している。
翼龍
いわゆるワイバーンで、前脚が翼になっている。ヒト種によって飼い慣らされて竜騎兵として使役されているが、漫画版でピニャが「ヒナのころから育てたものしか操れない」と語っている。
龍種の中では知能は低いが、その鱗は高い防御力を持つ。柔らかい腹部ならば12.7mmの徹甲弾でどうにか貫通できるが、7.62mm小銃弾は寄せ付けない。鱗や爪、牙は武具の材料として用いられ、傷のない充分な大きさの鱗が一枚銀貨30-70枚となる。レレイの言によると、強さの等級は「古代龍>新生龍=成長した亜龍>飛龍」の下になる。
アルヌス攻防戦で撃ち落とされた翼龍はそのまま放置され、特地での価値を知らない自衛官たちからは射撃練習用の的扱いされていた。そのため鱗や牙は難民に無償で譲渡され、生活組合の基盤となった。
ダー
特地有数の性質の悪い怪異。普段はヒト種や亜人種の幼気な子供に擬態しており、人語も解する。その姿でヒトや亜人の集団に紛れ込み、急病や怪我を装って心配したヒト・亜人が集まってくると、突如子供から変態して巨大化し、捕食するという生態を持つ。
犬笛のような特定の周波数の音波で擬態を遠隔地から任意に解除できる性質を持っているため、ゾルザル派軍はこの怪異を「怪異使い」によって利用し、自衛官の人権意識を利用したブービートラップとしてゲリラ作戦に投入した。その際、マスコミ関係者が犠牲になり、さらにはアルヌス避難民収容施設も多大な被害を被っている。栗林はこの怪異に対しナイフと格闘術だけで対峙し 勝利するという功績を挙げているが、アルヌス避難民収容施設にてダーが大量に擬態を解除し猛威を振るった時は、第3偵察隊をもってしても苦戦する恐ろしさを見せつけた。
ゾンビ
生物が死した際に何らかの理由で魂が離れると同時に散じてしまう「魄（はく）」が残ることで発生する生ける屍。人間の場合も屍化粧という現象で生前と変わらぬ姿を保つが、目は虚ろで単純な唸り声しか発しない。魂が失われているため、食欲など本能的な行動のみをとって人を襲う。発生原因にもよるが、怪異がゾンビとなったものを食った結果、生きたままゾンビ化することもある。
コカトリス
植物も枯らす毒の霧を吐く巨大な鶏。人を襲い喰らう怪異だが、テリトリーと定めた範囲からは出てこないため、迷宮などに放って番人代わりにされることもある。
ミノタウロス
身の丈5mに達する巨体をもつ牛頭人身の怪物。人を襲い喰らう怪異だが、テリトリーと定めた範囲からは出てこないため、迷宮などに放って番人代わりにされることもある。
マ・ヌガ
特地で主要な食肉用の家畜として飼われている動物。作中では骨を軸に加工した肉を焼いたものが露店などでよく売られている。漫画版番外編に描かれた見た目は牛に似ている。
鸚鵡鳩（オウムバト）
鳩に似た習性を持つ特地の鳥類。鳩同様に帰巣本能を持つ。パレスティー家は、富田の助言によりこの習性を利用した地球で言うところの「伝書鳩通信」を事業化し、成功させた。持たせられる荷の容量から伝えられる情報量は限定されるが、早馬を飛ばしても2週間近くかかるアルヌス-帝都間を3日で結ぶ。
乗用鳥類（正式名称不明）
外見がチョコボのような生物。馬のように乗って移動できる。

### 異世界の生物
蟲獣（ちゅうじゅう）
地球や特地とはまた別の「門」により繋がった異世界に棲む、人間の背丈ほどの蟲の姿をした怪物。カマキリ型、ゴキブリ型など、さまざまな種類が存在する。数が多い上に個々の戦闘力も高く、虫だけに一撃で粉砕するか、動きを止めないと攻撃を止めない。体液は特徴的な悪臭を放ち、作中において怪異使いが怪異寄せのマーキング剤として蟲獣の体液を使用している。また、甲殻は加工することでガラスのような質感になり、「蟲甲」と呼ばれる希少品となっている（作中に登場したものと同種かは不明）。
レレイが日本の防衛省技術研究本部下にあるとある研究施設にて、ハーディから貰ったアイテムで「門」を開く実験の最中に偶然繋がった世界の生物である。この世界を覗いた伊丹がレレイに対して絶対にこの世界に繋げてはならないと厳命したため、研究施設内では隔壁を閉める程のA級の警戒態勢状態となってしまい、伊丹は自衛隊中央病院に隔離されることになる。
閉門騒動時、中国の工作員が「門」を半壊させたために魔力が暴走し、再度この世界に接続。工作員たちを食い殺してそのまま特地へと湧き出てしまい、特地の全種族とアルヌス駐留自衛隊の総力を結集した掃討作戦に発展する。この際、駐屯地を囲む六角形の外壁と堀が「門」の暴走を助長する魔法陣として作用したため、伊丹が発破作業で外壁の形を崩す作業を行った。
閉門後は翼龍の鱗や牙同様、アルヌス協同生活組合により、屍骸から採取した甲殻が商品として用いられている。

### 特地の用語
門（ゲート）
銀座と特地を結ぶ、文字通りの「門」。SF用語で言うところの「異次元ゲート」「次元回廊」の類に相当すると評されている。ハーディが作り出し、帝国の魔導士が石造りの魔法建造物によって固定。銀座事件後、日本が確保してからはドーム型のシェルターで魔法建造物ごと覆っている。「門」自体は一見して黒い穴にしか見えず、通り抜けるか首を突っ込んで覗きこまない限り向こう側を確認できない。
最大の特徴として、同じ世界に複数の「門」を開けないことが挙げられる。その理由として、二つの円の接点は、常に一点でしかないという理由が語られている。また、かつて開かれた「門」は固定されず一定の期間で自然に閉じていたが、作中後半において、帝国が異世界同士を繋げた「門」を固定した事による反動が、両方の世界に地震や異常気象など様々な悪影響を及ぼしていることが判明したため、一旦封鎖される。なお、封鎖された際には双方の世界全土で震度5相当の地震が起こり、耐震・免震の施されていない建造物の多い地域にはかなりの被害が出た。
その後後述の「穿門法」に従い、レレイの指揮の下で「門」の開閉も考慮に入れて設計された「新たな門」の建設が進められるが、レディの妨害で完成寸前に破壊される。進退窮まった状況に前述の異常気象で降り出した雪と氷を使って作り上げた「門」によって再開通した日本とは2年半の時差（経過時間は特地では1年半だが、日本では4年であった）が生じていた。
「Season2」では、ハーディ神殿の神官がレレイに扮して定期的に門を開閉することで空間に生じる歪みを最低限に抑えている。
穿門法
「門」を開くための魔法技術。レレイがハーディよりあるアイテムとして貰った超高度な魔法技術だが、方法さえ熟知していれば第三者でも使用可能。この技術を持つレレイは多勢力に狙われたため、「門」の開通・閉鎖技術の確立後には権限をベルナーゴ神殿に譲渡する予定。
本編において、地球の学者の物理学的見解では、一度閉鎖した「門」を再び同じ場所に開くためには、異世界双方に超高純度の特地で産出された結晶物質を設置する事で、再び同じ世界に結合させる事が可能である事が語られている。ただし、この際どうしても異世界間で大きな時差が生じてしまう可能性のあることが憂慮されている。また閉門騒動後の特地側での研究で、「『門』を潜ろうとする第三者が行きたい時間と場所を強く念ずることで、時差を可能な限り縮小させて同じ世界に『門』を開くことができる」という事が実証されている。
当初は伊丹が炎龍討伐時の褒賞で手に入れたダイヤモンドを用いて地球と特地を繋ぐ事を考えていたが、外伝四にてメイベルに特地側にあったダイヤの片割れを砕かれてしまう。web版では伊丹の官舎が放火された際に燃えてしまい、かなりの質量が失われてしまう。
他、外伝では、レレイの研究成果の一つとして、元来空間転移の性質を持つ穿門法の性質を利用して、近距離の空間転移を利用して相手を攻撃する魔法などの開発にも成功している。
魔法
特地の特殊な技術。レレイの解説を地球の物理学的見解で解釈した養鳴教授によると、4次元以上の高次元世界から、3次元世界へ何らかの干渉を行い（法理と虚理。魔力とイメージ）、3次元世界の事象（現理。いわゆる、物理法則）を操作できる技術とのこと。作中では精霊魔法も含めて地球でも問題なく使用できる。
これらの研究はロンデルという特地における学術都市で盛んに行われている。ロンデルではこれを学ぶ者は「学徒」と呼ばれ、地球同様、学士・修士・博士の学位がある。さらにこの上に最上位の「導師」があり、大変な難関として知られる。レレイによると、特地では「学士号」以上の学位を持つものを魔法の使用が出来る出来ないに関わらず、一般的に「賢者」と呼ばれるため、日本の大学校という巨大な学門機関で学び、卒業したものも「賢者」と呼んで差し支えないとのこと。
レレイは、この魔法技術と日本で購入した文献などで得た科学技術を融合させると非常に革命的な技術になると気付き、その一部をロンデルの学会で発表して導師号を史上最年少で授与されているが、判断を誤れば自らを滅ぼしかねない危険な技術である事にも気付いており、必要最低限の研究成果以外は公開しないように心がけている。
本格的に学んでいない段階でも素養の高い者は物品に込められた記憶を読むなどができるが、あくまで物理現象を別アプローチで引き起こしているだけなので、そこまで都合のいい代物ではない。
精霊魔法
主にエルフやセイレーン等が使用する魔法。ヒト種の魔法が使用者を限定されるのに対し、エルフやセイレーンなど精霊魔法を使える種族は多少の優劣はあってもほぼ全ての者が使え、ヒト種にも使える者が存在する。
基本的に精霊と呼ばれる不可視の存在と交感し、なんらかの取引が成立することで行使されるが、精霊と交感する方法は個人レベルで差異があり、まったく同じものは存在しないとも言える。
人間の持つ恐怖心など感情の働きを抑えることも出来るが、それらの魔法を解除した際には感情の動きが大袈裟になる他、ある種の薬物を併用すると生命の危険を認識できなくなるなどの副作用がある。元来、その個人本来の人格を無視する部分があるため、感情操作系の魔法を使用することは忌避されている。
鉱物魔法
アルペジオが研究している魔法。鉱物を触媒にすることで魔法の発動に関する時間やコストを下げることを目的としている。しかし研究のための試料に恐ろしく資金がかさむことから「金貨を呑み込む魔女の大釜」とも呼ばれる。
レレイのノイマン効果成型炸裂魔法
レレイが来日した時に、特地の魔法技術に、東京で大量に購入した科学書籍を参考にした地球側の科学理論（魔法学でいう「現理」）を応用した特地初の科学魔法。
多重層の魔導式を連鎖反応させる事でHEAT弾の効果を模するが、当初は一度魔導式を発動すると攻撃の方向を変えられないという欠点があった。
対炎龍戦ではその場に散乱していた刀剣を飛翔誘導させて攻撃、加速させる為に利用した。その後、HEAT弾に必要な金属ライナー及び発動させる際の方向を任意に偏向させる媒体として家庭用金属製漏斗で代用し、そのライナーを魔法で飛翔誘導させて対象に吸着、爆裂魔法を擂鉢状に爆発させることで、ライナーよりメタルジェット効果を得るという魔法攻撃方法を眼鏡犬に使用し、一撃で葬る威力を見せている。
パウビーノ
「Season2」において登場した新たな魔法職。地球側からもたらされた「大砲」を使用する炸薬代わりに爆轟魔法を装填する。主に魔力はあるが魔導師になれなかった者に「爆轟魔法の魔法式展開のみ」を覚えさせたという特化型で点火は火縄で行う。爆轟魔法のみを覚えさせるということから、魔力さえあれば良いと子供を奴隷としてかき集める方法もまかり通っている。

### その他
銀座事件
全ての物語の発端であり、日本と帝国が戦端を開くきっかけとなった出来事。帝国側は「ギンザ戦役」と呼称する。
20××年8月の正午前、銀座六丁目交差点付近に突如出現した「門」より多数の帝国兵および怪異が出現し、付近にいた一般市民を手当たり次第に襲う。直後に警視庁機動隊と自衛隊が出動し、帝国兵は6万人の死者とおよそ6,000人の捕虜という損害を残して門の向こう側（特地）へと撤退したが、この時銀座はちょうど歩行者天国の最中であり、大勢の一般市民がこの騒ぎに巻き込まれて死傷することとなった。
『外伝+ 特地迷宮攻略篇 栗林志乃 彼の地にて、斯く戦えり』によると、銀座に攻め込んだ帝国軍は病院などを殊更執拗に荒らして回り、特地での常識が明らかとなるまで深部情報偵察隊では衛生科の自衛官も「赤十字」のマークを身に付けないこととなっていた。
伊丹は新橋駅から同人誌即売会に向かう最中にこの騒ぎに遭遇して銀座にとって返し、一般市民を皇居正門から皇居内に誘導、反対側の半蔵門から避難させるという作戦を立案・実行し、数千人の命を救っている。この功績により伊丹は「二重橋の英雄」と呼ばれ、二等陸尉へ昇進している。
アルヌス戦争
大祭典
閉門騒動から10ヵ月後に企画・開催された、日本国アルヌス州での大規模カーニバル。もともとの目的は富田とボーゼスの結婚式、そして両人の娘・舞のナッシダであったが、そこに自衛隊の福利厚生としての駐屯地祭、ロゥリィによる亜神の神殿誘致計画、帝国の炎龍討伐功労者の受勲式などの式典やイベントが相乗りした結果、大規模のイベントと化した。
その内容も二世界間初の混血児である舞のナッシダに特地亜神全員が祝福を込めて招聘した事もあり、富田・ボーゼス両人の結婚式の祭司をロゥリィが務めるという時点で特地の歴史上前例のないものであり、帝国ですら催したことのない規模・格式の行事となった。実行委員は自衛隊側が江田島・伊丹、組合側がレレイ・テュカ・ロゥリィ・ヤオ、アルヌス州自治会がディアボ。実行委員長は江田島が務めた。
当初は1,000人規模の参加人数を予定していたが、最終的には参加人数が10万人規模に膨れ上がることとなった。

## 本作における武器・兵器
特地派遣部隊の武器・兵器は、特地で使い捨てることを想定し、74式戦車やF-4EJのような廃棄・退役予定の兵器や、書類上は廃棄済みだが手続きの遅れにより保管されていた兵器類が優先的に装備されている。使い捨てにできる以外に、敵対勢力にレーダーなどのエレクトロニクス技術が存在しない、自衛隊側も人工衛星がないためにGPSネットワークやデータリンクシステムが一切使えず、最新装備はデッドウェイトにしかならない、という理由もある。ただし、旧式装備が既に廃棄されていて、最新装備である(北部方面隊や教育隊しか配備されていない)87式自走高射機関砲が使用されている。
個人携行火器は7.62mm弾(常装薬)を使用する64式小銃が配備されている。これは銀座事件においてオークやトロルといった巨体を持つ怪異相手に、5.56mm弾を使用する89式小銃では火力不足だったこと、白兵戦において装着した銃剣の鋸刃部分がチェインメイルなどに引っ掛かり、咄嗟に抜けなかったことによる。ただし、空挺部隊は折曲銃床式の89式小銃を、特殊作戦群はM4カービン(アニメ版では、HK416やHK417など)を使用している。軽機関銃も小銃と同様に、7.62mm弾を使用する62式機関銃が配備される予定だったが、隊員達の猛抗議を受け、5.56mm機関銃MINIMIが配備された。
他、同盟国からの供与品、他国とのいざこざで鹵獲した武器や、日本側で購入し持込まれた私物が使用されている。自衛隊で使用する武器類は持ち出しや管理において非常に厳しく管理されており、護身用として常時携帯することができないが、他国との戦闘で得た鹵獲品などは存在しない物として自由に扱うことができるため、貴重な備品として重宝されている。
「Season2」では門の拡張ないし港湾設備の整備がなされたのか、潜水艦やミサイル艇が持ち込まれている。
対して、特地側の武器や兵器は、中世の欧州に存在した剣や弓、弩、カタパルトなどの原始的なものがほとんどで、火器類は存在しない。代わりに魔法や特殊な生物を利用した地球側にはない攻撃手段があり、翼龍といった航空兵力も存在するため、戦術によっては特地の航空兵力でもある程度の戦術的攻撃効果は期待できる。特に帝国主戦派との戦闘が本格化すると難民を盾にされたりして近接戦距離まで詰め寄られ、銃や銃剣だけでは対応が難しい状況が起きた。自衛官側もそういった状況に対応しようと漫画版19巻の4コマでは私物として手斧やマチェットを装備する隊員が増え、中には日本刀を携帯する隊員も現れた。

### 特地側の特殊な武器
血剣ディーヴァ
光神ズフムートより賜った秘宝剣。ズフムートの持つ神力「秩序」を司る権能があり、古の国エデンを平定したという伝説がある。
王家の縁者しか所持する事が出来ず、また鞘がないため耐久性が低く、早期に朽ち果ててしまう。このため、必要になる度にフォーン家の女性の心臓と血管を素材に生成される。剣を抜き出されるとその人間は必ず死んでしまうため、フォーン家の女性は象徴である蒼い髪を染めて身を隠す必要がある。
作中ではメイベルが自身の心臓と血管を素材として生成・所持していたが、最終的にはロゥリィに奪われる。
ロゥリィのハルバート
モーター・マブチスが神鉄という神秘の金属を素材に作製した戦斧。ロゥリィの身長よりも大きく、柄には蛇が巻き付いた形の装飾が施されている。重量も大人数人がかりでやっと持ち上げられる程重く、硬度も非常に高い。その威力はメイベルを遥か彼方に吹き飛ばし、戦車並みの装甲を持つ炎龍も脳震盪を起こすほどである。

## 漫画
2011年7月より、「アルファポリス 電網浮遊都市」にてWeb連載中（毎月30日更新）。作画は竿尾悟。コミックスはアルファポリスCOMICSのレーベルで25巻まで刊行されている（2024年6月現在）。
内容は単行本版をベースにしつつ、Arcadia掲載の『湯煙温泉編』『商売繁盛編』の描写も一部アレンジして導入されており、外伝を含めて単行本で時系列が前後する部分の順序が修正されているほか、漫画版独自の「特別短編」や、巻末には番外編という形で4コマ漫画も掲載されている。
作中には『コンビニDMZ』など、竿尾のオリジナル作品のキャラクターも登場している。

### スピンオフ作品
ゲート featuring The Starry Heavens
漫画：阿倍野ちゃこ。毎月第3木曜日更新。コミックスはアルファポリスCOMICSより全2巻。帝国と日本の武力衝突が起こらなかった「IF」を舞台に、ロゥリィら3人がアイドルユニット「ザ・スターリー・ヘヴンズ」として活動する姿を描いた番外編。
ゲート 帝国の薔薇騎士団 ピニャ・コ・ラーダ14歳
漫画：志連ユキ枝。毎月第1木曜日更新。コミックスはアルファポリスCOMICSより全2巻。『外伝+ 特地迷宮攻略編』収録の「帝国の薔薇騎士団 グレイ・コ・アルド編」を原作とした前日譚。
げーと! よんコマ
漫画：九韻寺51号。毎月第2木曜日更新。現在連載休止中。本編に沿ったギャグ寄りの4コマ漫画。
めい☆コン
漫画：智。毎月第4木曜日更新。コミックスはアルファポリスCOMICSより全1巻。作中の同人漫画『めい☆コン』をコミカライズした作品。
ゲート0 -zero- 自衛隊 銀座にて、斯く戦えり
漫画：才谷屋龍一。毎月第2水曜日更新。同名の新章のコミカライズ。

## 既刊一覧

### 小説

#### 単行本
柳内たくみ（著）・Daisuke Izuka（イラスト） 『ゲート 自衛隊 彼の地にて、斯く戦えり』 アルファポリス、全10巻（本編5巻＋外伝5巻）
| 巻数  | サブタイトル              | 初版発行日     | ISBN              |
| ----- | ------------------------- | -------------- | ----------------- |
| 1     | 接触編                    | 2010年4月12日  | 978-4-434-14235-2 |
| 2     | 炎龍編                    | 2010年8月8日   | 978-4-434-14763-0 |
| 3     | 動乱編                    | 2010年12月24日 | 978-4-434-15254-2 |
| 4     | 総撃編                    | 2011年6月30日  | 978-4-434-15720-2 |
| 5     | 冥門編                    | 2012年1月5日   | 978-4-434-16238-1 |
| 外伝1 | 外伝 南海漂流編           | 2012年10月10日 | 978-4-434-17129-1 |
| 外伝2 | 外伝弐 黒神の大祭典編     | 2013年8月8日   | 978-4-434-18173-3 |
| 外伝3 | 外伝参 黄昏の竜騎士伝説編 | 2014年4月30日  | 978-4-434-19120-6 |
| 外伝4 | 外伝四 白銀の晶姫編       | 2014年12月30日 | 978-4-434-20085-4 |
| 外伝5 | 外伝+ 特地迷宮攻略編      | 2015年7月3日   | 978-4-434-20742-6 |

柳内たくみ（著）・Daisuke Izuka（イラスト） 『ゲートSeason2 自衛隊 彼の地にて、斯く戦えり』 アルファポリス、既刊5巻（2020年11月30日現在）
| 巻数 | サブタイトル | 初版発行日     | ISBN              |
| ---- | ------------ | -------------- | ----------------- |
| 1    | 抜錨編       | 2017年8月8日   | 978-4-434-23616-7 |
| 2    | 謀濤編       | 2018年5月5日   | 978-4-434-24575-6 |
| 3    | 熱走編       | 2019年1月31日  | 978-4-434-25598-4 |
| 4    | 漲望編       | 2019年12月3日  | 978-4-434-26791-8 |
| 5    | 回天編       | 2020年11月30日 | 978-4-434-28126-6 |

柳内たくみ（著）・Daisuke Izuka（イラスト） 『ゲート0 -zero- 自衛隊 銀座にて、斯く戦えり』 アルファポリス、全2巻
| 巻数 | サブタイトル | 初版発行日     | ISBN              |
| ---- | ------------ | -------------- | ----------------- |
| 1    | 前編         | 2021年12月31日 | 978-4-434-29725-0 |
| 2    | 後編         | 2022年8月22日  | 978-4-434-30751-5 |

#### 文庫版
柳内たくみ（著）・黒獅子（イラスト） 『ゲート 自衛隊 彼の地にて、斯く戦えり』 アルファポリス〈アルファライト文庫〉、全20巻（本編10巻＋外伝10巻）
| 巻数  | サブタイトル             | 初版発行日     | ISBN                     |
| ----- | ------------------------ | -------------- | ------------------------ |
| 1     | 接触編                   | 2013年1月6日   | 978-4-434-17474-2 （上） |
| 1     | 接触編                   | 2013年1月6日   | 978-4-434-17475-9 （下） |
| 2     | 炎龍編                   | 2013年4月2日   | 978-4-434-17702-6 （上） |
| 2     | 炎龍編                   | 2013年4月2日   | 978-4-434-17703-3 （下） |
| 3     | 動乱編                   | 2013年7月3日   | 978-4-434-17937-2 （上） |
| 3     | 動乱編                   | 2013年7月3日   | 978-4-434-17938-9 （下） |
| 4     | 総撃編                   | 2013年9月26日  | 978-4-434-18239-6 （上） |
| 4     | 総撃編                   | 2013年9月26日  | 978-4-434-18240-2 （下） |
| 5     | 冥門編                   | 2013年12月27日 | 978-4-434-18575-5 （上） |
| 5     | 冥門編                   | 2013年12月27日 | 978-4-434-18576-2 （下） |
| 外伝1 | 外伝 南海漂流編          | 2014年12月28日 | 978-4-434-19944-8 （上） |
| 外伝1 | 外伝 南海漂流編          | 2014年12月28日 | 978-4-434-19945-5 （下） |
| 外伝2 | 外伝2 黒神の大祭典編     | 2015年4月4日   | 978-4-434-20300-8 （上） |
| 外伝2 | 外伝2 黒神の大祭典編     | 2015年4月4日   | 978-4-434-20301-5 （下） |
| 外伝3 | 外伝3 黄昏の竜騎士伝説編 | 2015年6月28日  | 978-4-434-20647-4 （上） |
| 外伝3 | 外伝3 黄昏の竜騎士伝説編 | 2015年6月28日  | 978-4-434-20648-1 （下） |
| 外伝4 | 外伝4 白銀の晶姫編       | 2015年12月23日 | 978-4-434-21294-9 （上） |
| 外伝4 | 外伝4 白銀の晶姫編       | 2015年12月23日 | 978-4-434-21295-6 （下） |
| 外伝5 | 外伝+ 特地迷宮攻略編     | 2016年3月30日  | 978-4-434-21753-1 （上） |
| 外伝5 | 外伝+ 特地迷宮攻略編     | 2016年3月30日  | 978-4-434-21754-8 （下） |

柳内たくみ（著）・黒獅子（イラスト） 『ゲートSeason2 自衛隊 彼の地にて、斯く戦えり』 アルファポリス〈アルファライト文庫〉、既刊10巻（2022年9月30日現在）
| 巻数 | サブタイトル | 初版発行日     | ISBN                     |
| ---- | ------------ | -------------- | ------------------------ |
| 1    | 抜錨編       | 2020年12月4日  | 978-4-434-28114-3 （上） |
| 1    | 抜錨編       | 2020年12月4日  | 978-4-434-28115-0 （下） |
| 2    | 謀濤編       | 2021年6月4日   | 978-4-434-28858-6 （上） |
| 2    | 謀濤編       | 2021年6月4日   | 978-4-434-28859-3 （下） |
| 3    | 熱走編       | 2021年10月31日 | 978-4-434-29482-2 （上） |
| 3    | 熱走編       | 2021年10月31日 | 978-4-434-29483-9 （下） |
| 4    | 漲望編       | 2022年3月31日  | 978-4-434-30058-5 （上） |
| 4    | 漲望編       | 2022年3月31日  | 978-4-434-30059-2 （下） |
| 5    | 回天編       | 2022年9月30日  | 978-4-434-30727-0 （上） |
| 5    | 回天編       | 2022年9月30日  | 978-4-434-30728-7 （下） |

### 漫画
| 巻数                                           | 初版発行日                           | ISBN                                 |
| ゲート 自衛隊 彼の地にて、斯く戦えり           | ゲート 自衛隊 彼の地にて、斯く戦えり | ゲート 自衛隊 彼の地にて、斯く戦えり |
| ---------------------------------------------- | ------------------------------------ | ------------------------------------ |
| 1                                              | 2012年6月25日                        | 978-4-434-16703-4                    |
| 2                                              | 2013年1月31日                        | 978-4-434-17468-1                    |
| 3                                              | 2013年7月20日                        | 978-4-434-18048-4                    |
| 4                                              | 2014年4月30日                        | 978-4-434-19017-9                    |
| 5                                              | 2014年9月30日                        | 978-4-434-19601-0                    |
| 6                                              | 2015年3月31日                        | 978-4-434-20299-5                    |
| 7                                              | 2015年6月25日                        | 978-4-434-20675-7                    |
| 8                                              | 2015年12月25日                       | 978-4-434-21300-7                    |
| 9                                              | 2016年6月30日                        | 978-4-434-21993-1                    |
| 10                                             | 2016年12月25日                       | 978-4-434-22649-6                    |
| 11                                             | 2017年4月30日                        | 978-4-434-23144-5                    |
| 12                                             | 2017年12月30日                       | 978-4-434-23969-4                    |
| 13                                             | 2018年6月30日                        | 978-4-434-24676-0                    |
| 14                                             | 2018年12月30日                       | 978-4-434-25368-3                    |
| 15                                             | 2019年6月30日                        | 978-4-434-26031-5                    |
| 16                                             | 2019年12月30日                       | 978-4-434-26776-5                    |
| 17                                             | 2020年6月30日                        | 978-4-434-27533-3                    |
| 18                                             | 2020年12月30日                       | 978-4-434-28254-6                    |
| 19                                             | 2021年6月30日                        | 978-4-434-29010-7                    |
| 20                                             | 2021年12月30日                       | 978-4-434-29735-9                    |
| 21                                             | 2022年6月30日                        | 978-4-434-30460-6                    |
| 22                                             | 2022年12月30日                       | 978-4-434-31352-3                    |
| 23                                             | 2023年6月30日                        | 978-4-434-32196-2                    |
| 24                                             | 2023年12月31日                       | 978-4-434-32196-2                    |
| 25                                             | 2024年6月30日                        | 978-4-434-34052-9                    |
| 26                                             | 2024年12月30日                       | 978-4-434-35001-6                    |
| ゲート featuring The Starry Heavens            |                                      |                                      |
| 1                                              | 2015年12月25日                       | 978-4-434-28254-6                    |
| 2                                              | 2016年6月30日                        | 978-4-434-28254-6                    |
| ゲート 帝国の薔薇騎士団 ピニャ・コ・ラーダ14歳 |                                      |                                      |
| 1                                              | 2015年12月25日                       | 978-4-434-21280-2                    |
| 2                                              | 2016年6月30日                        | 978-4-434-22000-5                    |
| めい☆コン                                      |                                      |                                      |
| 1                                              | 2015年12月25日                       | 978-4-434-21276-5                    |
| ゲート0 -zero- 自衛隊 銀座にて、斯く戦えり     |                                      |                                      |
| 1                                              | 2024年12月31日                       | 978-4-434-35002-3                    |
| 2                                              | 2025年3月31日                        | 978-4-434-35478-6                    |

## テレビアニメ
2014年12月19日にはテレビアニメ化が発表され、『GATE 自衛隊 彼の地にて、斯く戦えり』のタイトルで、2015年7月から9月まで第1クールが、2016年1月から3月まで第2クールがそれぞれ放送された。3部構成となっており、第1話から第10話までが「接触編」、第11話から第18話までが「炎龍編」、第19話から第24話までが「動乱編」と称されている。
2025年7月には「GATE SEASON2 自衛隊 彼の海にて、斯く戦えり」の制作決定が発表された。
テレビアニメ化を記念し、元自衛官でもある柳内の提案で自衛隊東京地方協力本部とのコラボレーションが行われ、2015年の自衛官募集ポスターでは一部地域でテレビアニメ版のキービジュアルが使用された。

### スタッフ
|                                | SEASON1                                                | SEASON2                                            |
| ------------------------------ | ------------------------------------------------------ | -------------------------------------------------- |
| 原作                           | 柳内たくみ （ アルファポリス 刊） 黒獅子（文庫版）     | 柳内たくみ （ アルファポリス 刊） 黒獅子（文庫版） |
| 監督                           | 京極尚彦                                               | 高橋亨                                             |
| シリーズ構成                   | 浦畑達彦                                               | 浦畑達彦                                           |
| チーフ演出                     | 安藤良                                                 | 未公表                                             |
| キャラクターデザイン           | 中井準                                                 | 藤田しげる                                         |
| 総作画監督                     | 中井準                                                 | 未公表                                             |
| サブデザイン                   | 細越裕治                                               | 未公表                                             |
| ミリタリー監修                 | 鈴木貴昭 金子賢一 Mr.B                                 | 未公表                                             |
| 銃器設定・銃器・兵器作画監督   | 青木悠                                                 | 未公表                                             |
| アクション・エフェクト作画監督 | 松本顕吾                                               | 未公表                                             |
| 色彩設計                       | 茂木孝浩（第1話 - 第12話）→油谷ゆみ（第13話 - 第24話） | 未公表                                             |
| 美術監督                       | 高橋麻穂                                               | 未公表                                             |
| 美術設定                       | 高橋武之                                               | 未公表                                             |
| 撮影監督                       | 岡崎正春                                               | 未公表                                             |
| CGディレクター                 | 野間祐介                                               | 未公表                                             |
| 編集                           | 今井大介                                               | 未公表                                             |
| 音響監督                       | 長崎行男                                               | 未公表                                             |
| 音楽                           | 藤澤慶昌                                               | 未公表                                             |
| 音楽プロデューサー             | 小島剛                                                 | 未公表                                             |
| 音楽制作                       | Five Eighth                                            | 未公表                                             |
| プロデューサー                 | 中山信宏 太田鉄平 大澤信博                             | 未公表                                             |
| アニメーションプロデューサー   | 清田穣二                                               | 未公表                                             |
| プロデュース                   | GENCO                                                  | 未公表                                             |
| プロデュース協力               | EGG FIRM                                               | 未公表                                             |
| アニメーション制作             | A-1 Pictures                                           | スタジオM2                                         |
| 製作                           | ゲート製作委員会                                       | GATE2 製作委員会                                   |

### 主題歌
オープニングテーマ
「GATE〜それは暁のように〜」（第1話 - 第11話）
作詞・作曲 - 岸田 / 編曲・歌 - 岸田教団&THE明星ロケッツ
第12話、第24話ではエンディングで使用。
「GATE II 〜世界を超えて〜」（第13話 - 第23話）
作詞・作曲 - 岸田 / 編曲・歌 - 岸田教団&THE明星ロケッツ

エンディングテーマ
「ぷりずむコミュニケート」（第1話 - 第11話）
作詞・作曲・編曲 - 山田高弘 / 歌 - テュカ&レレイ&ロゥリィ（金元寿子&東山奈央&種田梨沙）
「いつだってコミュニケーション」（第13話 - 第23話）
作詞・作曲・編曲 - 山田高弘 / 歌 - テュカ&レレイ&ロゥリィ（金元寿子&東山奈央&種田梨沙）

### 評価
アメリカのアニメ評価サイト「Anime Trending」が主催した「第2回 Anime Trending Awards」ではGIRL OF THE YEAR部門でロゥリィ・マーキュリーが10位、OPENING THEME SONG OF THE YEAR部門で「GATE〜それは暁のように〜」が8位、SHONEN OR ADVENTURE ANIME OF THE YEAR部門で4位をそれぞれ獲得している。

### 各話リスト
| 話数   | サブタイトル           | 脚本     | 絵コンテ                                 | 演出       | 作画監督                                   | 放送日        |
| 接触編 | 接触編                 | 接触編   | 接触編                                   | 接触編     | 接触編                                     | 接触編        |
| ------ | ---------------------- | -------- | ---------------------------------------- | ---------- | ------------------------------------------ | ------------- |
| 第1話  | 自衛隊、異世界へ行く   | 浦畑達彦 | 京極尚彦                                 | 京極尚彦   | 中井準                                     | 2015年 7月4日 |
| 第2話  | 二つの軍勢             | 浦畑達彦 | 近藤信宏                                 | 安藤良     | 黒田結花、亘沙結花                         | 7月11日       |
| 第3話  | 炎龍                   | 浦畑達彦 | 河合滋樹 京極尚彦 松本顕吾（アクション） | 河合滋樹   | 須藤智子、猪口美緒                         | 7月18日       |
| 第4話  | 見知らぬ地へ           | 浦畑達彦 | 京極尚彦                                 | 馬川奈央   | 松本昌子、加藤里香                         | 7月25日       |
| 第5話  | イタリカ攻防戦         | 砂山蔵澄 | 田口智久                                 | 安藤尚也   | 板倉喜代美、山崎輝彦                       | 8月1日        |
| 第6話  | 戦女神の騎行           | 鈴木貴昭 | 安藤良                                   | 安藤良     | 細越裕治                                   | 8月8日        |
| 第7話  | 皇女の決断             | 砂山蔵澄 | 藤澤俊幸                                 | 河野亜矢子 | 中原清隆、斎藤大輔 丸山祥子、柴田健児      | 8月15日       |
| 第8話  | 門の向こうのニホン     | 砂山蔵澄 | 伊藤智彦                                 | 石井俊匡   | 寺田祐一                                   | 8月22日       |
| 第9話  | 箱根山中夜戦           | 鈴木貴昭 | 河合滋樹                                 | 河合滋樹   | 米澤優                                     | 8月29日       |
| 第10話 | 絶望と希望             | 浦畑達彦 | 京極尚彦                                 | 京極尚彦   | 波部崇、市川敬三 猪口美緒、亘沙結花 米澤優 | 9月5日        |
| 炎龍編 |                        |          |                                          |            |                                            |               |
| 第11話 | 来訪者                 | 砂山蔵澄 | 藤澤俊幸                                 | 南川達馬   | 齋藤温子、飯飼一幸                         | 9月12日       |
| 第12話 | 伊丹なら               | 浦畑達彦 | 京極尚彦 安藤尚也                        | 安藤尚也   | 小林理、細越裕治 寺田祐一                  | 9月19日       |
| 第13話 | 開宴                   | 浦畑達彦 | 安藤良                                   | 安藤良     | 猪口美緒、寺田祐一                         | 2016年 1月9日 |
| 第14話 | 帝都激震               | 砂山蔵澄 | 京田知己                                 | 伊藤祐毅   | 米澤優                                     | 1月16日       |
| 第15話 | テュカ・ルナ・マルソー | 砂山蔵澄 | 京極尚彦                                 | 河野亜矢子 | 井関修一、小林理                           | 1月23日       |
| 第16話 | 炎龍再び               | 鈴木貴昭 | 河合滋樹                                 | 河合滋樹   | 朝井聖子、市川敬三                         | 1月30日       |
| 第17話 | 決戦                   | 浦畑達彦 | 藤澤俊幸                                 | 大久保朋   | 細越裕治                                   | 2月6日        |
| 第18話 | 魔法都市ロンデル       | 浦畑達彦 | 京極尚彦                                 | 京極尚彦   | 猪口美緒、寺田祐一                         | 2月13日       |
| 動乱編 |                        |          |                                          |            |                                            |               |
| 第19話 | 危険な姉妹             | 砂山蔵澄 | 安藤良                                   | 安藤良     | 米澤優                                     | 2月20日       |
| 第20話 | こいびと               | 砂山蔵澄 | 藤澤俊幸                                 | 浅見松雄   | 北島勇樹、冨沢和雄                         | 2月27日       |
| 第21話 | デッドライン           | 浦畑達彦 | 古田丈司                                 | 河野亜矢子 | 斉藤雅和、津熊健徳 成松義人                | 3月5日        |
| 第22話 | 奴隷服を着た皇女       | 砂山蔵澄 | 河合滋樹                                 | 河合滋樹   | 小林理、朝井聖子 サトウミチオ              | 3月12日       |
| 第23話 | 空挺降下               | 鈴木貴昭 | 藤澤俊幸                                 | 京極尚彦   | 波部崇、市川敬三 細越裕治                  | 3月19日       |
| 第24話 | 斯く戦えり             | 浦畑達彦 | 京極尚彦                                 | 安藤良     | 米澤優、猪口美緒                           | 3月26日       |

### 放送局
| 放送期間                | 放送時間                     | 放送局     | 対象地域   | 備考                |
| ----------------------- | ---------------------------- | ---------- | ---------- | ------------------- |
| 2015年7月4日 - 9月19日  | 土曜 0:30 - 1:00（金曜深夜） | TOKYO MX   | 東京都     |                     |
| 2015年7月8日 - 9月23日  | 水曜 1:35 - 2:05（火曜深夜） | テレビ愛知 | 愛知県     |                     |
|                         | 水曜 2:30 - 3:00（火曜深夜） | 毎日放送   | 近畿広域圏 | 『アニメ特区』第1部 |
| 2015年7月11日 - 9月26日 | 土曜 0:30 - 1:00（金曜深夜） | BS11       | 日本全域   | 『ANIME+』枠        |
| 2015年7月12日 - 9月27日 | 日曜 0:30 - 1:00（土曜深夜） | AT-X       | 日本全域   | リピート放送あり    |

| 配信期間               | 配信時間                     | 配信サイト         | 備考                                           |
| ---------------------- | ---------------------------- | ------------------ | ---------------------------------------------- |
| 2015年7月8日 - 9月23日 | 水曜 12:00 更新              | バンダイチャンネル | 第1話無料、第2話以降6日半（火曜23:59まで）無料 |
|                        |                              | ニコニコチャンネル | 第1話無料、第2話以降6日半（火曜23:59まで）無料 |
| 2015年7月9日 - 9月24日 | 木曜 1:00 - 1:30（水曜深夜） | ニコニコ生放送     |                                                |

| 放送期間                | 放送時間                     | 放送局         | 対象地域   | 備考                |
| ----------------------- | ---------------------------- | -------------- | ---------- | ------------------- |
| 2016年1月9日 - 3月26日  | 土曜 1:05 - 1:35（金曜深夜） | TOKYO MX       | 東京都     |                     |
| 2016年1月10日 -         | 日曜 1:50 - 2:20（土曜深夜） | テレビ愛知     | 愛知県     |                     |
| 2016年1月13日 - 3月30日 | 水曜 3:30 - 4:00（火曜深夜） | 毎日放送       | 近畿広域圏 | 『アニメ特区』第3部 |
|                         | 水曜 23:30 - 木曜 0:00       | AT-X           | 日本全域   | リピート放送あり    |
| 2016年1月16日 - 4月1日  | 土曜 0:30 - 1:00（金曜深夜） | BS11           | 日本全域   | 『ANIME+』枠        |
| 2016年1月29日 - 4月15日 | 金曜 18:00 - 18:30           | チャンネルNECO | 日本全域   | リピート放送あり    |

| 配信期間                | 配信時間                     | 配信サイト         | 備考                                 |
| ----------------------- | ---------------------------- | ------------------ | ------------------------------------ |
| 2016年1月13日 - 3月30日 | 水曜 12:00 更新              | バンダイチャンネル | 第13話以降6日半（火曜23:59まで）無料 |
|                         |                              | ニコニコチャンネル | 第13話以降6日半（火曜23:59まで）無料 |
| 2016年1月14日 - 3月31日 | 木曜 0:00 - 0:30（水曜深夜） | ニコニコ生放送     |                                      |

### BD / DVD
| 巻 | 編     | 編  | 発売日         | 収録話          | 規格品番   | 規格品番   |
| 巻 | 編     | 編  | 発売日         | 収録話          | BD初回版   | DVD初回版  |
| -- | ------ | --- | -------------- | --------------- | ---------- | ---------- |
| 1  | 接触編 | I   | 2015年9月30日  | 第1話 - 第2話   | 1000580129 | 1000580145 |
| 2  | 接触編 | II  | 2015年10月28日 | 第3話 - 第4話   | 1000580140 | 1000580146 |
| 3  | 接触編 | III | 2015年11月25日 | 第5話 - 第6話   | 1000580141 | 1000580147 |
| 4  | 接触編 | IV  | 2015年12月23日 | 第7話 - 第8話   | 1000580142 | 1000580148 |
| 5  | 接触編 | V   | 2016年1月27日  | 第9話 - 第10話  | 1000580143 | 1000580149 |
| 6  | 炎龍編 | I   | 2016年2月24日  | 第11話 - 第12話 | 1000580144 | 1000580150 |
| 7  | 炎龍編 | II  | 2016年3月23日  | 第13話 - 第14話 | 1000594830 | 1000594937 |
| 8  | 炎龍編 | III | 2016年4月27日  | 第15話 - 第16話 | 1000594867 | 1000594938 |
| 9  | 炎龍編 | IV  | 2016年5月25日  | 第17話 - 第18話 | 1000594868 | 1000594939 |
| 10 | 動乱編 | I   | 2016年6月22日  | 第19話 - 第20話 | 1000594869 | 1000594940 |
| 11 | 動乱編 | II  | 2016年7月27日  | 第21話 - 第22話 | 1000594870 | 1000594941 |
| 12 | 動乱編 | III | 2016年8月24日  | 第23話 - 第24話 | 1000594936 | 1000594942 |

### WEBラジオ
『GATE 自衛隊 彼の地にて、斯く戦えり〜アルヌス放送局〜』は、2015年6月25日から2016年3月31日までHiBiKi Radio Stationにて配信されたWEBラジオ番組。パーソナリティは諏訪部順一（伊丹耀司 役）と金元寿子（テュカ・ルナ・マルソー 役）。第1回から第14回までは毎週木曜日、第15回から第20回までは隔週木曜日、第21回から第33回まで再び毎週木曜日更新。全33回。
ゲスト
- 第5回：Ichigo（岸田教団&THE明星ロケッツ）（アニメOP主題歌担当）
- 第11・12回：種田梨沙（ロゥリィ・マーキュリー 役）
- 第23回：小西克幸（ゾルザル・エル・カエサル 役）
- 第32回：柳内たくみ（原作者）
- 第33回：東山奈央（レレイ・ラ・レレーナ 役）、種田梨沙

ラジオCD
| Vol. | 発売日        | 新規撮り下ろし特別版ゲスト          | 過去配信回      |
| ---- | ------------- | ----------------------------------- | --------------- |
| 1    | 2015年9月30日 | 東山奈央                            | 第1回 - 第10回  |
| 2    | 2016年1月27日 | 戸松遥（ピニャ・コ・ラーダ 役）     | 第11回 - 第18回 |
| 3    | 2016年3月30日 | 日笠陽子（ヤオ・ハー・デュッシ 役） | 第19回 - 第26回 |
| 4    | 2016年5月25日 | 東山奈央、種田梨沙                  | 第27回 - 第33回 |

### ゲーム
GATE ブレイブ スクランブル
2016年1月18日よりGoogle PlayとAppStoreにて配信開始されたバンダイナムコエンターテインメントのネイティブアプリゲーム。ジャンルはシミュレーション。2016年9月29日にサービス終了。
GATE×リアル謎解きゲーム 秘密取引を調査せよ!
2016年5月10日より5月22日にかけて東京アニメセンターで開催された、あそびファクトリーの施設内周遊型の体感型ゲーム。
GATE 自衛隊 彼の地にて、斯く戦えり FRONTLINE UNION
2023年9月22日よりG123にて配信開始されたCTWのブラウザゲーム。ジャンルはストラテジー。2024年5月31日にサービス終了。

### パチスロ
ネットからパチスロ機「パチスロ GATE」が2018年2月19日に稼働を開始した。

### 書籍
『GATE 自衛隊 彼の地にて、斯く戦えり 特地行動報告書』が、1期と2期に分け2冊が刊行された、劇中での自衛隊を軍事的な視点から徹底分析したミリタリーガイドブック。